# NBL 2024/25
Die NBL 2024/25 war die 47. Austragung der australasischen National Basketball League. Die mit neun Teams aus Australien und einem Team aus Neuseeland ausgetragene Meisterschaft begann am 19. September 2024 und endete am 23. März 2025. Im Finale konnten sich die Illawarra Hawks in der Best-of-five-Serie gegen Melbourne United in fünf Spielen durchsetzen und damit ihren zweiten Meistertitel erringen.

## Modus
Jedes Team trägt in der regulären Saison 14 Heim- und 15 Auswärtsspiele oder 15 Heim- und 14 Auswärtsspiele aus. Diese sind zusammengefasst in 20 Spieltage, sodass jedes Team an einigen Spieltagen auch zweimal spielt. Die in der Endtabelle auf den ersten sechs Plätzen stehenden Teams qualifizieren sich für die NBL Finals, die im Play-off-Modus ausgetragen werden. Die in der Endtabelle auf den ersten beiden Plätzen stehenden Teams qualifizieren sich dabei direkt fürs Halbfinale, während die auf den Positionen 3 bis 6 stehenden Teams die beiden anderen Halbfinalisten ausspielen. Im Halbfinale gilt der best of three modus, während im Finale der Best-of-five-Modus angewendet wird, so dass der Meister Ende März feststeht.

## Gehaltsobergrenze
Die Gehaltsunter und -obergrenze (Salary Cap) pro Saison für den Spielerkader wurden zur aktuellen Saison um 7 Prozent angehoben und betragen zwischen 1.752.913,85 Australische Dollar (AUD) und 1.947.662,58 AUD. Ebenso wurde das Mindestgehalt pro Saison auf 79.758,05 AUD erhöht. Vier Spieler im Kader fallen als sogenannte Marquee Player nicht unter den Salary Cap. Ihre Gehälter pro Saison sind festgeschrieben von 233.697,34 AUD für den Marquee 1 bis 467.396,04 AUD für den Marquee 4.

## Mannschaften
| Mannschaft             | Stadt                       | Land       | Austragungsorte               | Plätze |
| ---------------------- | --------------------------- | ---------- | ----------------------------- | ------ |
| Adelaide 36ers         | Adelaide, South Australia   | Australien | Adelaide Entertainment Centre | 11.300 |
| Brisbane Bullets       | Brisbane, Queensland        | Australien | Brisbane Entertainment Centre | 10.500 |
| Cairns Taipans         | Cairns, Queensland          | Australien | Cairns Convention Centre      | 5.300  |
| Illawarra Hawks        | Wollongong, New South Wales | Australien | WIN Entertainment Centre      | 6.000  |
| Melbourne United       | Melbourne, Victoria         | Australien | John Cain Arena               | 10.175 |
| New Zealand Breakers   | North Shore, Auckland       | Neuseeland | Vector Arena                  | 9.740  |
| Perth Wildcats         | Perth, Western Australia    | Australien | Perth Arena                   | 15.500 |
| S.E. Melbourne Phoenix | Melbourne, Victoria         | Australien | John Cain Arena               | 10.175 |
| S.E. Melbourne Phoenix | Melbourne, Victoria         | Australien | State Basketball Centre       | 3.200  |
| Sydney Kings           | Sydney, New South Wales     | Australien | Sydney SuperDome              | 18.200 |
| Tasmania JackJumpers   | Hobart, Tasmanien           | Australien | MyState Bank Arena            | 4.340  |
| Tasmania JackJumpers   | Launceston, Tasmanien       | Australien | Silverdome                    | 4.000  |

## Personal und Sponsoring
| Mannschaft             | Trainer          | Kapitän                                  | Hauptsponsor         | Ausrüster |
| ---------------------- | ---------------- | ---------------------------------------- | -------------------- | --------- |
| Adelaide 36ers         | Mike Wells       | Jason Cadee                              | Walker Corporation   | Champion  |
| Brisbane Bullets       | Justin Schueller | Mitch Norton                             | Carnival Cruise Line | Champion  |
| Cairns Taipans         | Adam Forde       | Sam Waardenburg                          | CQUniversity         | Champion  |
| Illawarra Hawks        | Justin Tatum     | Sam Froling Tyler Harvey                 | Greater Bank         | Champion  |
| Melbourne United       | Dean Vickerman   | Chris Goulding                           | Engie                | Champion  |
| New Zealand Breakers   | Petteri Koponen  | Parker Jackson-Cartwright Mitch McCarron | Bank of New Zealand  | Champion  |
| Perth Wildcats         | John Rillie      | Jesse Wagstaff                           | Pentanet             | Champion  |
| S.E. Melbourne Phoenix | Mike Kelly       | Jordan Hunter Nathon Sobey               | Mountain Goat Beer   | Champion  |
| Sydney Kings           | Brian Goorjian   | Shaun Bruce Xavier Cooks                 | Harvey Norman        | Champion  |
| Tasmania JackJumpers   | Scott Roth       | Clint Steindl                            | Spirit of Tasmania   | Champion  |

## Trainerwechsel
| Team                   | Saison 2023/24      | Saison 2024/25                    |             |
| Vor der Saison         | Vor der Saison      | Vor der Saison                    |             |
| ---------------------- | ------------------- | --------------------------------- | ----------- |
| Adelaide 36ers         | Scott Ninnis        | Mike Wells                        |             |
| New Zealand Breakers   | Mody Maor           | Petteri Koponen                   |             |
| Perth Wildcats         | John Rillie         | John Rillie                       | John Rillie |
| Sydney Kings           | Mahmoud Abdelfattah | Brian Goorjian                    |             |
| Während der Saison     |                     |                                   |             |
| S.E. Melbourne Phoenix | Mike Kelly          | Sam Mackinnon (interim) Josh King |             |

## Reguläre Saison

### 1. Spieltag
| 19. September 2024 18:30 Uhr | boxscore report | Melbourne United 88, Tasmania JackJumpers 79                  | Melbourne United 88, Tasmania JackJumpers 79 | Melbourne United 88, Tasmania JackJumpers 79            | Perth Arena, Perth Zuschauer: 4622 Schiedsrichter: V. Mayberry, R. Woolcock, T. Stewart | ESPN Australia |
| 19. September 2024 18:30 Uhr | boxscore report | Punkte pro Viertel: 23:20, 22:23, 27:16, 16:20                |                                              |                                                         | Perth Arena, Perth Zuschauer: 4622 Schiedsrichter: V. Mayberry, R. Woolcock, T. Stewart | ESPN Australia |
| 19. September 2024 18:30 Uhr | boxscore report | Punkte: Dellavedova 21 Rebounds: Loe 8 Assists: Dellavedova 6 |                                              | Punkte: Doyle 23 Rebounds: Te Rangi 8 Assists: Magnay 5 | Perth Arena, Perth Zuschauer: 4622 Schiedsrichter: V. Mayberry, R. Woolcock, T. Stewart | ESPN Australia |
| 19. September 2024 18:30 Uhr | boxscore report |                                                               |                                              |                                                         | Perth Arena, Perth Zuschauer: 4622 Schiedsrichter: V. Mayberry, R. Woolcock, T. Stewart | ESPN Australia |

| 20. September 2024 18:30 Uhr | boxscore report | Perth Wildcats 106, S.E. Melbourne Phoenix 98                | Perth Wildcats 106, S.E. Melbourne Phoenix 98 | Perth Wildcats 106, S.E. Melbourne Phoenix 98         | Perth Arena, Perth Zuschauer: 12.000 Schiedsrichter: V. Mayberry, K. Widgeon, M. Grist | ESPN Australia |
| 20. September 2024 18:30 Uhr | boxscore report | Punkte pro Viertel: 29:17, 24:27, 27:21, 26:33               |                                               |                                                       | Perth Arena, Perth Zuschauer: 12.000 Schiedsrichter: V. Mayberry, K. Widgeon, M. Grist | ESPN Australia |
| 20. September 2024 18:30 Uhr | boxscore report | Punkte: Pinder 29 Rebounds: Doolittle 13 Assists: Henshall 7 |                                               | Punkte: Hunter 19 Rebounds: Hurt 12 Assists: Walton 8 | Perth Arena, Perth Zuschauer: 12.000 Schiedsrichter: V. Mayberry, K. Widgeon, M. Grist | ESPN Australia |
| 20. September 2024 18:30 Uhr | boxscore report |                                                              |                                               |                                                       | Perth Arena, Perth Zuschauer: 12.000 Schiedsrichter: V. Mayberry, K. Widgeon, M. Grist | ESPN Australia |

| 21. September 2024 16:00 Uhr | boxscore report | New Zealand Breakers 91, Brisbane Bullets 87                            | New Zealand Breakers 91, Brisbane Bullets 87 | New Zealand Breakers 91, Brisbane Bullets 87            | Perth Arena, Perth Zuschauer: 2691 Schiedsrichter: M. Aylen, J. Griguol, C. Copes | ESPN Australia |
| 21. September 2024 16:00 Uhr | boxscore report | Punkte pro Viertel: 24:19, 27:15, 21:18, 19:35                          |                                              |                                                         | Perth Arena, Perth Zuschauer: 2691 Schiedsrichter: M. Aylen, J. Griguol, C. Copes | ESPN Australia |
| 21. September 2024 16:00 Uhr | boxscore report | Punkte: Mennenga 22 Rebounds: Mennenga 7 Assists: Jackson-Cartwright 11 |                                              | Punkte: Cook 25 Rebounds: Harrison 5 Assists: Batemon 4 | Perth Arena, Perth Zuschauer: 2691 Schiedsrichter: M. Aylen, J. Griguol, C. Copes | ESPN Australia |
| 21. September 2024 16:00 Uhr | boxscore report |                                                                         |                                              |                                                         | Perth Arena, Perth Zuschauer: 2691 Schiedsrichter: M. Aylen, J. Griguol, C. Copes | ESPN Australia |

| 21. September 2024 18:30 Uhr | boxscore report | Cairns Taipans 75, Illawarra Hawks 102                               | Cairns Taipans 75, Illawarra Hawks 102 | Cairns Taipans 75, Illawarra Hawks 102            | Perth Arena, Perth Zuschauer: 2878 Schiedsrichter: C. Reid, K. Widgeon Jr, J. Dover | ESPN Australia |
| 21. September 2024 18:30 Uhr | boxscore report | Punkte pro Viertel: 21:26, 24:28, 15:18, 15:30                       |                                        |                                                   | Perth Arena, Perth Zuschauer: 2878 Schiedsrichter: C. Reid, K. Widgeon Jr, J. Dover | ESPN Australia |
| 21. September 2024 18:30 Uhr | boxscore report | Punkte: Groves 19 Rebounds: Bradshaw, Groves 7 Assists: Dufelmeier 3 |                                        | Punkte: Days 20 Rebounds: Days 12 Assists: Kell 4 | Perth Arena, Perth Zuschauer: 2878 Schiedsrichter: C. Reid, K. Widgeon Jr, J. Dover | ESPN Australia |
| 21. September 2024 18:30 Uhr | boxscore report |                                                                      |                                        |                                                   | Perth Arena, Perth Zuschauer: 2878 Schiedsrichter: C. Reid, K. Widgeon Jr, J. Dover | ESPN Australia |

| 22. September 2024 12:30 Uhr | boxscore report | Adelaide 36ers 94, Sydney Kings 102                                | Adelaide 36ers 94, Sydney Kings 102 | Adelaide 36ers 94, Sydney Kings 102                  | Perth Arena, Perth Zuschauer: 4168 Schiedsrichter: M. Aylen, J. Griguol, A. Mcewan | Network 10 |
| 22. September 2024 12:30 Uhr | boxscore report | Punkte pro Viertel: 28:27, 20:24, 27:19, 19:32                     |                                     |                                                      | Perth Arena, Perth Zuschauer: 4168 Schiedsrichter: M. Aylen, J. Griguol, A. Mcewan | Network 10 |
| 22. September 2024 12:30 Uhr | boxscore report | Punkte: Mayen, Vasiljevic 23 Rebounds: Harrell 12 Assists: Davis 8 |                                     | Punkte: Adams 25 Rebounds: Cooks 13 Assists: Adams 7 | Perth Arena, Perth Zuschauer: 4168 Schiedsrichter: M. Aylen, J. Griguol, A. Mcewan | Network 10 |
| 22. September 2024 12:30 Uhr | boxscore report |                                                                    |                                     |                                                      | Perth Arena, Perth Zuschauer: 4168 Schiedsrichter: M. Aylen, J. Griguol, A. Mcewan | Network 10 |

### 2. Spieltag
| 26. September 2024 19:30 Uhr | boxscore report | S.E. Melbourne Phoenix 84, Melbourne United 96                    | S.E. Melbourne Phoenix 84, Melbourne United 96 | S.E. Melbourne Phoenix 84, Melbourne United 96                     | John Cain Arena, Melbourne Zuschauer: 10.225 Schiedsrichter: C. Reid, K. Widgeon, B. Henshaw | ESPN Australia |
| 26. September 2024 19:30 Uhr | boxscore report | Punkte pro Viertel: 28:21, 12:25, 20:21, 24:29                    |                                                |                                                                    | John Cain Arena, Melbourne Zuschauer: 10.225 Schiedsrichter: C. Reid, K. Widgeon, B. Henshaw | ESPN Australia |
| 26. September 2024 19:30 Uhr | boxscore report | Punkte: Hurt 18 Rebounds: Hunter, Hurt 7 Assists: Sobey, Walton 4 |                                                | Punkte: Goulding 19 Rebounds: Jack White 8 Assists: Dellavedova 10 | John Cain Arena, Melbourne Zuschauer: 10.225 Schiedsrichter: C. Reid, K. Widgeon, B. Henshaw | ESPN Australia |
| 26. September 2024 19:30 Uhr | boxscore report |                                                                   |                                                |                                                                    | John Cain Arena, Melbourne Zuschauer: 10.225 Schiedsrichter: C. Reid, K. Widgeon, B. Henshaw | ESPN Australia |

| 27. September 2024 19:30 Uhr | boxscore report | Illawarra Hawks 113, Brisbane Bullets 101              | Illawarra Hawks 113, Brisbane Bullets 101 | Illawarra Hawks 113, Brisbane Bullets 101                | Wollongong Entertainment Centre, Wollongong Zuschauer: 3542 Schiedsrichter: V. Mayberry, N. Fernandes, S. Jennings | ESPN Australia |
| 27. September 2024 19:30 Uhr | boxscore report | Punkte pro Viertel: 38:25, 21:35, 30:20, 24:21         |                                           |                                                          | Wollongong Entertainment Centre, Wollongong Zuschauer: 3542 Schiedsrichter: V. Mayberry, N. Fernandes, S. Jennings | ESPN Australia |
| 27. September 2024 19:30 Uhr | boxscore report | Punkte: Kell 30 Rebounds: Olbrich 8 Assists: Olbrich 5 |                                           | Punkte: Cook 17 Rebounds: Harrison 10 Assists: Prather 6 | Wollongong Entertainment Centre, Wollongong Zuschauer: 3542 Schiedsrichter: V. Mayberry, N. Fernandes, S. Jennings | ESPN Australia |
| 27. September 2024 19:30 Uhr | boxscore report |                                                        |                                           |                                                          | Wollongong Entertainment Centre, Wollongong Zuschauer: 3542 Schiedsrichter: V. Mayberry, N. Fernandes, S. Jennings | ESPN Australia |

| 27. September 2024 19:30 Uhr | boxscore report | Perth Wildcats 88, Sydney Kings 89                                     | Perth Wildcats 88, Sydney Kings 89 | Perth Wildcats 88, Sydney Kings 89                   | Perth Arena, Perth Zuschauer: 11.800 Schiedsrichter: M. Aylen, J. Griguol, T. Stewart | ESPN Australia |
| 27. September 2024 19:30 Uhr | boxscore report | Punkte pro Viertel: 11:27, 29:16, 18:24, 29:21                         |                                    |                                                      | Perth Arena, Perth Zuschauer: 11.800 Schiedsrichter: M. Aylen, J. Griguol, T. Stewart | ESPN Australia |
| 27. September 2024 19:30 Uhr | boxscore report | Punkte: Doolittle 21 Rebounds: Windler 16 Assists: Doolittle, Pepper 3 |                                    | Punkte: Adams 27 Rebounds: Oliver 7 Assists: Adams 6 | Perth Arena, Perth Zuschauer: 11.800 Schiedsrichter: M. Aylen, J. Griguol, T. Stewart | ESPN Australia |
| 27. September 2024 19:30 Uhr | boxscore report |                                                                        |                                    |                                                      | Perth Arena, Perth Zuschauer: 11.800 Schiedsrichter: M. Aylen, J. Griguol, T. Stewart | ESPN Australia |

| 28. September 2024 15:30 Uhr | boxscore report | Cairns Taipans 101, Adelaide 36ers 97                        | Cairns Taipans 101, Adelaide 36ers 97 | Cairns Taipans 101, Adelaide 36ers 97                   | Cairns Convention Centre, Cairns Zuschauer: 4141 Schiedsrichter: K. Widgeon, J. Boyer, J. Dover | ESPN Australia |
| 28. September 2024 15:30 Uhr | boxscore report | Punkte pro Viertel: 28:32, 30:22, 19:23, 24:20               |                                       |                                                         | Cairns Convention Centre, Cairns Zuschauer: 4141 Schiedsrichter: K. Widgeon, J. Boyer, J. Dover | ESPN Australia |
| 28. September 2024 15:30 Uhr | boxscore report | Punkte: Edwards 31 Rebounds: Waardenburg 11 Assists: Adnam 5 |                                       | Punkte: Vasiljevic 24 Rebounds: Dech 8 Assists: Davis 8 | Cairns Convention Centre, Cairns Zuschauer: 4141 Schiedsrichter: K. Widgeon, J. Boyer, J. Dover | ESPN Australia |
| 28. September 2024 15:30 Uhr | boxscore report |                                                              |                                       |                                                         | Cairns Convention Centre, Cairns Zuschauer: 4141 Schiedsrichter: K. Widgeon, J. Boyer, J. Dover | ESPN Australia |

| 28. September 2024 20:00 Uhr | boxscore report | Tasmania JackJumpers 81, Melbourne United 72             | Tasmania JackJumpers 81, Melbourne United 72 | Tasmania JackJumpers 81, Melbourne United 72               | Derwent Entertainment Centre, Hobart Zuschauer: 4340 Schiedsrichter: C. Reid, N. Fernandes, J. Durand | ESPN Australia |
| 28. September 2024 20:00 Uhr | boxscore report | Punkte pro Viertel: 20:14, 24:19, 17:16, 20:23           |                                              |                                                            | Derwent Entertainment Centre, Hobart Zuschauer: 4340 Schiedsrichter: C. Reid, N. Fernandes, J. Durand | ESPN Australia |
| 28. September 2024 20:00 Uhr | boxscore report | Punkte: Crawford 19 Rebounds: Magnay 11 Assists: Doyle 3 |                                              | Punkte: White 21 Rebounds: White 12 Assists: Dellavedova 5 | Derwent Entertainment Centre, Hobart Zuschauer: 4340 Schiedsrichter: C. Reid, N. Fernandes, J. Durand | ESPN Australia |
| 28. September 2024 20:00 Uhr | boxscore report |                                                          |                                              |                                                            | Derwent Entertainment Centre, Hobart Zuschauer: 4340 Schiedsrichter: C. Reid, N. Fernandes, J. Durand | ESPN Australia |

| 29. September 2024 14:30 Uhr | boxscore report | Sydney Kings 89, Illawarra Hawks 96                  | Sydney Kings 89, Illawarra Hawks 96 | Sydney Kings 89, Illawarra Hawks 96                      | Sydney SuperDome, Sydney Zuschauer: 11.438 Schiedsrichter: M. Aylen, J. Griguol, M. Davison | Network 10 |
| 29. September 2024 14:30 Uhr | boxscore report | Punkte pro Viertel: 15:27, 32:21, 20:27, 22:21       |                                     |                                                          | Sydney SuperDome, Sydney Zuschauer: 11.438 Schiedsrichter: M. Aylen, J. Griguol, M. Davison | Network 10 |
| 29. September 2024 14:30 Uhr | boxscore report | Punkte: Cooks 22 Rebounds: Cooks 12 Assists: Adams 9 |                                     | Punkte: Harvey 21 Rebounds: Froling 11 Assists: Hickey 4 | Sydney SuperDome, Sydney Zuschauer: 11.438 Schiedsrichter: M. Aylen, J. Griguol, M. Davison | Network 10 |
| 29. September 2024 14:30 Uhr | boxscore report |                                                      |                                     |                                                          | Sydney SuperDome, Sydney Zuschauer: 11.438 Schiedsrichter: M. Aylen, J. Griguol, M. Davison | Network 10 |

| 29. September 2024 19:30 Uhr | boxscore report | New Zealand Breakers 81, S.E. Melbourne Phoenix 79                               | New Zealand Breakers 81, S.E. Melbourne Phoenix 79 | New Zealand Breakers 81, S.E. Melbourne Phoenix 79                      | Spark Arena, Auckland Zuschauer: 5783 Schiedsrichter: V. Mayberry, D. Lyons, A. Mcewan | 10 Bold |
| 29. September 2024 19:30 Uhr | boxscore report | Punkte pro Viertel: 11:21, 22:15, 27:23, 21:20                                   |                                                    |                                                                         | Spark Arena, Auckland Zuschauer: 5783 Schiedsrichter: V. Mayberry, D. Lyons, A. Mcewan | 10 Bold |
| 29. September 2024 19:30 Uhr | boxscore report | Punkte: Jackson-Cartwright 19 Rebounds: Mennenga 9 Assists: Jackson-Cartwright 7 |                                                    | Punkte: Sobey 24 Rebounds: Hunter, Wieskamp 12 Assists: Glover, Sobey 4 | Spark Arena, Auckland Zuschauer: 5783 Schiedsrichter: V. Mayberry, D. Lyons, A. Mcewan | 10 Bold |
| 29. September 2024 19:30 Uhr | boxscore report |                                                                                  |                                                    |                                                                         | Spark Arena, Auckland Zuschauer: 5783 Schiedsrichter: V. Mayberry, D. Lyons, A. Mcewan | 10 Bold |

### 3. Spieltag
| 3. Oktober 2024 19:00 Uhr | boxscore report | Adelaide 36ers 93, S.E. Melbourne Phoenix 83                          | Adelaide 36ers 93, S.E. Melbourne Phoenix 83 | Adelaide 36ers 93, S.E. Melbourne Phoenix 83          | Adelaide Entertainment Centre, Adelaide Zuschauer: 9377 Schiedsrichter: C. Reid, N. Durant, H. Starkey | ESPN Australia |
| 3. Oktober 2024 19:00 Uhr | boxscore report | Punkte pro Viertel: 25:16, 27:19, 19:23, 22:25                        |                                              |                                                       | Adelaide Entertainment Centre, Adelaide Zuschauer: 9377 Schiedsrichter: C. Reid, N. Durant, H. Starkey | ESPN Australia |
| 3. Oktober 2024 19:00 Uhr | boxscore report | Punkte: Humphries, Vasiljevic 22 Rebounds: Davis 7 Assists: Martin 11 |                                              | Punkte: Hurt 32 Rebounds: Walton 11 Assists: Hunter 7 | Adelaide Entertainment Centre, Adelaide Zuschauer: 9377 Schiedsrichter: C. Reid, N. Durant, H. Starkey | ESPN Australia |
| 3. Oktober 2024 19:00 Uhr | boxscore report |                                                                       |                                              |                                                       | Adelaide Entertainment Centre, Adelaide Zuschauer: 9377 Schiedsrichter: C. Reid, N. Durant, H. Starkey | ESPN Australia |

| 4. Oktober 2024 19:30 Uhr | boxscore report | Cairns Taipans 90, Tasmania JackJumpers 78                                 | Cairns Taipans 90, Tasmania JackJumpers 78 | Cairns Taipans 90, Tasmania JackJumpers 78                   | Cairns Convention Centre, Cairns Zuschauer: 4538 Schiedsrichter: V. Mayberry, J. Griguol, D. Lyons | ESPN Australia |
| 4. Oktober 2024 19:30 Uhr | boxscore report | Punkte pro Viertel: 27:21, 26:16, 18:24, 19:17                             |                                            |                                                              | Cairns Convention Centre, Cairns Zuschauer: 4538 Schiedsrichter: V. Mayberry, J. Griguol, D. Lyons | ESPN Australia |
| 4. Oktober 2024 19:30 Uhr | boxscore report | Punkte: Armstrong 20 Rebounds: Waardenburg 7 Assists: Armstrong, Edwards 5 |                                            | Punkte: Doyle 19 Rebounds: Deng 9 Assists: Crawford, Drmic 4 | Cairns Convention Centre, Cairns Zuschauer: 4538 Schiedsrichter: V. Mayberry, J. Griguol, D. Lyons | ESPN Australia |
| 4. Oktober 2024 19:30 Uhr | boxscore report |                                                                            |                                            |                                                              | Cairns Convention Centre, Cairns Zuschauer: 4538 Schiedsrichter: V. Mayberry, J. Griguol, D. Lyons | ESPN Australia |

| 4. Oktober 2024 19:30 Uhr | boxscore report | Perth Wildcats 68, Melbourne United 97                               | Perth Wildcats 68, Melbourne United 97 | Perth Wildcats 68, Melbourne United 97             | Perth Arena, Perth Zuschauer: 12.287 Schiedsrichter: M. Aylen, K. Widgeon, M. Grist | ESPN Australia |
| 4. Oktober 2024 19:30 Uhr | boxscore report | Punkte pro Viertel: 22:31, 19:33, 13:19, 14:14                       |                                        |                                                    | Perth Arena, Perth Zuschauer: 12.287 Schiedsrichter: M. Aylen, K. Widgeon, M. Grist | ESPN Australia |
| 4. Oktober 2024 19:30 Uhr | boxscore report | Punkte: Doolittle, Henshall 12 Rebounds: Pinder 10 Assists: Cotton 5 |                                        | Punkte: Clark 25 Rebounds: White 11 Assists: Ili 9 | Perth Arena, Perth Zuschauer: 12.287 Schiedsrichter: M. Aylen, K. Widgeon, M. Grist | ESPN Australia |
| 4. Oktober 2024 19:30 Uhr | boxscore report |                                                                      |                                        |                                                    | Perth Arena, Perth Zuschauer: 12.287 Schiedsrichter: M. Aylen, K. Widgeon, M. Grist | ESPN Australia |

| 5. Oktober 2024 17:30 Uhr | boxscore report | Illawarra Hawks 100, Adelaide 36ers 102           | Illawarra Hawks 100, Adelaide 36ers 102 | Illawarra Hawks 100, Adelaide 36ers 102                       | WIN Entertainment Centre, Wollongong Zuschauer: 4770 Schiedsrichter: C. Reid, J. Boyer, D. Millard | ESPN Australia |
| 5. Oktober 2024 17:30 Uhr | boxscore report | Punkte pro Viertel: 32:27, 22:25, 27:29, 19:21    |                                         |                                                               | WIN Entertainment Centre, Wollongong Zuschauer: 4770 Schiedsrichter: C. Reid, J. Boyer, D. Millard | ESPN Australia |
| 5. Oktober 2024 17:30 Uhr | boxscore report | Punkte: Kell 29 Rebounds: Days 11 Assists: Kell 4 |                                         | Punkte: Davis 32 Rebounds: Harrell 10 Assists: Cadee, Davis 4 | WIN Entertainment Centre, Wollongong Zuschauer: 4770 Schiedsrichter: C. Reid, J. Boyer, D. Millard | ESPN Australia |
| 5. Oktober 2024 17:30 Uhr | boxscore report |                                                   |                                         |                                                               | WIN Entertainment Centre, Wollongong Zuschauer: 4770 Schiedsrichter: C. Reid, J. Boyer, D. Millard | ESPN Australia |

| 5. Oktober 2024 20:00 Uhr | boxscore report | Brisbane Bullets 82, Sydney Kings 91                       | Brisbane Bullets 82, Sydney Kings 91 | Brisbane Bullets 82, Sydney Kings 91                 | Brisbane Entertainment Centre, Brisbane Zuschauer: 7009 Schiedsrichter: N. Fernandes, J. Griguol, A. Mcewan | ESPN AustraliaESPN Australia |
| 5. Oktober 2024 20:00 Uhr | boxscore report | Punkte pro Viertel: 17:22, 10:25, 28:28, 27:16             |                                      |                                                      | Brisbane Entertainment Centre, Brisbane Zuschauer: 7009 Schiedsrichter: N. Fernandes, J. Griguol, A. Mcewan | ESPN AustraliaESPN Australia |
| 5. Oktober 2024 20:00 Uhr | boxscore report | Punkte: Prather 17 Rebounds: Bannan 11 Assists: Harrison 5 |                                      | Punkte: Cooks 23 Rebounds: Cooks 7 Assists: Adams 10 | Brisbane Entertainment Centre, Brisbane Zuschauer: 7009 Schiedsrichter: N. Fernandes, J. Griguol, A. Mcewan | ESPN AustraliaESPN Australia |
| 5. Oktober 2024 20:00 Uhr | boxscore report |                                                            |                                      |                                                      | Brisbane Entertainment Centre, Brisbane Zuschauer: 7009 Schiedsrichter: N. Fernandes, J. Griguol, A. Mcewan | ESPN AustraliaESPN Australia |

| 6. Oktober 2024 14:30 Uhr | boxscore report | Melbourne United 88, Cairns Taipans 101                       | Melbourne United 88, Cairns Taipans 101 | Melbourne United 88, Cairns Taipans 101                         | John Cain Arena, Melbourne Zuschauer: 9766 Schiedsrichter: V. Mayberry, D. Lyons, J. Taylor | Network 10 |
| 6. Oktober 2024 14:30 Uhr | boxscore report | Punkte pro Viertel: 27:23, 27:35, 17:22, 17:21                |                                         |                                                                 | John Cain Arena, Melbourne Zuschauer: 9766 Schiedsrichter: V. Mayberry, D. Lyons, J. Taylor | Network 10 |
| 6. Oktober 2024 14:30 Uhr | boxscore report | Punkte: Goulding 22 Rebounds: White 11 Assists: Dellavedova 7 |                                         | Punkte: Edwards 23 Rebounds: Bradshaw 9 Assists: drei Spieler 4 | John Cain Arena, Melbourne Zuschauer: 9766 Schiedsrichter: V. Mayberry, D. Lyons, J. Taylor | Network 10 |
| 6. Oktober 2024 14:30 Uhr | boxscore report |                                                               |                                         |                                                                 | John Cain Arena, Melbourne Zuschauer: 9766 Schiedsrichter: V. Mayberry, D. Lyons, J. Taylor | Network 10 |

| 6. Oktober 2024 16:30 Uhr | boxscore report | Tasmania JackJumpers 84, Perth Wildcats 79                      | Tasmania JackJumpers 84, Perth Wildcats 79 | Tasmania JackJumpers 84, Perth Wildcats 79              | MyState Bank Arena, Hobart Zuschauer: 4340 Schiedsrichter: M. Aylen, K. Widgeon, R. Woolcock | 10 Bold |
| 6. Oktober 2024 16:30 Uhr | boxscore report | Punkte pro Viertel: 9:23, 21:13, 17:17, 24:18. Overtime/s: 13:8 |                                            |                                                         | MyState Bank Arena, Hobart Zuschauer: 4340 Schiedsrichter: M. Aylen, K. Widgeon, R. Woolcock | 10 Bold |
| 6. Oktober 2024 16:30 Uhr | boxscore report | Punkte: Doyle 20 Rebounds: Magnay 13 Assists: Doyle 4           |                                            | Punkte: Cotton 24 Rebounds: Pinder 14 Assists: Cotton 4 | MyState Bank Arena, Hobart Zuschauer: 4340 Schiedsrichter: M. Aylen, K. Widgeon, R. Woolcock | 10 Bold |
| 6. Oktober 2024 16:30 Uhr | boxscore report |                                                                 |                                            |                                                         | MyState Bank Arena, Hobart Zuschauer: 4340 Schiedsrichter: M. Aylen, K. Widgeon, R. Woolcock | 10 Bold |

### 4. Spieltag
| 10. Oktober 2024 18:30 Uhr | boxscore report | Cairns Taipans 87, Perth Wildcats 90                       | Cairns Taipans 87, Perth Wildcats 90 | Cairns Taipans 87, Perth Wildcats 90                          | Cairns Convention Centre, Cairns Zuschauer: 3750 Schiedsrichter: V. Mayberry, N. Fernandes, D. Millard | ESPN Australia |
| 10. Oktober 2024 18:30 Uhr | boxscore report | Punkte pro Viertel: 23:29, 18:19, 26:27, 20:15             |                                      |                                                               | Cairns Convention Centre, Cairns Zuschauer: 3750 Schiedsrichter: V. Mayberry, N. Fernandes, D. Millard | ESPN Australia |
| 10. Oktober 2024 18:30 Uhr | boxscore report | Punkte: Edwards 24 Rebounds: Gak 10 Assists: Waardenburg 7 |                                      | Punkte: Cotton 35 Rebounds: Doolittle 11 Assists: Doolittle 4 | Cairns Convention Centre, Cairns Zuschauer: 3750 Schiedsrichter: V. Mayberry, N. Fernandes, D. Millard | ESPN Australia |
| 10. Oktober 2024 18:30 Uhr | boxscore report |                                                            |                                      |                                                               | Cairns Convention Centre, Cairns Zuschauer: 3750 Schiedsrichter: V. Mayberry, N. Fernandes, D. Millard | ESPN Australia |

| 11. Oktober 2024 19:00 Uhr | boxscore report | Adelaide 36ers 89, Sydney Kings 79                                 | Adelaide 36ers 89, Sydney Kings 79 | Adelaide 36ers 89, Sydney Kings 79                           | Adelaide Entertainment Centre, Adelaide Zuschauer: 9466 Schiedsrichter: M. Aylen, J. Griguol, H. Starkey | ESPN Australia |
| 11. Oktober 2024 19:00 Uhr | boxscore report | Punkte pro Viertel: 26:22, 23:15, 19:25, 21:17                     |                                    |                                                              | Adelaide Entertainment Centre, Adelaide Zuschauer: 9466 Schiedsrichter: M. Aylen, J. Griguol, H. Starkey | ESPN Australia |
| 11. Oktober 2024 19:00 Uhr | boxscore report | Punkte: Vasiljevic 26 Rebounds: Harrell 14 Assists: drei Spieler 3 |                                    | Punkte: Oliver 16 Rebounds: Leaupepe 10 Assists: Robertson 5 | Adelaide Entertainment Centre, Adelaide Zuschauer: 9466 Schiedsrichter: M. Aylen, J. Griguol, H. Starkey | ESPN Australia |
| 11. Oktober 2024 19:00 Uhr | boxscore report |                                                                    |                                    |                                                              | Adelaide Entertainment Centre, Adelaide Zuschauer: 9466 Schiedsrichter: M. Aylen, J. Griguol, H. Starkey | ESPN Australia |

| 12. Oktober 2024 17:30 Uhr | boxscore report | Illawarra Hawks 109, Tasmania JackJumpers 76          | Illawarra Hawks 109, Tasmania JackJumpers 76 | Illawarra Hawks 109, Tasmania JackJumpers 76              | Wollongong Entertainment Centre, Wollongong Zuschauer: 4885 Schiedsrichter: C. Reid, N. Fernandes, E. Green | ESPN Australia |
| 12. Oktober 2024 17:30 Uhr | boxscore report | Punkte pro Viertel: 32:17, 25:22, 27:13, 25:24        |                                              |                                                           | Wollongong Entertainment Centre, Wollongong Zuschauer: 4885 Schiedsrichter: C. Reid, N. Fernandes, E. Green | ESPN Australia |
| 12. Oktober 2024 17:30 Uhr | boxscore report | Punkte: Froling 21 Rebounds: Days 9 Assists: Harvey 4 |                                              | Punkte: Crawford 19 Rebounds: Doyle 5 Assists: Crawford 5 | Wollongong Entertainment Centre, Wollongong Zuschauer: 4885 Schiedsrichter: C. Reid, N. Fernandes, E. Green | ESPN Australia |
| 12. Oktober 2024 17:30 Uhr | boxscore report |                                                       |                                              |                                                           | Wollongong Entertainment Centre, Wollongong Zuschauer: 4885 Schiedsrichter: C. Reid, N. Fernandes, E. Green | ESPN Australia |

| 12. Oktober 2024 20:00 Uhr | boxscore report | S.E. Melbourne Phoenix 85, Brisbane Bullets 87       | S.E. Melbourne Phoenix 85, Brisbane Bullets 87 | S.E. Melbourne Phoenix 85, Brisbane Bullets 87              | John Cain Arena, Melbourne Zuschauer: 6521 Schiedsrichter: V. Mayberry, K. Widgeon, B. Henshaw | ESPN Australia |
| 12. Oktober 2024 20:00 Uhr | boxscore report | Punkte pro Viertel: 23:18, 26:27, 17:23, 19:19       |                                                |                                                             | John Cain Arena, Melbourne Zuschauer: 6521 Schiedsrichter: V. Mayberry, K. Widgeon, B. Henshaw | ESPN Australia |
| 12. Oktober 2024 20:00 Uhr | boxscore report | Punkte: Hurt 24 Rebounds: Hunter 7 Assists: Walton 5 |                                                | Punkte: Harrison 21 Rebounds: Harrison 17 Assists: Bannan 5 | John Cain Arena, Melbourne Zuschauer: 6521 Schiedsrichter: V. Mayberry, K. Widgeon, B. Henshaw | ESPN Australia |
| 12. Oktober 2024 20:00 Uhr | boxscore report |                                                      |                                                |                                                             | John Cain Arena, Melbourne Zuschauer: 6521 Schiedsrichter: V. Mayberry, K. Widgeon, B. Henshaw | ESPN Australia |

| 13. Oktober 2024 14:30 Uhr | boxscore report | Sydney Kings 99, Cairns Taipans 73                                    | Sydney Kings 99, Cairns Taipans 73 | Sydney Kings 99, Cairns Taipans 73                              | Sydney SuperDome, Sydney Zuschauer: 11.076 Schiedsrichter: M. Aylen, C. Reid, A. Mcewan | Network 10 |
| 13. Oktober 2024 14:30 Uhr | boxscore report | Punkte pro Viertel: 28:18, 25:21, 23:18, 23:16                        |                                    |                                                                 | Sydney SuperDome, Sydney Zuschauer: 11.076 Schiedsrichter: M. Aylen, C. Reid, A. Mcewan | Network 10 |
| 13. Oktober 2024 14:30 Uhr | boxscore report | Punkte: Bruce 21 Rebounds: Cooks, Leaupepe 10 Assists: vier Spieler 4 |                                    | Punkte: Waardenburg 22 Rebounds: Waardenburg 9 Assists: Adnam 5 | Sydney SuperDome, Sydney Zuschauer: 11.076 Schiedsrichter: M. Aylen, C. Reid, A. Mcewan | Network 10 |
| 13. Oktober 2024 14:30 Uhr | boxscore report |                                                                       |                                    |                                                                 | Sydney SuperDome, Sydney Zuschauer: 11.076 Schiedsrichter: M. Aylen, C. Reid, A. Mcewan | Network 10 |

| 13. Oktober 2024 16:30 Uhr | boxscore report | Melbourne United 106, Adelaide 36ers 79                   | Melbourne United 106, Adelaide 36ers 79 | Melbourne United 106, Adelaide 36ers 79                        | John Cain Arena, Melbourne Zuschauer: 9050 Schiedsrichter: K. Widgeon, J. Griguol, R. Woolcock | 10 Bold |
| 13. Oktober 2024 16:30 Uhr | boxscore report | Punkte pro Viertel: 24:29, 34:23, 21:8, 27:19             |                                         |                                                                | John Cain Arena, Melbourne Zuschauer: 9050 Schiedsrichter: K. Widgeon, J. Griguol, R. Woolcock | 10 Bold |
| 13. Oktober 2024 16:30 Uhr | boxscore report | Punkte: Clark 18 Rebounds: White 7 Assists: Dellavedova 8 |                                         | Punkte: Davis 17 Rebounds: Harrell 9 Assists: Dech, Marshall 3 | John Cain Arena, Melbourne Zuschauer: 9050 Schiedsrichter: K. Widgeon, J. Griguol, R. Woolcock | 10 Bold |
| 13. Oktober 2024 16:30 Uhr | boxscore report |                                                           |                                         |                                                                | John Cain Arena, Melbourne Zuschauer: 9050 Schiedsrichter: K. Widgeon, J. Griguol, R. Woolcock | 10 Bold |

### 5. Spieltag
| 17. Oktober 2024 18:30 Uhr | boxscore report | Brisbane Bullets 84, New Zealand Breakers 73                  | Brisbane Bullets 84, New Zealand Breakers 73 | Brisbane Bullets 84, New Zealand Breakers 73                                               | Brisbane Entertainment Centre, Brisbane Zuschauer: 4391 Schiedsrichter: V. Mayberry, J. Griguol, D. Millard | ESPN Australia |
| 17. Oktober 2024 18:30 Uhr | boxscore report | Punkte pro Viertel: 17:13, 22:20, 19:17, 26:23                |                                              |                                                                                            | Brisbane Entertainment Centre, Brisbane Zuschauer: 4391 Schiedsrichter: V. Mayberry, J. Griguol, D. Millard | ESPN Australia |
| 17. Oktober 2024 18:30 Uhr | boxscore report | Punkte: Batemon 21 Rebounds: Bannan 9 Assists: drei Spieler 3 |                                              | Punkte: Jackson-Cartwright 20 Rebounds: Jackson-Cartwright 7 Assists: Jackson-Cartwright 6 | Brisbane Entertainment Centre, Brisbane Zuschauer: 4391 Schiedsrichter: V. Mayberry, J. Griguol, D. Millard | ESPN Australia |
| 17. Oktober 2024 18:30 Uhr | boxscore report |                                                               |                                              |                                                                                            | Brisbane Entertainment Centre, Brisbane Zuschauer: 4391 Schiedsrichter: V. Mayberry, J. Griguol, D. Millard | ESPN Australia |

| 18. Oktober 2024 19:30 Uhr | boxscore report | Tasmania JackJumpers 71, Sydney Kings 80                 | Tasmania JackJumpers 71, Sydney Kings 80 | Tasmania JackJumpers 71, Sydney Kings 80             | Silverdome, Launceston Zuschauer: 3255 Schiedsrichter: M. Aylen, K. Widgeon, E. Green | ESPN Australia |
| 18. Oktober 2024 19:30 Uhr | boxscore report | Punkte pro Viertel: 21:13, 24:20, 8:16, 18:31            |                                          |                                                      | Silverdome, Launceston Zuschauer: 3255 Schiedsrichter: M. Aylen, K. Widgeon, E. Green | ESPN Australia |
| 18. Oktober 2024 19:30 Uhr | boxscore report | Punkte: Crawford 25 Rebounds: Doyle 7 Assists: Steindl 5 |                                          | Punkte: Cooks 15 Rebounds: Cooks 12 Assists: Cooks 6 | Silverdome, Launceston Zuschauer: 3255 Schiedsrichter: M. Aylen, K. Widgeon, E. Green | ESPN Australia |
| 18. Oktober 2024 19:30 Uhr | boxscore report |                                                          |                                          |                                                      | Silverdome, Launceston Zuschauer: 3255 Schiedsrichter: M. Aylen, K. Widgeon, E. Green | ESPN Australia |

| 19. Oktober 2024 19:30 Uhr | boxscore report | New Zealand Breakers 89, Perth Wildcats 85                            | New Zealand Breakers 89, Perth Wildcats 85 | New Zealand Breakers 89, Perth Wildcats 85                   | Spark Arena, Auckland Zuschauer: 5822 Schiedsrichter: V. Mayberry, D. Lyons, R. Woolcock | ESPN Australia |
| 19. Oktober 2024 19:30 Uhr | boxscore report | Punkte pro Viertel: 24:18, 17:21, 27:19, 21:27                        |                                            |                                                              | Spark Arena, Auckland Zuschauer: 5822 Schiedsrichter: V. Mayberry, D. Lyons, R. Woolcock | ESPN Australia |
| 19. Oktober 2024 19:30 Uhr | boxscore report | Punkte: Mooney 28 Rebounds: Gillespie 8 Assists: Jackson-Cartwright 9 |                                            | Punkte: Webster 20 Rebounds: Doolittle 11 Assists: Webster 6 | Spark Arena, Auckland Zuschauer: 5822 Schiedsrichter: V. Mayberry, D. Lyons, R. Woolcock | ESPN Australia |
| 19. Oktober 2024 19:30 Uhr | boxscore report |                                                                       |                                            |                                                              | Spark Arena, Auckland Zuschauer: 5822 Schiedsrichter: V. Mayberry, D. Lyons, R. Woolcock | ESPN Australia |

| 19. Oktober 2024 19:00 Uhr | boxscore report | Cairns Taipans 75, Illawara Hawks 87                                    | Cairns Taipans 75, Illawara Hawks 87 | Cairns Taipans 75, Illawara Hawks 87                  | Cairns Convention Centre, Cairns Zuschauer: 4362 Schiedsrichter: J. Griguol, N. Durant, J. Boyer | ESPN Australia |
| 19. Oktober 2024 19:00 Uhr | boxscore report | Punkte pro Viertel: 24:17, 14:23, 20:19, 17:28                          |                                      |                                                       | Cairns Convention Centre, Cairns Zuschauer: 4362 Schiedsrichter: J. Griguol, N. Durant, J. Boyer | ESPN Australia |
| 19. Oktober 2024 19:00 Uhr | boxscore report | Punkte: Bradshaw 18 Rebounds: Bradshaw 14 Assists: Adnam, Waardenburg 4 |                                      | Punkte: Harvey 20 Rebounds: Froling 8 Assists: Kell 7 | Cairns Convention Centre, Cairns Zuschauer: 4362 Schiedsrichter: J. Griguol, N. Durant, J. Boyer | ESPN Australia |
| 19. Oktober 2024 19:00 Uhr | boxscore report |                                                                         |                                      |                                                       | Cairns Convention Centre, Cairns Zuschauer: 4362 Schiedsrichter: J. Griguol, N. Durant, J. Boyer | ESPN Australia |

| 20. Oktober 2024 14:30 Uhr | boxscore report | Melbourne United 84, S.E. Melbourne Phoenix 93             | Melbourne United 84, S.E. Melbourne Phoenix 93 | Melbourne United 84, S.E. Melbourne Phoenix 93         | John Cain Arena, Melbourne Zuschauer: 10.175 Schiedsrichter: C. Reid, N. Fernandes, A. Mcewan | 10 Bold |
| 20. Oktober 2024 14:30 Uhr | boxscore report | Punkte pro Viertel: 18:16, 25:32, 20:18, 21:27             |                                                |                                                        | John Cain Arena, Melbourne Zuschauer: 10.175 Schiedsrichter: C. Reid, N. Fernandes, A. Mcewan | 10 Bold |
| 20. Oktober 2024 14:30 Uhr | boxscore report | Punkte: Clark 19 Rebounds: White 10 Assists: Dellavedova 9 |                                                | Punkte: Hunter 20 Rebounds: Hunter 9 Assists: Glover 8 | John Cain Arena, Melbourne Zuschauer: 10.175 Schiedsrichter: C. Reid, N. Fernandes, A. Mcewan | 10 Bold |
| 20. Oktober 2024 14:30 Uhr | boxscore report |                                                            |                                                |                                                        | John Cain Arena, Melbourne Zuschauer: 10.175 Schiedsrichter: C. Reid, N. Fernandes, A. Mcewan | 10 Bold |

| 20. Oktober 2024 16:00 Uhr | boxscore report | Adelaide 36ers 77, Tasmania JackJumpers 73                       | Adelaide 36ers 77, Tasmania JackJumpers 73 | Adelaide 36ers 77, Tasmania JackJumpers 73                   | Adelaide Entertainment Centre, Adelaide Zuschauer: 9384 Schiedsrichter: M. Aylen, K. Widgeon, M. Davison | 10 Bold |
| 20. Oktober 2024 16:00 Uhr | boxscore report | Punkte pro Viertel: 13:22, 18:17, 23:11, 23:23                   |                                            |                                                              | Adelaide Entertainment Centre, Adelaide Zuschauer: 9384 Schiedsrichter: M. Aylen, K. Widgeon, M. Davison | 10 Bold |
| 20. Oktober 2024 16:00 Uhr | boxscore report | Punkte: Davis 23 Rebounds: Harrell, Humphries 7 Assists: Davis 6 |                                            | Punkte: Doyle 22 Rebounds: Deng 9 Assists: Crawford, Doyle 6 | Adelaide Entertainment Centre, Adelaide Zuschauer: 9384 Schiedsrichter: M. Aylen, K. Widgeon, M. Davison | 10 Bold |
| 20. Oktober 2024 16:00 Uhr | boxscore report |                                                                  |                                            |                                                              | Adelaide Entertainment Centre, Adelaide Zuschauer: 9384 Schiedsrichter: M. Aylen, K. Widgeon, M. Davison | 10 Bold |

### 6. Spieltag
| 24. Oktober 2024 19:30 Uhr | boxscore report | New Zealand Breakers 62, S.E. Melbourne Phoenix 88                               | New Zealand Breakers 62, S.E. Melbourne Phoenix 88 | New Zealand Breakers 62, S.E. Melbourne Phoenix 88            | Wolfbrook Arena, Christchurch Zuschauer: 3764 Schiedsrichter: V. Mayberry, R. Woolcock, E. Green | ESPN Australia |
| 24. Oktober 2024 19:30 Uhr | boxscore report | Punkte pro Viertel: 17:27, 18:20, 16:18, 11:23                                   |                                                    |                                                               | Wolfbrook Arena, Christchurch Zuschauer: 3764 Schiedsrichter: V. Mayberry, R. Woolcock, E. Green | ESPN Australia |
| 24. Oktober 2024 19:30 Uhr | boxscore report | Punkte: Jackson-Cartwright 19 Rebounds: Mennenga 5 Assists: Jackson-Cartwright 6 |                                                    | Punkte: Hurt 19 Rebounds: Hunter, Wieskamp 8 Assists: Sobey 7 | Wolfbrook Arena, Christchurch Zuschauer: 3764 Schiedsrichter: V. Mayberry, R. Woolcock, E. Green | ESPN Australia |
| 24. Oktober 2024 19:30 Uhr | boxscore report |                                                                                  |                                                    |                                                               | Wolfbrook Arena, Christchurch Zuschauer: 3764 Schiedsrichter: V. Mayberry, R. Woolcock, E. Green | ESPN Australia |

| 24. Oktober 2024 19:30 | boxscore report | Illawarra Hawks 87, Melbourne United 92              | Illawarra Hawks 87, Melbourne United 92 | Illawarra Hawks 87, Melbourne United 92                          | Wollongong Entertainment Centre, Wollongong Zuschauer: 3558 Schiedsrichter: C. Reid, N. Fernandes, A. Mcewan | ESPN Australia |
| 24. Oktober 2024 19:30 | boxscore report | Punkte pro Viertel: 21:18, 16:22, 21:19, 29:33       |                                         |                                                                  | Wollongong Entertainment Centre, Wollongong Zuschauer: 3558 Schiedsrichter: C. Reid, N. Fernandes, A. Mcewan | ESPN Australia |
| 24. Oktober 2024 19:30 | boxscore report | Punkte: Hickey 17 Rebounds: Days 8 Assists: Hickey 6 |                                         | Punkte: Goulding 25 Rebounds: White 19 Assists: Cameron, Clark 4 | Wollongong Entertainment Centre, Wollongong Zuschauer: 3558 Schiedsrichter: C. Reid, N. Fernandes, A. Mcewan | ESPN Australia |
| 24. Oktober 2024 19:30 | boxscore report |                                                      |                                         |                                                                  | Wollongong Entertainment Centre, Wollongong Zuschauer: 3558 Schiedsrichter: C. Reid, N. Fernandes, A. Mcewan | ESPN Australia |

| 25. Oktober 2024 19:00 Uhr | boxscore report | Adelaide 36ers 99, Cairns Taipans 93                             | Adelaide 36ers 99, Cairns Taipans 93 | Adelaide 36ers 99, Cairns Taipans 93                         | Adelaide Entertainment Centre, Adelaide Zuschauer: 9382 Schiedsrichter: K. Widgeon, J. Boyer, S. Travis | ESPN Australia |
| 25. Oktober 2024 19:00 Uhr | boxscore report | Punkte pro Viertel: 21:27, 22:32, 22:14, 23:15. Overtime/s: 11:5 |                                      |                                                              | Adelaide Entertainment Centre, Adelaide Zuschauer: 9382 Schiedsrichter: K. Widgeon, J. Boyer, S. Travis | ESPN Australia |
| 25. Oktober 2024 19:00 Uhr | boxscore report | Punkte: Martin 36 Rebounds: Martin 16 Assists: Davis 8           |                                      | Punkte: Edwards 27 Rebounds: Waardenburg 14 Assists: Makoi 6 | Adelaide Entertainment Centre, Adelaide Zuschauer: 9382 Schiedsrichter: K. Widgeon, J. Boyer, S. Travis | ESPN Australia |
| 25. Oktober 2024 19:00 Uhr | boxscore report |                                                                  |                                      |                                                              | Adelaide Entertainment Centre, Adelaide Zuschauer: 9382 Schiedsrichter: K. Widgeon, J. Boyer, S. Travis | ESPN Australia |

| 25. Oktober 2024 18:30 Uhr | boxscore report | Perth Wildcats 87, Sydney Kings 84                           | Perth Wildcats 87, Sydney Kings 84 | Perth Wildcats 87, Sydney Kings 84                    | Perth Arena, Perth Zuschauer: 11.114 Schiedsrichter: M. Aylen, J. Griguol, D. Lyons | ESPN Australia |
| 25. Oktober 2024 18:30 Uhr | boxscore report | Punkte pro Viertel: 21:21, 20:23, 24:16, 22:24               |                                    |                                                       | Perth Arena, Perth Zuschauer: 11.114 Schiedsrichter: M. Aylen, J. Griguol, D. Lyons | ESPN Australia |
| 25. Oktober 2024 18:30 Uhr | boxscore report | Punkte: Pinder 34 Rebounds: Doolittle 14 Assists: Henshall 8 |                                    | Punkte: Cooks 22 Rebounds: Cooks 11 Assists: Oliver 3 | Perth Arena, Perth Zuschauer: 11.114 Schiedsrichter: M. Aylen, J. Griguol, D. Lyons | ESPN Australia |
| 25. Oktober 2024 18:30 Uhr | boxscore report |                                                              |                                    |                                                       | Perth Arena, Perth Zuschauer: 11.114 Schiedsrichter: M. Aylen, J. Griguol, D. Lyons | ESPN Australia |

| 26. Oktober 2024 17:30 Uhr | boxscore report | S. E. Melbourne Phoenix 82, Illawarra Hawks 88           | S. E. Melbourne Phoenix 82, Illawarra Hawks 88 | S. E. Melbourne Phoenix 82, Illawarra Hawks 88        | John Cain Arena, Melbourne Zuschauer: 7428 | ESPN Australia |
| 26. Oktober 2024 17:30 Uhr | boxscore report | Punkte pro Viertel: 19–15, 20–30, 26–29, 17–14           |                                                |                                                       | John Cain Arena, Melbourne Zuschauer: 7428 | ESPN Australia |
| 26. Oktober 2024 17:30 Uhr | boxscore report | Punkte: Hurt 18 Rebounds: Hurt 9 Assists: drei Spieler 3 |                                                | Punkte: Harvey 22 Rebounds: Days 7 Assists: Froling 7 | John Cain Arena, Melbourne Zuschauer: 7428 | ESPN Australia |
| 26. Oktober 2024 17:30 Uhr | boxscore report |                                                          |                                                |                                                       | John Cain Arena, Melbourne Zuschauer: 7428 | ESPN Australia |

| 26. Oktober 2024 19:00 Uhr | boxscore report | Brisbane Bullets 79, Tasmania JackJumpers 87              | Brisbane Bullets 79, Tasmania JackJumpers 87 | Brisbane Bullets 79, Tasmania JackJumpers 87                     | Brisbane Entertainment Centre, Brisbane Zuschauer: 4756 Schiedsrichter: C. Reid, R. Woolcock, M. Grist | ESPN Australia |
| 26. Oktober 2024 19:00 Uhr | boxscore report | Punkte pro Viertel: 9:20, 23:22, 30:17, 17:28             |                                              |                                                                  | Brisbane Entertainment Centre, Brisbane Zuschauer: 4756 Schiedsrichter: C. Reid, R. Woolcock, M. Grist | ESPN Australia |
| 26. Oktober 2024 19:00 Uhr | boxscore report | Punkte: Norton 20 Rebounds: Harrison 10 Assists: Norton 5 |                                              | Punkte: Crawford, Deng 16 Rebounds: Magnay 9 Assists: Crawford 6 | Brisbane Entertainment Centre, Brisbane Zuschauer: 4756 Schiedsrichter: C. Reid, R. Woolcock, M. Grist | ESPN Australia |
| 26. Oktober 2024 19:00 Uhr | boxscore report |                                                           |                                              |                                                                  | Brisbane Entertainment Centre, Brisbane Zuschauer: 4756 Schiedsrichter: C. Reid, R. Woolcock, M. Grist | ESPN Australia |

| 27. Oktober 2024 14:30 Uhr | boxscore report | Sydney Kings 89, New Zealand Breakers 93                          | Sydney Kings 89, New Zealand Breakers 93 | Sydney Kings 89, New Zealand Breakers 93                           | Sydney SuperDome, Sydney Zuschauer: 10.078 Schiedsrichter: M. Aylen, J. Griguol, J. Taulor | Network 10 |
| 27. Oktober 2024 14:30 Uhr | boxscore report | Punkte pro Viertel: 25:18, 20:31, 24:23, 20:21                    |                                          |                                                                    | Sydney SuperDome, Sydney Zuschauer: 10.078 Schiedsrichter: M. Aylen, J. Griguol, J. Taulor | Network 10 |
| 27. Oktober 2024 14:30 Uhr | boxscore report | Punkte: Le'afa 23 Rebounds: Cooks, Leaupepe 7 Assists: Leaupepe 5 |                                          | Punkte: Mooney 24 Rebounds: López 10 Assists: Jackson-Cartwright 8 | Sydney SuperDome, Sydney Zuschauer: 10.078 Schiedsrichter: M. Aylen, J. Griguol, J. Taulor | Network 10 |
| 27. Oktober 2024 14:30 Uhr | boxscore report |                                                                   |                                          |                                                                    | Sydney SuperDome, Sydney Zuschauer: 10.078 Schiedsrichter: M. Aylen, J. Griguol, J. Taulor | Network 10 |

| 27. Oktober 2024 16:30 Uhr | boxscore report | Melbourne United 106, Cairns Taipans 63                | Melbourne United 106, Cairns Taipans 63 | Melbourne United 106, Cairns Taipans 63                                                    | John Cain Arena, Melbourne Zuschauer: 9210 Schiedsrichter: N. Fernandes, K. Widgeon, N. Durant | 10 Bold |
| 27. Oktober 2024 16:30 Uhr | boxscore report | Punkte pro Viertel: 23:12, 31:18, 30:19, 22:14         |                                         |                                                                                            | John Cain Arena, Melbourne Zuschauer: 9210 Schiedsrichter: N. Fernandes, K. Widgeon, N. Durant | 10 Bold |
| 27. Oktober 2024 16:30 Uhr | boxscore report | Punkte: Cameron 18 Rebounds: White 13 Assists: Bowen 5 |                                         | Punkte: Antonio, Waardenburg 11 Rebounds: Antonio, Higgins-Titsha 8 Assists: Waardenburg 4 | John Cain Arena, Melbourne Zuschauer: 9210 Schiedsrichter: N. Fernandes, K. Widgeon, N. Durant | 10 Bold |
| 27. Oktober 2024 16:30 Uhr | boxscore report |                                                        |                                         |                                                                                            | John Cain Arena, Melbourne Zuschauer: 9210 Schiedsrichter: N. Fernandes, K. Widgeon, N. Durant | 10 Bold |

### 7. Spieltag
| 31. Oktober 2024 19:30 Uhr | boxscore report | Melbourne United 87, Sydney Kings 83                             | Melbourne United 87, Sydney Kings 83 | Melbourne United 87, Sydney Kings 83                   | John Cain Arena, Melbourne Zuschauer: 6734 Schiedsrichter: V. Mayberry, N. Fernandes, R. Woolcock | ESPN Australia |
| 31. Oktober 2024 19:30 Uhr | boxscore report | Punkte pro Viertel: 21:20, 25:23, 20:21, 21:19                   |                                      |                                                        | John Cain Arena, Melbourne Zuschauer: 6734 Schiedsrichter: V. Mayberry, N. Fernandes, R. Woolcock | ESPN Australia |
| 31. Oktober 2024 19:30 Uhr | boxscore report | Punkte: Dellavedova 16 Rebounds: White 11 Assists: Dellavedova 5 |                                      | Punkte: Oliver 18 Rebounds: Oliver 16 Assists: Adams 7 | John Cain Arena, Melbourne Zuschauer: 6734 Schiedsrichter: V. Mayberry, N. Fernandes, R. Woolcock | ESPN Australia |
| 31. Oktober 2024 19:30 Uhr | boxscore report |                                                                  |                                      |                                                        | John Cain Arena, Melbourne Zuschauer: 6734 Schiedsrichter: V. Mayberry, N. Fernandes, R. Woolcock | ESPN Australia |

| 1. November 2024 19:30 Uhr | boxscore report | Tasmania JackJumpers 77, S.E. Melbourne Phoenix 79         | Tasmania JackJumpers 77, S.E. Melbourne Phoenix 79 | Tasmania JackJumpers 77, S.E. Melbourne Phoenix 79 | Silverdome, Launceston Zuschauer: 3255 Schiedsrichter: M. Aylen, D. Lyons, B. Henshaw | ESPN Australia |
| 1. November 2024 19:30 Uhr | boxscore report | Punkte pro Viertel: 19:19, 23:16, 15:20, 20:24             |                                                    |                                                    | Silverdome, Launceston Zuschauer: 3255 Schiedsrichter: M. Aylen, D. Lyons, B. Henshaw | ESPN Australia |
| 1. November 2024 19:30 Uhr | boxscore report | Punkte: Magnay 19 Rebounds: Krslovic 9 Assists: Crawford 6 |                                                    | Punkte: Hurt 24 Rebounds: Sobey 7 Assists: Sobey 9 | Silverdome, Launceston Zuschauer: 3255 Schiedsrichter: M. Aylen, D. Lyons, B. Henshaw | ESPN Australia |
| 1. November 2024 19:30 Uhr | boxscore report |                                                            |                                                    |                                                    | Silverdome, Launceston Zuschauer: 3255 Schiedsrichter: M. Aylen, D. Lyons, B. Henshaw | ESPN Australia |

| 1. November 2024 18:30 Uhr | boxscore report | Perth Wildcats 113, Illawarra Hawks 105                      | Perth Wildcats 113, Illawarra Hawks 105 | Perth Wildcats 113, Illawarra Hawks 105              | Perth Arena, Perth Zuschauer: 10.421 Schiedsrichter: C. Reid, J. Griguol, M. Grist | ESPN Australia |
| 1. November 2024 18:30 Uhr | boxscore report | Punkte pro Viertel: 39:31, 23:22, 27:30, 24:22               |                                         |                                                      | Perth Arena, Perth Zuschauer: 10.421 Schiedsrichter: C. Reid, J. Griguol, M. Grist | ESPN Australia |
| 1. November 2024 18:30 Uhr | boxscore report | Punkte: Henshall 26 Rebounds: Pinder 6 Assists: Dootlittle 7 |                                         | Punkte: Harvey 25 Rebounds: Days 8 Assists: H. Lee 5 | Perth Arena, Perth Zuschauer: 10.421 Schiedsrichter: C. Reid, J. Griguol, M. Grist | ESPN Australia |
| 1. November 2024 18:30 Uhr | boxscore report |                                                              |                                         |                                                      | Perth Arena, Perth Zuschauer: 10.421 Schiedsrichter: C. Reid, J. Griguol, M. Grist | ESPN Australia |

| 2. November 2024 19:30 Uhr | boxscore report | New Zealand Breakers 109, Adelaide 36ers 82                                    | New Zealand Breakers 109, Adelaide 36ers 82 | New Zealand Breakers 109, Adelaide 36ers 82             | Spark Arena, Auckland Zuschauer: 5537 Schiedsrichter: K. Widgeon, R. Woolcock, A. Mcewan | ESPN Australia |
| 2. November 2024 19:30 Uhr | boxscore report | Punkte pro Viertel: 33:19, 19:20, 34:19, 23:24                                 |                                             |                                                         | Spark Arena, Auckland Zuschauer: 5537 Schiedsrichter: K. Widgeon, R. Woolcock, A. Mcewan | ESPN Australia |
| 2. November 2024 19:30 Uhr | boxscore report | Punkte: Jackson-Cartwright 25 Rebounds: Bolden 9 Assists: Jackson-Cartwright 6 |                                             | Punkte: Harrell 25 Rebounds: Harrell 6 Assists: Davis 6 | Spark Arena, Auckland Zuschauer: 5537 Schiedsrichter: K. Widgeon, R. Woolcock, A. Mcewan | ESPN Australia |
| 2. November 2024 19:30 Uhr | boxscore report |                                                                                |                                             |                                                         | Spark Arena, Auckland Zuschauer: 5537 Schiedsrichter: K. Widgeon, R. Woolcock, A. Mcewan | ESPN Australia |

| 2. November 2024 19:00 Uhr | boxscore report | Cairns Taipans 88, Brisbane Bullets 92                                    | Cairns Taipans 88, Brisbane Bullets 92 | Cairns Taipans 88, Brisbane Bullets 92                           | Cairns Convention Centre, Cairns Zuschauer: 4445 Schiedsrichter: N. Fernandes, M. Mill, J. Dover | ESPN Australia |
| 2. November 2024 19:00 Uhr | boxscore report | Punkte pro Viertel: 18:23, 26:18, 29:23, 15:28                            |                                        |                                                                  | Cairns Convention Centre, Cairns Zuschauer: 4445 Schiedsrichter: N. Fernandes, M. Mill, J. Dover | ESPN Australia |
| 2. November 2024 19:00 Uhr | boxscore report | Punkte: Edwards 27 Rebounds: Higgins-Titsha 11 Assists: Galloway, Makoi 4 |                                        | Punkte: Batemon 21 Rebounds: Harrison 20 Assists: Batemon Cook 3 | Cairns Convention Centre, Cairns Zuschauer: 4445 Schiedsrichter: N. Fernandes, M. Mill, J. Dover | ESPN Australia |
| 2. November 2024 19:00 Uhr | boxscore report |                                                                           |                                        |                                                                  | Cairns Convention Centre, Cairns Zuschauer: 4445 Schiedsrichter: N. Fernandes, M. Mill, J. Dover | ESPN Australia |

| 3. November 2024 14:30 Uhr | boxscore report | S.E. Melbourne Phoenix 100, Perth Wildcats 76        | S.E. Melbourne Phoenix 100, Perth Wildcats 76 | S.E. Melbourne Phoenix 100, Perth Wildcats 76                | John Cain Arena, Melbourne Zuschauer: 8362 Schiedsrichter: V. Mayberry, J. Griguol, M. Davison | Network 10 |
| 3. November 2024 14:30 Uhr | boxscore report | Punkte pro Viertel: 35:23, 19:21, 27:16, 19:16       |                                               |                                                              | John Cain Arena, Melbourne Zuschauer: 8362 Schiedsrichter: V. Mayberry, J. Griguol, M. Davison | Network 10 |
| 3. November 2024 14:30 Uhr | boxscore report | Punkte: Sobey 20 Rebounds: Hunter 9 Assists: Sobey 5 |                                               | Punkte: Pepper 17 Rebounds: Dootlittle 8 Assists: Henshall 3 | John Cain Arena, Melbourne Zuschauer: 8362 Schiedsrichter: V. Mayberry, J. Griguol, M. Davison | Network 10 |
| 3. November 2024 14:30 Uhr | boxscore report |                                                      |                                               |                                                              | John Cain Arena, Melbourne Zuschauer: 8362 Schiedsrichter: V. Mayberry, J. Griguol, M. Davison | Network 10 |

| 3. November 2024 16:30 Uhr | boxscore report | Sydney Kings 88, Tasmania JackJumpers 60                   | Sydney Kings 88, Tasmania JackJumpers 60 | Sydney Kings 88, Tasmania JackJumpers 60                  | Sydney SuperDome, Sydney Zuschauer: 9124 Schiedsrichter: M. Aylen, D. Lyons, T. Stewart | 10 Bold |
| 3. November 2024 16:30 Uhr | boxscore report | Punkte pro Viertel: 27:19, 14:14, 26:18, 21:9              |                                          |                                                           | Sydney SuperDome, Sydney Zuschauer: 9124 Schiedsrichter: M. Aylen, D. Lyons, T. Stewart | 10 Bold |
| 3. November 2024 16:30 Uhr | boxscore report | Punkte: Noi 26 Rebounds: Oliver 11 Assists: Adams, Cooks 4 |                                          | Punkte: Crawford 12 Rebounds: Krslovic 8 Assists: Doyle 4 | Sydney SuperDome, Sydney Zuschauer: 9124 Schiedsrichter: M. Aylen, D. Lyons, T. Stewart | 10 Bold |
| 3. November 2024 16:30 Uhr | boxscore report |                                                            |                                          |                                                           | Sydney SuperDome, Sydney Zuschauer: 9124 Schiedsrichter: M. Aylen, D. Lyons, T. Stewart | 10 Bold |

| 4. November 2024 19:30 Uhr | boxscore report | Melbourne United 79, New Zealand Breakers 113              | Melbourne United 79, New Zealand Breakers 113 | Melbourne United 79, New Zealand Breakers 113                                | John Cain Arena, Melbourne Zuschauer: 9275 Schiedsrichter: K. Widgeon, C. Reid, B. Henshaw | ESPN Australia |
| 4. November 2024 19:30 Uhr | boxscore report | Punkte pro Viertel: 13:25, 18:30, 21:29, 27:29             |                                               |                                                                              | John Cain Arena, Melbourne Zuschauer: 9275 Schiedsrichter: K. Widgeon, C. Reid, B. Henshaw | ESPN Australia |
| 4. November 2024 19:30 Uhr | boxscore report | Punkte: Cameron 20 Rebounds: Bowen, Lee 5 Assists: Bowen 4 |                                               | Punkte: Mennenga 25 Rebounds: Bolden, López 10 Assists: Jackson-Cartwright 7 | John Cain Arena, Melbourne Zuschauer: 9275 Schiedsrichter: K. Widgeon, C. Reid, B. Henshaw | ESPN Australia |
| 4. November 2024 19:30 Uhr | boxscore report |                                                            |                                               |                                                                              | John Cain Arena, Melbourne Zuschauer: 9275 Schiedsrichter: K. Widgeon, C. Reid, B. Henshaw | ESPN Australia |

### 8. Spieltag
| 7. November 2024 18:30 Uhr | boxscore report | Brisbane Bullets 103, Melbourne United 120          | Brisbane Bullets 103, Melbourne United 120 | Brisbane Bullets 103, Melbourne United 120               | Brisbane Entertainment Centre, Brisbane Zuschauer: 4101 Schiedsrichter: V. Mayberry, J. Griguol, M. Mill | ESPN Australia |
| 7. November 2024 18:30 Uhr | boxscore report | Punkte pro Viertel: 20:24, 25:28, 26:33, 32:33      |                                            |                                                          | Brisbane Entertainment Centre, Brisbane Zuschauer: 4101 Schiedsrichter: V. Mayberry, J. Griguol, M. Mill | ESPN Australia |
| 7. November 2024 18:30 Uhr | boxscore report | Punkte: Cook 23 Rebounds: Prather 8 Assists: Cook 5 |                                            | Punkte: Loe 30 Rebounds: White 17 Assists: Dellavedova 6 | Brisbane Entertainment Centre, Brisbane Zuschauer: 4101 Schiedsrichter: V. Mayberry, J. Griguol, M. Mill | ESPN Australia |
| 7. November 2024 18:30 Uhr | boxscore report |                                                     |                                            |                                                          | Brisbane Entertainment Centre, Brisbane Zuschauer: 4101 Schiedsrichter: V. Mayberry, J. Griguol, M. Mill | ESPN Australia |

| 7. November 2024 18:30 Uhr | boxscore report | Perth Wildcats 88, Tasmania JackJumpers 82                     | Perth Wildcats 88, Tasmania JackJumpers 82 | Perth Wildcats 88, Tasmania JackJumpers 82             | Perth Arena, Perth Zuschauer: 10793 Schiedsrichter: M. Aylen, N. Fernandes, M. Grist | ESPN Australia |
| 7. November 2024 18:30 Uhr | boxscore report | Punkte pro Viertel: 27:27, 20:24, 21:14, 20:17                 |                                            |                                                        | Perth Arena, Perth Zuschauer: 10793 Schiedsrichter: M. Aylen, N. Fernandes, M. Grist | ESPN Australia |
| 7. November 2024 18:30 Uhr | boxscore report | Punkte: Doolittle 18 Rebounds: Doolittle 12 Assists: Webster 6 |                                            | Punkte: Doyle 30 Rebounds: Te Rangi 8 Assists: Doyle 4 | Perth Arena, Perth Zuschauer: 10793 Schiedsrichter: M. Aylen, N. Fernandes, M. Grist | ESPN Australia |
| 7. November 2024 18:30 Uhr | boxscore report |                                                                |                                            |                                                        | Perth Arena, Perth Zuschauer: 10793 Schiedsrichter: M. Aylen, N. Fernandes, M. Grist | ESPN Australia |

| 8. November 2024 19:30 Uhr | boxscore report | Sydney Kings 74, S.E. Melbourne Phoenix 69           | Sydney Kings 74, S.E. Melbourne Phoenix 69 | Sydney Kings 74, S.E. Melbourne Phoenix 69           | Sydney SuperDome, Sydney Zuschauer: 8052 Schiedsrichter: C. Reid, J. Griguol, M. Davison | ESPN Australia |
| 8. November 2024 19:30 Uhr | boxscore report | Punkte pro Viertel: 14:22, 18:14, 17:20, 25:13       |                                            |                                                      | Sydney SuperDome, Sydney Zuschauer: 8052 Schiedsrichter: C. Reid, J. Griguol, M. Davison | ESPN Australia |
| 8. November 2024 19:30 Uhr | boxscore report | Punkte: Adams 20 Rebounds: Cooks 12 Assists: Adams 7 |                                            | Punkte: Glover 17 Rebounds: Lewis 8 Assists: Sobey 4 | Sydney SuperDome, Sydney Zuschauer: 8052 Schiedsrichter: C. Reid, J. Griguol, M. Davison | ESPN Australia |
| 8. November 2024 19:30 Uhr | boxscore report |                                                      |                                            |                                                      | Sydney SuperDome, Sydney Zuschauer: 8052 Schiedsrichter: C. Reid, J. Griguol, M. Davison | ESPN Australia |

| 9. November 2024 17:30 Uhr | boxscore report | Tasmania JackJumpers 83, New Zealand Breakers 64          | Tasmania JackJumpers 83, New Zealand Breakers 64 | Tasmania JackJumpers 83, New Zealand Breakers 64                                 | Derwent Entertainment Centre, Hobart Zuschauer: 4340 Schiedsrichter: M. Aylen, R. Woolcock, E. Green | ESPN Australia |
| 9. November 2024 17:30 Uhr | boxscore report | Punkte pro Viertel: 20:27, 25:14, 19:3, 19:20             |                                                  |                                                                                  | Derwent Entertainment Centre, Hobart Zuschauer: 4340 Schiedsrichter: M. Aylen, R. Woolcock, E. Green | ESPN Australia |
| 9. November 2024 17:30 Uhr | boxscore report | Punkte: Crawford 19 Rebounds: Krslovic 9 Assists: Doyle 5 |                                                  | Punkte: Jackson-Cartwright 15 Rebounds: Mennenga 7 Assists: Jackson-Cartwright 9 | Derwent Entertainment Centre, Hobart Zuschauer: 4340 Schiedsrichter: M. Aylen, R. Woolcock, E. Green | ESPN Australia |
| 9. November 2024 17:30 Uhr | boxscore report |                                                           |                                                  |                                                                                  | Derwent Entertainment Centre, Hobart Zuschauer: 4340 Schiedsrichter: M. Aylen, R. Woolcock, E. Green | ESPN Australia |

| 9. November 2024 20:00 Uhr | boxscore report | Melbourne United 106, Perth Wildcats 97                     | Melbourne United 106, Perth Wildcats 97 | Melbourne United 106, Perth Wildcats 97                     | John Cain Arena, Melbourne Zuschauer: 7885 Schiedsrichter: C. Reid, K. Widgeon, J. Boyer | ESPN Australia |
| 9. November 2024 20:00 Uhr | boxscore report | Punkte pro Viertel: 31:29, 20:36, 32:12, 23:20              |                                         |                                                             | John Cain Arena, Melbourne Zuschauer: 7885 Schiedsrichter: C. Reid, K. Widgeon, J. Boyer | ESPN Australia |
| 9. November 2024 20:00 Uhr | boxscore report | Punkte: Goulding 46 Rebounds: Ili 5 Assists: Dellavedova 12 |                                         | Punkte: Doolittle 21 Rebounds: Pinder 10 Assists: Webster 5 | John Cain Arena, Melbourne Zuschauer: 7885 Schiedsrichter: C. Reid, K. Widgeon, J. Boyer | ESPN Australia |
| 9. November 2024 20:00 Uhr | boxscore report |                                                             |                                         |                                                             | John Cain Arena, Melbourne Zuschauer: 7885 Schiedsrichter: C. Reid, K. Widgeon, J. Boyer | ESPN Australia |

| 10. November 2024 14:30 Uhr | boxscore report | S.E. Melbourne Phoenix 97, Cairns Taipans 74                | S.E. Melbourne Phoenix 97, Cairns Taipans 74 | S.E. Melbourne Phoenix 97, Cairns Taipans 74                       | John Cain Arena, Melbourne Zuschauer: 6384 Schiedsrichter: K. Widgeon, J. Boyer, J. Dover | Network 10 |
| 10. November 2024 14:30 Uhr | boxscore report | Punkte pro Viertel: 34:20, 15:20, 17:15, 31:19              |                                              |                                                                    | John Cain Arena, Melbourne Zuschauer: 6384 Schiedsrichter: K. Widgeon, J. Boyer, J. Dover | Network 10 |
| 10. November 2024 14:30 Uhr | boxscore report | Punkte: Glover 22 Rebounds: Hunter, Hurt 7 Assists: Sobey 9 |                                              | Punkte: Waardenburg 16 Rebounds: Armstrong, Gak 7 Assists: Makoi 7 | John Cain Arena, Melbourne Zuschauer: 6384 Schiedsrichter: K. Widgeon, J. Boyer, J. Dover | Network 10 |
| 10. November 2024 14:30 Uhr | boxscore report |                                                             |                                              |                                                                    | John Cain Arena, Melbourne Zuschauer: 6384 Schiedsrichter: K. Widgeon, J. Boyer, J. Dover | Network 10 |

| 10. November 2024 16:00 Uhr | boxscore report | Adelaide 36ers 93, Illawarra Hawks 79                           | Adelaide 36ers 93, Illawarra Hawks 79 | Adelaide 36ers 93, Illawarra Hawks 79               | Adelaide Entertainment Centre, Adelaide Zuschauer: 9423 Schiedsrichter: V. Mayberry, D. Lyons, R. Woolcock | 10 Bold |
| 10. November 2024 16:00 Uhr | boxscore report | Punkte pro Viertel: 26:22, 24:19, 26:26, 17:12                  |                                       |                                                     | Adelaide Entertainment Centre, Adelaide Zuschauer: 9423 Schiedsrichter: V. Mayberry, D. Lyons, R. Woolcock | 10 Bold |
| 10. November 2024 16:00 Uhr | boxscore report | Punkte: Harrell 25 Rebounds: Davis, Harrell 7 Assists: Davis 10 |                                       | Punkte: Kell 18 Rebounds: Days 8 Assists: Olbrich 4 | Adelaide Entertainment Centre, Adelaide Zuschauer: 9423 Schiedsrichter: V. Mayberry, D. Lyons, R. Woolcock | 10 Bold |
| 10. November 2024 16:00 Uhr | boxscore report |                                                                 |                                       |                                                     | Adelaide Entertainment Centre, Adelaide Zuschauer: 9423 Schiedsrichter: V. Mayberry, D. Lyons, R. Woolcock | 10 Bold |

### 9. Spieltag
| 15. November 2024 19:30 Uhr | boxscore report | Tasmania JackJumpers 95, Brisbane Bullets 92                              | Tasmania JackJumpers 95, Brisbane Bullets 92 | Tasmania JackJumpers 95, Brisbane Bullets 92                  | Derwent Entertainment Centre, Hobart Zuschauer: 4340 Schiedsrichter: V. Mayberry, N. Fernandes, J. Durand | ESPN Australia |
| 15. November 2024 19:30 Uhr | boxscore report | Punkte pro Viertel: 20:31, 23:15, 25:14, 27:32                            |                                              |                                                               | Derwent Entertainment Centre, Hobart Zuschauer: 4340 Schiedsrichter: V. Mayberry, N. Fernandes, J. Durand | ESPN Australia |
| 15. November 2024 19:30 Uhr | boxscore report | Punkte: Doyle 32 Rebounds: Doyle, Magnay 7 Assists: Crawford, Macdonald 7 |                                              | Punkte: Cook 23 Rebounds: Bannan 9 Assists: Bannan, Prather 4 | Derwent Entertainment Centre, Hobart Zuschauer: 4340 Schiedsrichter: V. Mayberry, N. Fernandes, J. Durand | ESPN Australia |
| 15. November 2024 19:30 Uhr | boxscore report |                                                                           |                                              |                                                               | Derwent Entertainment Centre, Hobart Zuschauer: 4340 Schiedsrichter: V. Mayberry, N. Fernandes, J. Durand | ESPN Australia |

| 15. November 2024 18:30 Uhr | boxscore report | Perth Wildcats 97, S.E. Melbourne Phoenix 84               | Perth Wildcats 97, S.E. Melbourne Phoenix 84 | Perth Wildcats 97, S.E. Melbourne Phoenix 84              | Perth Arena, Perth Zuschauer: 11.086 Schiedsrichter: M. Aylen, R. Woolcock, H. Starkey | ESPN Australia |
| 15. November 2024 18:30 Uhr | boxscore report | Punkte pro Viertel: 18:26, 40:22, 18:12, 21:24             |                                              |                                                           | Perth Arena, Perth Zuschauer: 11.086 Schiedsrichter: M. Aylen, R. Woolcock, H. Starkey | ESPN Australia |
| 15. November 2024 18:30 Uhr | boxscore report | Punkte: Cotton 33 Rebounds: Almansa 9 Assists: Doolittle 5 |                                              | Punkte: Hurt 27 Rebounds: Hurt 10 Assists: drei Spieler 3 | Perth Arena, Perth Zuschauer: 11.086 Schiedsrichter: M. Aylen, R. Woolcock, H. Starkey | ESPN Australia |
| 15. November 2024 18:30 Uhr | boxscore report |                                                            |                                              |                                                           | Perth Arena, Perth Zuschauer: 11.086 Schiedsrichter: M. Aylen, R. Woolcock, H. Starkey | ESPN Australia |

| 16. November 2024 16:30 Uhr | boxscore report | Cairns Taipans 69, New Zealand Breakers 77              | Cairns Taipans 69, New Zealand Breakers 77 | Cairns Taipans 69, New Zealand Breakers 77                            | Cairns Convention Centre, Cairns Zuschauer: 4767 Schiedsrichter: K. Widgeon, J. Boyer, D. Lyons | ESPN Australia |
| 16. November 2024 16:30 Uhr | boxscore report | Punkte pro Viertel: 23:28, 19:24, 17:11, 10:14          |                                            |                                                                       | Cairns Convention Centre, Cairns Zuschauer: 4767 Schiedsrichter: K. Widgeon, J. Boyer, D. Lyons | ESPN Australia |
| 16. November 2024 16:30 Uhr | boxscore report | Punkte: Edwards 33 Rebounds: Gak 8 Assists: Armstrong 7 |                                            | Punkte: Mooney 15 Rebounds: Gillespie 8 Assists: Jackson-Cartwright 5 | Cairns Convention Centre, Cairns Zuschauer: 4767 Schiedsrichter: K. Widgeon, J. Boyer, D. Lyons | ESPN Australia |
| 16. November 2024 16:30 Uhr | boxscore report |                                                         |                                            |                                                                       | Cairns Convention Centre, Cairns Zuschauer: 4767 Schiedsrichter: K. Widgeon, J. Boyer, D. Lyons | ESPN Australia |

| 16. November 2024 20:00 Uhr | boxscore report | Illawarra Hawks 86, Sydney Kings 79                      | Illawarra Hawks 86, Sydney Kings 79 | Illawarra Hawks 86, Sydney Kings 79                          | Wollongong Entertainment Centre, Wollongong Zuschauer: 5321 Schiedsrichter: C. Reid, N. Fernandes, J. Dover | ESPN Australia |
| 16. November 2024 20:00 Uhr | boxscore report | Punkte pro Viertel: 22–22, 22–13, 23–19, 19–25           |                                     |                                                              | Wollongong Entertainment Centre, Wollongong Zuschauer: 5321 Schiedsrichter: C. Reid, N. Fernandes, J. Dover | ESPN Australia |
| 16. November 2024 20:00 Uhr | boxscore report | Punkte: Kell 19 Rebounds: drei Spieler 6 Assists: Kell 5 |                                     | Punkte: Adams 23 Rebounds: Cooks 10 Assists: Adams, Le'afa 6 | Wollongong Entertainment Centre, Wollongong Zuschauer: 5321 Schiedsrichter: C. Reid, N. Fernandes, J. Dover | ESPN Australia |
| 16. November 2024 20:00 Uhr | boxscore report |                                                          |                                     |                                                              | Wollongong Entertainment Centre, Wollongong Zuschauer: 5321 Schiedsrichter: C. Reid, N. Fernandes, J. Dover | ESPN Australia |

| 17. November 2024 14:30 Uhr | boxscore report | Melbourne United 113, Adelaide 36ers 93                     | Melbourne United 113, Adelaide 36ers 93 | Melbourne United 113, Adelaide 36ers 93               | John Cain Arena, Melbourne Zuschauer: 9747 Schiedsrichter: M. Aylen, J. Griguol, T. Stewart | Network 10 |
| 17. November 2024 14:30 Uhr | boxscore report | Punkte pro Viertel: 29:22, 30:24, 26:27, 28:20              |                                         |                                                       | John Cain Arena, Melbourne Zuschauer: 9747 Schiedsrichter: M. Aylen, J. Griguol, T. Stewart | Network 10 |
| 17. November 2024 14:30 Uhr | boxscore report | Punkte: Cameron 21 Rebounds: Bowen 9 Assists: Dellavedova 7 |                                         | Punkte: Davis 30 Rebounds: Martin 9 Assists: Davis 11 | John Cain Arena, Melbourne Zuschauer: 9747 Schiedsrichter: M. Aylen, J. Griguol, T. Stewart | Network 10 |
| 17. November 2024 14:30 Uhr | boxscore report |                                                             |                                         |                                                       | John Cain Arena, Melbourne Zuschauer: 9747 Schiedsrichter: M. Aylen, J. Griguol, T. Stewart | Network 10 |

| 17. November 2024 15:30 Uhr | boxscore report | Brisbane Bullets 105, Perth Wildcats 84                 | Brisbane Bullets 105, Perth Wildcats 84 | Brisbane Bullets 105, Perth Wildcats 84                   | Brisbane Entertainment Centre, Brisbane Zuschauer: 6086 Schiedsrichter: V. Mayberry, K. Widgeon, S. Jennings | 10 Bold |
| 17. November 2024 15:30 Uhr | boxscore report | Punkte pro Viertel: 25:26, 22:13, 27:26, 31:19          |                                         |                                                           | Brisbane Entertainment Centre, Brisbane Zuschauer: 6086 Schiedsrichter: V. Mayberry, K. Widgeon, S. Jennings | 10 Bold |
| 17. November 2024 15:30 Uhr | boxscore report | Punkte: Batemon 51 Rebounds: Bannan 9 Assists: Norton 6 |                                         | Punkte: Pinder 27 Rebounds: Windler 11 Assists: Windler 4 | Brisbane Entertainment Centre, Brisbane Zuschauer: 6086 Schiedsrichter: V. Mayberry, K. Widgeon, S. Jennings | 10 Bold |
| 17. November 2024 15:30 Uhr | boxscore report |                                                         |                                         |                                                           | Brisbane Entertainment Centre, Brisbane Zuschauer: 6086 Schiedsrichter: V. Mayberry, K. Widgeon, S. Jennings | 10 Bold |

### 10. Spieltag
| 28. November 2024 19:30 Uhr | boxscore report | Illawarra Hawks 109, New Zealand Breakers 71                  | Illawarra Hawks 109, New Zealand Breakers 71 | Illawarra Hawks 109, New Zealand Breakers 71                                               | Wollongong Entertainment Centre, Wollongong Zuschauer: 3774 Schiedsrichter: M. Aylen, K. Widgeon, J. Dover | ESPN Australia |
| 28. November 2024 19:30 Uhr | boxscore report | Punkte pro Viertel: 32:12, 20:17, 20:27, 37:15                |                                              |                                                                                            | Wollongong Entertainment Centre, Wollongong Zuschauer: 3774 Schiedsrichter: M. Aylen, K. Widgeon, J. Dover | ESPN Australia |
| 28. November 2024 19:30 Uhr | boxscore report | Punkte: Olbrich 21 Rebounds: drei Spieler 7 Assists: Harvey 5 |                                              | Punkte: Jackson-Cartwright 19 Rebounds: Mennenga 6 Assists: Jackson-Cartwright, McCarron 3 | Wollongong Entertainment Centre, Wollongong Zuschauer: 3774 Schiedsrichter: M. Aylen, K. Widgeon, J. Dover | ESPN Australia |
| 28. November 2024 19:30 Uhr | boxscore report |                                                               |                                              |                                                                                            | Wollongong Entertainment Centre, Wollongong Zuschauer: 3774 Schiedsrichter: M. Aylen, K. Widgeon, J. Dover | ESPN Australia |

| 29. November 2024 18:30 Uhr | boxscore report | Cairns Taipans 75, Sydney Kings 81                                            | Cairns Taipans 75, Sydney Kings 81 | Cairns Taipans 75, Sydney Kings 81                           | Cairns Convention Centre, Cairns Zuschauer: 3899 Schiedsrichter: V. Mayberry, J. Boyer, D. Millard | ESPN Australia |
| 29. November 2024 18:30 Uhr | boxscore report | Punkte pro Viertel: 26:20, 16:21, 13:18, 20:22                                |                                    |                                                              | Cairns Convention Centre, Cairns Zuschauer: 3899 Schiedsrichter: V. Mayberry, J. Boyer, D. Millard | ESPN Australia |
| 29. November 2024 18:30 Uhr | boxscore report | Punkte: Armstrong 28 Rebounds: Waardenburg 10 Assists: Edwards, Waardenburg 2 |                                    | Punkte: Oliver 26 Rebounds: Oliver 9 Assists: Adams, Cooks 6 | Cairns Convention Centre, Cairns Zuschauer: 3899 Schiedsrichter: V. Mayberry, J. Boyer, D. Millard | ESPN Australia |
| 29. November 2024 18:30 Uhr | boxscore report |                                                                               |                                    |                                                              | Cairns Convention Centre, Cairns Zuschauer: 3899 Schiedsrichter: V. Mayberry, J. Boyer, D. Millard | ESPN Australia |

| 29. November 2024 18:30 Uhr | boxscore report | Perth Wildcats 117, Brisbane Bullets 89                            | Perth Wildcats 117, Brisbane Bullets 89 | Perth Wildcats 117, Brisbane Bullets 89                   | Perth Arena, Perth Zuschauer: 10.937 Schiedsrichter: J. Griguol, C. Reid, M. Grist | ESPN Australia |
| 29. November 2024 18:30 Uhr | boxscore report | Punkte pro Viertel: 31:24, 32:22, 28:13, 26:30                     |                                         |                                                           | Perth Arena, Perth Zuschauer: 10.937 Schiedsrichter: J. Griguol, C. Reid, M. Grist | ESPN Australia |
| 29. November 2024 18:30 Uhr | boxscore report | Punkte: Doolittle 17 Rebounds: drei Spieler 5 Assists: Doolittle 7 |                                         | Punkte: Prather 31 Rebounds: Zikarsky 8 Assists: Norton 4 | Perth Arena, Perth Zuschauer: 10.937 Schiedsrichter: J. Griguol, C. Reid, M. Grist | ESPN Australia |
| 29. November 2024 18:30 Uhr | boxscore report |                                                                    |                                         |                                                           | Perth Arena, Perth Zuschauer: 10.937 Schiedsrichter: J. Griguol, C. Reid, M. Grist | ESPN Australia |

| 30. November 2024 17:30 Uhr | boxscore report | S.E. Melbourne Phoenix 103, Illawarra Hawks 100         | S.E. Melbourne Phoenix 103, Illawarra Hawks 100 | S.E. Melbourne Phoenix 103, Illawarra Hawks 100                | John Cain Arena, Melbourne Zuschauer: 6040 Schiedsrichter: K. Widgeon, D. Lyons, R. Woolcock | ESPN Australia |
| 30. November 2024 17:30 Uhr | boxscore report | Punkte pro Viertel: 21:31, 31:28, 26:17, 25:24          |                                                 |                                                                | John Cain Arena, Melbourne Zuschauer: 6040 Schiedsrichter: K. Widgeon, D. Lyons, R. Woolcock | ESPN Australia |
| 30. November 2024 17:30 Uhr | boxscore report | Punkte: Hunter 23 Rebounds: Hunter 6 Assists: Foxwell 7 |                                                 | Punkte: Harvey 19 Rebounds: Days, Peatling 9 Assists: Harvey 5 | John Cain Arena, Melbourne Zuschauer: 6040 Schiedsrichter: K. Widgeon, D. Lyons, R. Woolcock | ESPN Australia |
| 30. November 2024 17:30 Uhr | boxscore report |                                                         |                                                 |                                                                | John Cain Arena, Melbourne Zuschauer: 6040 Schiedsrichter: K. Widgeon, D. Lyons, R. Woolcock | ESPN Australia |

| 30. November 2024 19:30 Uhr | boxscore report | Adelaide 36ers 73, Tasmania JackJumpers 77                       | Adelaide 36ers 73, Tasmania JackJumpers 77 | Adelaide 36ers 73, Tasmania JackJumpers 77                                           | Adelaide Entertainment Centre, Adelaide Zuschauer: 9428 Schiedsrichter: M. Aylen, A. Mcewan, B. Henshaw | ESPN Australia |
| 30. November 2024 19:30 Uhr | boxscore report | Punkte pro Viertel: 23:29, 19:14, 11:19, 20:17                   |                                            |                                                                                      | Adelaide Entertainment Centre, Adelaide Zuschauer: 9428 Schiedsrichter: M. Aylen, A. Mcewan, B. Henshaw | ESPN Australia |
| 30. November 2024 19:30 Uhr | boxscore report | Punkte: Humphries 19 Rebounds: Humphries 11 Assists: Rasmussen 4 |                                            | Punkte: Macdonald, Magnay 15 Rebounds: Doyle, Te Rangi 7 Assists: Drmic, Macdonald 5 | Adelaide Entertainment Centre, Adelaide Zuschauer: 9428 Schiedsrichter: M. Aylen, A. Mcewan, B. Henshaw | ESPN Australia |
| 30. November 2024 19:30 Uhr | boxscore report |                                                                  |                                            |                                                                                      | Adelaide Entertainment Centre, Adelaide Zuschauer: 9428 Schiedsrichter: M. Aylen, A. Mcewan, B. Henshaw | ESPN Australia |

| 1. Dezember 2024 14:30 Uhr | boxscore report | Melbourne United 101, Sydney Kings 98                         | Melbourne United 101, Sydney Kings 98 | Melbourne United 101, Sydney Kings 98                | John Cain Arena, Melbourne Zuschauer: 10.175 Schiedsrichter: V. Mayberry, R. Woolcock, N. Fernandes | Network 10 |
| 1. Dezember 2024 14:30 Uhr | boxscore report | Punkte pro Viertel: 27:28, 38:21, 14:26, 22:23                |                                       |                                                      | John Cain Arena, Melbourne Zuschauer: 10.175 Schiedsrichter: V. Mayberry, R. Woolcock, N. Fernandes | Network 10 |
| 1. Dezember 2024 14:30 Uhr | boxscore report | Punkte: Goulding 28 Rebounds: White 12 Assists: Dellavedova 9 |                                       | Punkte: Oliver 21 Rebounds: Cooks 7 Assists: Adams 8 | John Cain Arena, Melbourne Zuschauer: 10.175 Schiedsrichter: V. Mayberry, R. Woolcock, N. Fernandes | Network 10 |
| 1. Dezember 2024 14:30 Uhr | boxscore report |                                                               |                                       |                                                      | John Cain Arena, Melbourne Zuschauer: 10.175 Schiedsrichter: V. Mayberry, R. Woolcock, N. Fernandes | Network 10 |

| 1. Dezember 2024 13:30 Uhr | boxscore report | Perth Wildcats 123, New Zealand Breakers 112            | Perth Wildcats 123, New Zealand Breakers 112 | Perth Wildcats 123, New Zealand Breakers 112                                      | Perth Arena, Perth Zuschauer: 12.505 Schiedsrichter: C. Reid, J. Griguol, H. Starkey | 10 Bold |
| 1. Dezember 2024 13:30 Uhr | boxscore report | Punkte pro Viertel: 42:24, 27:24, 24:37, 30:27          |                                              |                                                                                   | Perth Arena, Perth Zuschauer: 12.505 Schiedsrichter: C. Reid, J. Griguol, H. Starkey | 10 Bold |
| 1. Dezember 2024 13:30 Uhr | boxscore report | Punkte: Cotton 59 Rebounds: Almansa 8 Assists: Cotton 7 |                                              | Punkte: Jackson-Cartwright 34 Rebounds: Mennenga 8 Assists: Jackson-Cartwright 10 | Perth Arena, Perth Zuschauer: 12.505 Schiedsrichter: C. Reid, J. Griguol, H. Starkey | 10 Bold |
| 1. Dezember 2024 13:30 Uhr | boxscore report |                                                         |                                              |                                                                                   | Perth Arena, Perth Zuschauer: 12.505 Schiedsrichter: C. Reid, J. Griguol, H. Starkey | 10 Bold |

### 11. Spieltag
| 5. Dezember 2024 19:30 Uhr | boxscore report | New Zealand Breakers 70, Melbourne United 97                               | New Zealand Breakers 70, Melbourne United 97 | New Zealand Breakers 70, Melbourne United 97             | Wolfbrook Arena, Christchurch Zuschauer: 3818 Schiedsrichter: V. Mayberry, K. Widgeon, M. Davison | ESPN Australia |
| 5. Dezember 2024 19:30 Uhr | boxscore report | Punkte pro Viertel: 24:28, 19:18, 7:24, 20:27                              |                                              |                                                          | Wolfbrook Arena, Christchurch Zuschauer: 3818 Schiedsrichter: V. Mayberry, K. Widgeon, M. Davison | ESPN Australia |
| 5. Dezember 2024 19:30 Uhr | boxscore report | Punkte: Mennenga, Mooney 17 Rebounds: Anticevich 8 Assists: drei Spieler 2 |                                              | Punkte: Loe 25 Rebounds: White 10 Assists: Dellavedova 7 | Wolfbrook Arena, Christchurch Zuschauer: 3818 Schiedsrichter: V. Mayberry, K. Widgeon, M. Davison | ESPN Australia |
| 5. Dezember 2024 19:30 Uhr | boxscore report |                                                                            |                                              |                                                          | Wolfbrook Arena, Christchurch Zuschauer: 3818 Schiedsrichter: V. Mayberry, K. Widgeon, M. Davison | ESPN Australia |

| 5. Dezember 2024 19:30 Uhr | boxscore report | Tasmania JackJumpers 99, Cairns Taipans 90            | Tasmania JackJumpers 99, Cairns Taipans 90 | Tasmania JackJumpers 99, Cairns Taipans 90                          | Derwent Entertainment Centre, Hobart Zuschauer: 4340 Schiedsrichter: C. Reid, R. Woolcock, J. Durand | ESPN Australia |
| 5. Dezember 2024 19:30 Uhr | boxscore report | Punkte pro Viertel: 31:30, 21:24, 23:19, 24:17        |                                            |                                                                     | Derwent Entertainment Centre, Hobart Zuschauer: 4340 Schiedsrichter: C. Reid, R. Woolcock, J. Durand | ESPN Australia |
| 5. Dezember 2024 19:30 Uhr | boxscore report | Punkte: Doyle 21 Rebounds: Magnay 13 Assists: Doyle 7 |                                            | Punkte: Armstrong 29 Rebounds: Waardenburg 7 Assists: Waardenburg 6 | Derwent Entertainment Centre, Hobart Zuschauer: 4340 Schiedsrichter: C. Reid, R. Woolcock, J. Durand | ESPN Australia |
| 5. Dezember 2024 19:30 Uhr | boxscore report |                                                       |                                            |                                                                     | Derwent Entertainment Centre, Hobart Zuschauer: 4340 Schiedsrichter: C. Reid, R. Woolcock, J. Durand | ESPN Australia |

| 6. Dezember 2024 18:30 Uhr | boxscore report | Brisbane Bullets 102, Adelaide 36ers 83                    | Brisbane Bullets 102, Adelaide 36ers 83 | Brisbane Bullets 102, Adelaide 36ers 83                                   | Brisbane Entertainment Centre, Brisbane Zuschauer: 5142 Schiedsrichter: J. Grigoul, J. Boyer, M. Mill | ESPN Australia |
| 6. Dezember 2024 18:30 Uhr | boxscore report | Punkte pro Viertel: 34:24, 19:23, 22:17, 27:19             |                                         |                                                                           | Brisbane Entertainment Centre, Brisbane Zuschauer: 5142 Schiedsrichter: J. Grigoul, J. Boyer, M. Mill | ESPN Australia |
| 6. Dezember 2024 18:30 Uhr | boxscore report | Punkte: Prather 33 Rebounds: Harrison 18 Assists: Norton 5 |                                         | Punkte: Humphries 16 Rebounds: Humphries, Marshall 6 Assists: Rasmussen 5 | Brisbane Entertainment Centre, Brisbane Zuschauer: 5142 Schiedsrichter: J. Grigoul, J. Boyer, M. Mill | ESPN Australia |
| 6. Dezember 2024 18:30 Uhr | boxscore report |                                                            |                                         |                                                                           | Brisbane Entertainment Centre, Brisbane Zuschauer: 5142 Schiedsrichter: J. Grigoul, J. Boyer, M. Mill | ESPN Australia |

| 6. Dezember 2024 18:30 Uhr | boxscore report | Perth Wildcats 111, Illawarra Hawks 121                       | Perth Wildcats 111, Illawarra Hawks 121 | Perth Wildcats 111, Illawarra Hawks 121             | Perth Arena, Perth Zuschauer: 11.296 Schiedsrichter: M. Aylen, N. Fernandes, D. Lyons | ESPN Australia |
| 6. Dezember 2024 18:30 Uhr | boxscore report | Punkte pro Viertel: 30:29, 23:26, 38:33, 20:33                |                                         |                                                     | Perth Arena, Perth Zuschauer: 11.296 Schiedsrichter: M. Aylen, N. Fernandes, D. Lyons | ESPN Australia |
| 6. Dezember 2024 18:30 Uhr | boxscore report | Punkte: Cotton 40 Rebounds: Almansa 9 Assists: vier Spieler 4 |                                         | Punkte: Kell 26 Rebounds: Days 11 Assists: Harvey 6 | Perth Arena, Perth Zuschauer: 11.296 Schiedsrichter: M. Aylen, N. Fernandes, D. Lyons | ESPN Australia |
| 6. Dezember 2024 18:30 Uhr | boxscore report |                                                               |                                         |                                                     | Perth Arena, Perth Zuschauer: 11.296 Schiedsrichter: M. Aylen, N. Fernandes, D. Lyons | ESPN Australia |

| 7. Dezember 2024 19:30 Uhr | boxscore report | New Zealand Breakers 83, Sydney Kings 98                                             | New Zealand Breakers 83, Sydney Kings 98 | New Zealand Breakers 83, Sydney Kings 98                     | TSB Arena, Wellington Zuschauer: 3863 Schiedsrichter: V. Mayberry, K. Widgeon, M. Davison | ESPN Australia |
| 7. Dezember 2024 19:30 Uhr | boxscore report | Punkte pro Viertel: 14:25, 26:27, 15:25, 28:21                                       |                                          |                                                              | TSB Arena, Wellington Zuschauer: 3863 Schiedsrichter: V. Mayberry, K. Widgeon, M. Davison | ESPN Australia |
| 7. Dezember 2024 19:30 Uhr | boxscore report | Punkte: Jackson-Cartwright 21 Rebounds: drei Spieler 8 Assists: Jackson-Cartwright 6 |                                          | Punkte: Adams, Cooks 20 Rebounds: Toohey 8 Assists: Adams 10 | TSB Arena, Wellington Zuschauer: 3863 Schiedsrichter: V. Mayberry, K. Widgeon, M. Davison | ESPN Australia |
| 7. Dezember 2024 19:30 Uhr | boxscore report |                                                                                      |                                          |                                                              | TSB Arena, Wellington Zuschauer: 3863 Schiedsrichter: V. Mayberry, K. Widgeon, M. Davison | ESPN Australia |

| 7. Dezember 2024 20:00 Uhr | boxscore report | S.E. Melbourne Phoenix 99, Cairns Taipans 94          | S.E. Melbourne Phoenix 99, Cairns Taipans 94 | S.E. Melbourne Phoenix 99, Cairns Taipans 94                    | John Cain Arena, Melbourne Zuschauer: 5103 Schiedsrichter: C. Reid, A. Mcewan, H. Starkey | ESPN Australia |
| 7. Dezember 2024 20:00 Uhr | boxscore report | Punkte pro Viertel: 39:28, 24:22, 12:32, 24:12        |                                              |                                                                 | John Cain Arena, Melbourne Zuschauer: 5103 Schiedsrichter: C. Reid, A. Mcewan, H. Starkey | ESPN Australia |
| 7. Dezember 2024 20:00 Uhr | boxscore report | Punkte: Sobey 26 Rebounds: Hurt 14 Assists: Foxwell 6 |                                              | Punkte: Edwards 24 Rebounds: Bradshaw 10 Assists: Waardenburg 5 | John Cain Arena, Melbourne Zuschauer: 5103 Schiedsrichter: C. Reid, A. Mcewan, H. Starkey | ESPN Australia |
| 7. Dezember 2024 20:00 Uhr | boxscore report |                                                       |                                              |                                                                 | John Cain Arena, Melbourne Zuschauer: 5103 Schiedsrichter: C. Reid, A. Mcewan, H. Starkey | ESPN Australia |

| 8. Dezember 2024 14:30 Uhr | boxscore report | Melbourne United 114, Brisbane Bullets 122                 | Melbourne United 114, Brisbane Bullets 122 | Melbourne United 114, Brisbane Bullets 122                   | John Cain Arena, Melbourne Zuschauer: 8639 Schiedsrichter: N. Fernandes, J. Grigoul, S. Jennings | Network 10 |
| 8. Dezember 2024 14:30 Uhr | boxscore report | Punkte pro Viertel: 28:28, 29:29, 30:31, 27:34             |                                            |                                                              | John Cain Arena, Melbourne Zuschauer: 8639 Schiedsrichter: N. Fernandes, J. Grigoul, S. Jennings | Network 10 |
| 8. Dezember 2024 14:30 Uhr | boxscore report | Punkte: Clark 24 Rebounds: White 10 Assists: Dellavedova 7 |                                            | Punkte: Cook, Prather 27 Rebounds: Prather 7 Assists: Cook 5 | John Cain Arena, Melbourne Zuschauer: 8639 Schiedsrichter: N. Fernandes, J. Grigoul, S. Jennings | Network 10 |
| 8. Dezember 2024 14:30 Uhr | boxscore report |                                                            |                                            |                                                              | John Cain Arena, Melbourne Zuschauer: 8639 Schiedsrichter: N. Fernandes, J. Grigoul, S. Jennings | Network 10 |

| 8. Dezember 2024 16:00 Uhr | boxscore report | Adelaide 36ers 105, Perth Wildcats 115                | Adelaide 36ers 105, Perth Wildcats 115 | Adelaide 36ers 105, Perth Wildcats 115                                     | Adelaide Entertainment Centre, Adelaide Zuschauer: 9352 Schiedsrichter: M. Aylen, R. Woolcock, J. Dover | 10 Bold |
| 8. Dezember 2024 16:00 Uhr | boxscore report | Punkte pro Viertel: 32:29, 28:25, 22:25, 23:36        |                                        |                                                                            | Adelaide Entertainment Centre, Adelaide Zuschauer: 9352 Schiedsrichter: M. Aylen, R. Woolcock, J. Dover | 10 Bold |
| 8. Dezember 2024 16:00 Uhr | boxscore report | Punkte: Davis 37 Rebounds: Martin 7 Assists: Davis 11 |                                        | Punkte: Cotton 49 Rebounds: Almansa, Windler 7 Assists: Cotton, Henshall 4 | Adelaide Entertainment Centre, Adelaide Zuschauer: 9352 Schiedsrichter: M. Aylen, R. Woolcock, J. Dover | 10 Bold |
| 8. Dezember 2024 16:00 Uhr | boxscore report |                                                       |                                        |                                                                            | Adelaide Entertainment Centre, Adelaide Zuschauer: 9352 Schiedsrichter: M. Aylen, R. Woolcock, J. Dover | 10 Bold |

### 12. Spieltag
| 12. Dezember 2024 19:30 Uhr | boxscore report | New Zealand Breakers 76, Tasmania JackJumpers 100               | New Zealand Breakers 76, Tasmania JackJumpers 100 | New Zealand Breakers 76, Tasmania JackJumpers 100               | Eventfinda Stadium, Auckland Zuschauer: 2845 Schiedsrichter: M. Aylen, K. Widgeon, A. Mcewan | ESPN Australia |
| 12. Dezember 2024 19:30 Uhr | boxscore report | Punkte pro Viertel: 19:29, 23:30, 21:19, 13:22                  |                                                   |                                                                 | Eventfinda Stadium, Auckland Zuschauer: 2845 Schiedsrichter: M. Aylen, K. Widgeon, A. Mcewan | ESPN Australia |
| 12. Dezember 2024 19:30 Uhr | boxscore report | Punkte: Fall 16 Rebounds: López 6 Assists: Jackson-Cartwright 4 |                                                   | Punkte: Crawford 24 Rebounds: Doyle, Magnay 6 Assists: Magnay 8 | Eventfinda Stadium, Auckland Zuschauer: 2845 Schiedsrichter: M. Aylen, K. Widgeon, A. Mcewan | ESPN Australia |
| 12. Dezember 2024 19:30 Uhr | boxscore report |                                                                 |                                                   |                                                                 | Eventfinda Stadium, Auckland Zuschauer: 2845 Schiedsrichter: M. Aylen, K. Widgeon, A. Mcewan | ESPN Australia |

| 12. Dezember 2024 18:30 | boxscore report | Brisbane Bullets 116, S.E. Melbourne Phoenix 108      | Brisbane Bullets 116, S.E. Melbourne Phoenix 108 | Brisbane Bullets 116, S.E. Melbourne Phoenix 108          | Brisbane Entertainment Centre, Brisbane Zuschauer: 3757 Schiedsrichter: J. Griguol, R. Woolcock, M. Mill | ESPN Australia |
| 12. Dezember 2024 18:30 | boxscore report | Punkte pro Viertel: 26:34, 22:25, 34:24, 34:25        |                                                  |                                                           | Brisbane Entertainment Centre, Brisbane Zuschauer: 3757 Schiedsrichter: J. Griguol, R. Woolcock, M. Mill | ESPN Australia |
| 12. Dezember 2024 18:30 | boxscore report | Punkte: Cook 33 Rebounds: Harrison 12 Assists: Cook 4 |                                                  | Punkte: Hurt 27 Rebounds: Hurt, Lewis 5 Assists: Glover 7 | Brisbane Entertainment Centre, Brisbane Zuschauer: 3757 Schiedsrichter: J. Griguol, R. Woolcock, M. Mill | ESPN Australia |
| 12. Dezember 2024 18:30 | boxscore report |                                                       |                                                  |                                                           | Brisbane Entertainment Centre, Brisbane Zuschauer: 3757 Schiedsrichter: J. Griguol, R. Woolcock, M. Mill | ESPN Australia |

| 13. Dezember 2024 19:30 Uhr | boxscore report | Melbourne United 93, Illawarra Hawks 106                  | Melbourne United 93, Illawarra Hawks 106 | Melbourne United 93, Illawarra Hawks 106                 | John Cain Arena, Melbourne Zuschauer: 7692 Schiedsrichter: V. Mayberry, N. Fernandes, B. Henshaw | ESPN Australia |
| 13. Dezember 2024 19:30 Uhr | boxscore report | Punkte pro Viertel: 24:27, 23:19, 15:27, 31:33            |                                          |                                                          | John Cain Arena, Melbourne Zuschauer: 7692 Schiedsrichter: V. Mayberry, N. Fernandes, B. Henshaw | ESPN Australia |
| 13. Dezember 2024 19:30 Uhr | boxscore report | Punkte: Loe 19 Rebounds: Koppens 9 Assists: Dellavedova 8 |                                          | Punkte: Harvey 31 Rebounds: Froling 11 Assists: Harvey 4 | John Cain Arena, Melbourne Zuschauer: 7692 Schiedsrichter: V. Mayberry, N. Fernandes, B. Henshaw | ESPN Australia |
| 13. Dezember 2024 19:30 Uhr | boxscore report |                                                           |                                          |                                                          | John Cain Arena, Melbourne Zuschauer: 7692 Schiedsrichter: V. Mayberry, N. Fernandes, B. Henshaw | ESPN Australia |

| 14. Dezember 2024 17:00 Uhr | boxscore report | Adelaide 36er 111, New Zealand Breakers 94             | Adelaide 36er 111, New Zealand Breakers 94 | Adelaide 36er 111, New Zealand Breakers 94                                    | Adelaide Entertainment Centre, Adelaide Zuschauer: 9449 Schiedsrichter: M. Aylen, A. Mcewan, T. Stewart | ESPN Australia |
| 14. Dezember 2024 17:00 Uhr | boxscore report | Punkte pro Viertel: 22:22, 36:27, 20:27, 33:18         |                                            |                                                                               | Adelaide Entertainment Centre, Adelaide Zuschauer: 9449 Schiedsrichter: M. Aylen, A. Mcewan, T. Stewart | ESPN Australia |
| 14. Dezember 2024 17:00 Uhr | boxscore report | Punkte: Davis 36 Rebounds: Harrell 10 Assists: Davis 9 |                                            | Punkte: Jackson-Cartwright 25 Rebounds: Fall 10 Assists: Jackson-Cartwright 8 | Adelaide Entertainment Centre, Adelaide Zuschauer: 9449 Schiedsrichter: M. Aylen, A. Mcewan, T. Stewart | ESPN Australia |
| 14. Dezember 2024 17:00 Uhr | boxscore report |                                                        |                                            |                                                                               | Adelaide Entertainment Centre, Adelaide Zuschauer: 9449 Schiedsrichter: M. Aylen, A. Mcewan, T. Stewart | ESPN Australia |

| 14. Dezember 2024 19:00 Uhr | boxscore report | Cairns Taipans 92, Perth Wildcats 128                         | Cairns Taipans 92, Perth Wildcats 128 | Cairns Taipans 92, Perth Wildcats 128                   | Cairns Convention Centre, Cairns Zuschauer: 4386 Schiedsrichter: J. Griguol, R. Woolcock, M. Mill | ESPN Australia |
| 14. Dezember 2024 19:00 Uhr | boxscore report | Punkte pro Viertel: 28:22, 29:32, 18:39, 17:35                |                                       |                                                         | Cairns Convention Centre, Cairns Zuschauer: 4386 Schiedsrichter: J. Griguol, R. Woolcock, M. Mill | ESPN Australia |
| 14. Dezember 2024 19:00 Uhr | boxscore report | Punkte: Armstrong 24 Rebounds: Edwards 6 Assists: Armstrong 8 |                                       | Punkte: Cotton 44 Rebounds: Pinder 10 Assists: Cotton 6 | Cairns Convention Centre, Cairns Zuschauer: 4386 Schiedsrichter: J. Griguol, R. Woolcock, M. Mill | ESPN Australia |
| 14. Dezember 2024 19:00 Uhr | boxscore report |                                                               |                                       |                                                         | Cairns Convention Centre, Cairns Zuschauer: 4386 Schiedsrichter: J. Griguol, R. Woolcock, M. Mill | ESPN Australia |

| 15. Dezember 2024 14:30 Uhr | boxscore report | S.E. Melbourne Phoenix 109, Melbourne United 97             | S.E. Melbourne Phoenix 109, Melbourne United 97 | S.E. Melbourne Phoenix 109, Melbourne United 97           | John Cain Arena, Melbourne Zuschauer: 9437 Schiedsrichter: C. Reid, K. Widgeon, E. Green | Network 10 |
| 15. Dezember 2024 14:30 Uhr | boxscore report | Punkte pro Viertel: 24:36, 27:23, 32:20, 26:18              |                                                 |                                                           | John Cain Arena, Melbourne Zuschauer: 9437 Schiedsrichter: C. Reid, K. Widgeon, E. Green | Network 10 |
| 15. Dezember 2024 14:30 Uhr | boxscore report | Punkte: Hurt 28 Rebounds: Hunter 8 Assists: Sobey, Walton 7 |                                                 | Punkte: Clark 20 Rebounds: White 5 Assists: Dellavedova 8 | John Cain Arena, Melbourne Zuschauer: 9437 Schiedsrichter: C. Reid, K. Widgeon, E. Green | Network 10 |
| 15. Dezember 2024 14:30 Uhr | boxscore report |                                                             |                                                 |                                                           | John Cain Arena, Melbourne Zuschauer: 9437 Schiedsrichter: C. Reid, K. Widgeon, E. Green | Network 10 |

| 15. Dezember 2024 16:30 Uhr | boxscore report | Sydney Kings 93, Brisbane Bullets 81                 | Sydney Kings 93, Brisbane Bullets 81 | Sydney Kings 93, Brisbane Bullets 81                           | Sydney SuperDome, Sydney Zuschauer: 11.576 Schiedsrichter: V. Mayberry N. Fernandes N. Paff | 10 Bold |
| 15. Dezember 2024 16:30 Uhr | boxscore report | Punkte pro Viertel: 25:25, 23:29, 18:19, 27:8        |                                      |                                                                | Sydney SuperDome, Sydney Zuschauer: 11.576 Schiedsrichter: V. Mayberry N. Fernandes N. Paff | 10 Bold |
| 15. Dezember 2024 16:30 Uhr | boxscore report | Punkte: Adams 32 Rebounds: Cooks 11 Assists: Cooks 5 |                                      | Punkte: Prather 28 Rebounds: Prather 9 Assists: Cook, Norton 4 | Sydney SuperDome, Sydney Zuschauer: 11.576 Schiedsrichter: V. Mayberry N. Fernandes N. Paff | 10 Bold |
| 15. Dezember 2024 16:30 Uhr | boxscore report |                                                      |                                      |                                                                | Sydney SuperDome, Sydney Zuschauer: 11.576 Schiedsrichter: V. Mayberry N. Fernandes N. Paff | 10 Bold |

### 13. Spieltag
| 20. Dezember 2024 19:30 Uhr | boxscore report | New Zealand Breakers 84, Sydney Kings 92                                             | New Zealand Breakers 84, Sydney Kings 92 | New Zealand Breakers 84, Sydney Kings 92            | Spark Arena, Auckland Zuschauer: 5006 Schiedsrichter: V. Mayberry, K. Widgeon, M. Davison | ESPN Australia |
| 20. Dezember 2024 19:30 Uhr | boxscore report | Punkte pro Viertel: 19:15, 32:29, 18:23, 15:25                                       |                                          |                                                     | Spark Arena, Auckland Zuschauer: 5006 Schiedsrichter: V. Mayberry, K. Widgeon, M. Davison | ESPN Australia |
| 20. Dezember 2024 19:30 Uhr | boxscore report | Punkte: Jackson-Cartwright 25 Rebounds: Bolden, Fall 9 Assists: Jackson-Cartwright 8 |                                          | Punkte: Noi 26 Rebounds: Toohey 11 Assists: Adams 9 | Spark Arena, Auckland Zuschauer: 5006 Schiedsrichter: V. Mayberry, K. Widgeon, M. Davison | ESPN Australia |
| 20. Dezember 2024 19:30 Uhr | boxscore report |                                                                                      |                                          |                                                     | Spark Arena, Auckland Zuschauer: 5006 Schiedsrichter: V. Mayberry, K. Widgeon, M. Davison | ESPN Australia |

| 20. Dezember 2024 18:30 Uhr | boxscore report | Brisbane Bullets 107, Cairns Taipans 104                       | Brisbane Bullets 107, Cairns Taipans 104 | Brisbane Bullets 107, Cairns Taipans 104                    | Brisbane Entertainment Centre, Brisbane Zuschauer: 4599 Schiedsrichter: J. Griguol, A. Mcewan, M. Mill | ESPN Australia |
| 20. Dezember 2024 18:30 Uhr | boxscore report | Punkte pro Viertel: 29:30, 27:24, 25:26, 26:24                 |                                          |                                                             | Brisbane Entertainment Centre, Brisbane Zuschauer: 4599 Schiedsrichter: J. Griguol, A. Mcewan, M. Mill | ESPN Australia |
| 20. Dezember 2024 18:30 Uhr | boxscore report | Punkte: Prather 35 Rebounds: Bannan, Cook 6 Assists: Batemon 7 |                                          | Punkte: Edwards 27 Rebounds: Groves 10 Assists: Armstrong 5 | Brisbane Entertainment Centre, Brisbane Zuschauer: 4599 Schiedsrichter: J. Griguol, A. Mcewan, M. Mill | ESPN Australia |
| 20. Dezember 2024 18:30 Uhr | boxscore report |                                                                |                                          |                                                             | Brisbane Entertainment Centre, Brisbane Zuschauer: 4599 Schiedsrichter: J. Griguol, A. Mcewan, M. Mill | ESPN Australia |

| 21. Dezember 2024 20:00 Uhr | boxscore report | S.E. Melbourne Phoenix 106, Adelaide 36ers 86         | S.E. Melbourne Phoenix 106, Adelaide 36ers 86 | S.E. Melbourne Phoenix 106, Adelaide 36ers 86            | John Cain Arena, Melbourne Zuschauer: 10.175 Schiedsrichter: C. Reid, R. Woolcock, B. Henshaw | ESPN Australia |
| 21. Dezember 2024 20:00 Uhr | boxscore report | Punkte pro Viertel: 26:22, 30:16, 27:33, 23:15        |                                               |                                                          | John Cain Arena, Melbourne Zuschauer: 10.175 Schiedsrichter: C. Reid, R. Woolcock, B. Henshaw | ESPN Australia |
| 21. Dezember 2024 20:00 Uhr | boxscore report | Punkte: Walton 28 Rebounds: Hunter 8 Assists: Sobey 9 |                                               | Punkte: Davis 24 Rebounds: Humphries 10 Assists: Davis 8 | John Cain Arena, Melbourne Zuschauer: 10.175 Schiedsrichter: C. Reid, R. Woolcock, B. Henshaw | ESPN Australia |
| 21. Dezember 2024 20:00 Uhr | boxscore report |                                                       |                                               |                                                          | John Cain Arena, Melbourne Zuschauer: 10.175 Schiedsrichter: C. Reid, R. Woolcock, B. Henshaw | ESPN Australia |

| 22. Dezember 2024 14:30 Uhr | boxscore report | Illawarra Hawks 120, Perth Wildcats 88              | Illawarra Hawks 120, Perth Wildcats 88 | Illawarra Hawks 120, Perth Wildcats 88                              | Wollongong Entertainment Centre, Wollongong Zuschauer: 5462 Schiedsrichter: M. Aylen, D. Lyons, J. Dover | Network 10 |
| 22. Dezember 2024 14:30 Uhr | boxscore report | Punkte pro Viertel: 37:28, 26:20, 26:15, 31:25      |                                        |                                                                     | Wollongong Entertainment Centre, Wollongong Zuschauer: 5462 Schiedsrichter: M. Aylen, D. Lyons, J. Dover | Network 10 |
| 22. Dezember 2024 14:30 Uhr | boxscore report | Punkte: Kell 31 Rebounds: Froling 6 Assists: Kell 5 |                                        | Punkte: Pinder 16 Rebounds: H.Harris, Windler 4 Assists: Henshall 4 | Wollongong Entertainment Centre, Wollongong Zuschauer: 5462 Schiedsrichter: M. Aylen, D. Lyons, J. Dover | Network 10 |
| 22. Dezember 2024 14:30 Uhr | boxscore report |                                                     |                                        |                                                                     | Wollongong Entertainment Centre, Wollongong Zuschauer: 5462 Schiedsrichter: M. Aylen, D. Lyons, J. Dover | Network 10 |

| 23. Dezember 2024 19:30 | boxscore report | Melbourne United 91, Tasmania JackJumpers 97                 | Melbourne United 91, Tasmania JackJumpers 97 | Melbourne United 91, Tasmania JackJumpers 97             | John Cain Arena, Melbourne Zuschauer: 10.175 Schiedsrichter: C. Reid, N. Fernandes, M. Grist | ESPN Australia |
| 23. Dezember 2024 19:30 | boxscore report | Punkte pro Viertel: 26:36, 21:15, 20:17, 24:29               |                                              |                                                          | John Cain Arena, Melbourne Zuschauer: 10.175 Schiedsrichter: C. Reid, N. Fernandes, M. Grist | ESPN Australia |
| 23. Dezember 2024 19:30 | boxscore report | Punkte: Goulding 18 Rebounds: White 9 Assists: Dellavedova 9 |                                              | Punkte: Crawford 16 Rebounds: Deng 7 Assists: Crawford 6 | John Cain Arena, Melbourne Zuschauer: 10.175 Schiedsrichter: C. Reid, N. Fernandes, M. Grist | ESPN Australia |
| 23. Dezember 2024 19:30 | boxscore report |                                                              |                                              |                                                          | John Cain Arena, Melbourne Zuschauer: 10.175 Schiedsrichter: C. Reid, N. Fernandes, M. Grist | ESPN Australia |

| 24. Dezember 2024 17:00 Uhr | boxscore report | Adelaide 36ers 90, Brisbane Bullets 111               | Adelaide 36ers 90, Brisbane Bullets 111 | Adelaide 36ers 90, Brisbane Bullets 111                             | Adelaide Entertainment Centre, Adelaide Zuschauer: 9457 Schiedsrichter: J. Griguol, R. Woolcock, K. Widgeon | ESPN Australia |
| 24. Dezember 2024 17:00 Uhr | boxscore report | Punkte pro Viertel: 23:24, 25:27, 22:27, 20:33        |                                         |                                                                     | Adelaide Entertainment Centre, Adelaide Zuschauer: 9457 Schiedsrichter: J. Griguol, R. Woolcock, K. Widgeon | ESPN Australia |
| 24. Dezember 2024 17:00 Uhr | boxscore report | Punkte: Davis 32 Rebounds: Harrell 9 Assists: Davis 8 |                                         | Punkte: Prather 36 Rebounds: Harrison 12 Assists: Norton, Prather 5 | Adelaide Entertainment Centre, Adelaide Zuschauer: 9457 Schiedsrichter: J. Griguol, R. Woolcock, K. Widgeon | ESPN Australia |
| 24. Dezember 2024 17:00 Uhr | boxscore report |                                                       |                                         |                                                                     | Adelaide Entertainment Centre, Adelaide Zuschauer: 9457 Schiedsrichter: J. Griguol, R. Woolcock, K. Widgeon | ESPN Australia |

| 25. Dezember 2024 18:00 Uhr | boxscore report | Tasmania JackJumpers 97, New Zealand Breakers 82      | Tasmania JackJumpers 97, New Zealand Breakers 82 | Tasmania JackJumpers 97, New Zealand Breakers 82                             | Derwent Entertainment Centre, Hobart Zuschauer: 4340 Schiedsrichter: M. Aylen, A. Mcewan, J. Durand | ESPN Australia |
| 25. Dezember 2024 18:00 Uhr | boxscore report | Punkte pro Viertel: 20:18, 22:21, 22:19, 33:24        |                                                  |                                                                              | Derwent Entertainment Centre, Hobart Zuschauer: 4340 Schiedsrichter: M. Aylen, A. Mcewan, J. Durand | ESPN Australia |
| 25. Dezember 2024 18:00 Uhr | boxscore report | Punkte: Crawford 26 Rebounds: Deng 7 Assists: Doyle 5 |                                                  | Punkte: Jackson-Cartwright 23 Rebounds: Fall 9 Assists: Jackson-Cartwright 6 | Derwent Entertainment Centre, Hobart Zuschauer: 4340 Schiedsrichter: M. Aylen, A. Mcewan, J. Durand | ESPN Australia |
| 25. Dezember 2024 18:00 Uhr | boxscore report |                                                       |                                                  |                                                                              | Derwent Entertainment Centre, Hobart Zuschauer: 4340 Schiedsrichter: M. Aylen, A. Mcewan, J. Durand | ESPN Australia |

| 25. Dezember 2024 20:30 Uhr | boxscore report | Sydney Kings 108, Illawarra Hawks 111                    | Sydney Kings 108, Illawarra Hawks 111 | Sydney Kings 108, Illawarra Hawks 111           | Sydney SuperDome, Sydney Zuschauer: 8589 Schiedsrichter: V. Mayberry, N. Fernandes, J. Dover | Network 10 |
| 25. Dezember 2024 20:30 Uhr | boxscore report | Punkte pro Viertel: 31:23, 27:35, 23:30, 27:23           |                                       |                                                 | Sydney SuperDome, Sydney Zuschauer: 8589 Schiedsrichter: V. Mayberry, N. Fernandes, J. Dover | Network 10 |
| 25. Dezember 2024 20:30 Uhr | boxscore report | Punkte: Toohey 25 Rebounds: Leaupepe 12 Assists: Adams 7 |                                       | Punkte: Kell 26 Rebounds: Lee 8 Assists: Kell 8 | Sydney SuperDome, Sydney Zuschauer: 8589 Schiedsrichter: V. Mayberry, N. Fernandes, J. Dover | Network 10 |
| 25. Dezember 2024 20:30 Uhr | boxscore report |                                                          |                                       |                                                 | Sydney SuperDome, Sydney Zuschauer: 8589 Schiedsrichter: V. Mayberry, N. Fernandes, J. Dover | Network 10 |

### 14. Spieltag
| 26. Dezember 2024 18:30 Uhr | boxscore report | Cairns Taipans 66, Melbourne United 76                                         | Cairns Taipans 66, Melbourne United 76 | Cairns Taipans 66, Melbourne United 76                      | Cairns Convention Centre, Cairns Zuschauer: 4428 Schiedsrichter: C. Reid, D. Lyons, D. Millard | ESPN Australia |
| 26. Dezember 2024 18:30 Uhr | boxscore report | Punkte pro Viertel: 13:25, 16:21, 22:13, 15:17                                 |                                        |                                                             | Cairns Convention Centre, Cairns Zuschauer: 4428 Schiedsrichter: C. Reid, D. Lyons, D. Millard | ESPN Australia |
| 26. Dezember 2024 18:30 Uhr | boxscore report | Punkte: Groves 20 Rebounds: Groves, Waardenburg 6 Assists: Armstrong, Groves 4 |                                        | Punkte: Goulding 19 Rebounds: Lee 10 Assists: Dellavedova 6 | Cairns Convention Centre, Cairns Zuschauer: 4428 Schiedsrichter: C. Reid, D. Lyons, D. Millard | ESPN Australia |
| 26. Dezember 2024 18:30 Uhr | boxscore report |                                                                                |                                        |                                                             | Cairns Convention Centre, Cairns Zuschauer: 4428 Schiedsrichter: C. Reid, D. Lyons, D. Millard | ESPN Australia |

| 27. Dezember 2024 18:30 Uhr | boxscore report | Brisbane Bullets 84, Illawarra Hawks 102                              | Brisbane Bullets 84, Illawarra Hawks 102 | Brisbane Bullets 84, Illawarra Hawks 102                     | Brisbane Entertainment Centre, Brisbane Zuschauer: 6405 Schiedsrichter: V. Mayberry, J. Boyer, M. Mill | ESPN Australia |
| 27. Dezember 2024 18:30 Uhr | boxscore report | Punkte pro Viertel: 34:29, 16:19, 18:34, 16:20                        |                                          |                                                              | Brisbane Entertainment Centre, Brisbane Zuschauer: 6405 Schiedsrichter: V. Mayberry, J. Boyer, M. Mill | ESPN Australia |
| 27. Dezember 2024 18:30 Uhr | boxscore report | Punkte: Prather 28 Rebounds: Harrison 9 Assists: Naar, Smith-Milner 2 |                                          | Punkte: Kell 18 Rebounds: Froling 12 Assists: Hickey, Kell 4 | Brisbane Entertainment Centre, Brisbane Zuschauer: 6405 Schiedsrichter: V. Mayberry, J. Boyer, M. Mill | ESPN Australia |
| 27. Dezember 2024 18:30 Uhr | boxscore report |                                                                       |                                          |                                                              | Brisbane Entertainment Centre, Brisbane Zuschauer: 6405 Schiedsrichter: V. Mayberry, J. Boyer, M. Mill | ESPN Australia |

| 28. Dezember 2024 19:30 Uhr | boxscore report | Adelaide 36ers 92, Perth Wildcats 116                         | Adelaide 36ers 92, Perth Wildcats 116 | Adelaide 36ers 92, Perth Wildcats 116                    | Adelaide Entertainment Centre, Adelaide Zuschauer: 9495 Schiedsrichter: M. Aylen, J. Griguol, H. Starkey | ESPN Australia |
| 28. Dezember 2024 19:30 Uhr | boxscore report | Punkte pro Viertel: 26:26, 16:29, 21:23, 29:38                |                                       |                                                          | Adelaide Entertainment Centre, Adelaide Zuschauer: 9495 Schiedsrichter: M. Aylen, J. Griguol, H. Starkey | ESPN Australia |
| 28. Dezember 2024 19:30 Uhr | boxscore report | Punkte: Vasiljevic 23 Rebounds: Humphries 8 Assists: Davis 10 |                                       | Punkte: Windler 24 Rebounds: Pinder 9 Assists: Cotton 12 | Adelaide Entertainment Centre, Adelaide Zuschauer: 9495 Schiedsrichter: M. Aylen, J. Griguol, H. Starkey | ESPN Australia |
| 28. Dezember 2024 19:30 Uhr | boxscore report |                                                               |                                       |                                                          | Adelaide Entertainment Centre, Adelaide Zuschauer: 9495 Schiedsrichter: M. Aylen, J. Griguol, H. Starkey | ESPN Australia |

| 29. Dezember 2024 14:30 Uhr | boxscore report | Tasmania JackJumpers 95, Brisbane Bullets 86              | Tasmania JackJumpers 95, Brisbane Bullets 86 | Tasmania JackJumpers 95, Brisbane Bullets 86            | Derwent Entertainment Centre, Hobart Zuschauer: 4340 Schiedsrichter: C. Reid, K. Widgeon, E. Green | Network 10 |
| 29. Dezember 2024 14:30 Uhr | boxscore report | Punkte pro Viertel: 22:21, 30:23, 18:14, 25:28            |                                              |                                                         | Derwent Entertainment Centre, Hobart Zuschauer: 4340 Schiedsrichter: C. Reid, K. Widgeon, E. Green | Network 10 |
| 29. Dezember 2024 14:30 Uhr | boxscore report | Punkte: Doyle 23 Rebounds: Te Rangi 7 Assists: Crawford 8 |                                              | Punkte: Cook 20 Rebounds: Harrison 12 Assists: Norton 6 | Derwent Entertainment Centre, Hobart Zuschauer: 4340 Schiedsrichter: C. Reid, K. Widgeon, E. Green | Network 10 |
| 29. Dezember 2024 14:30 Uhr | boxscore report |                                                           |                                              |                                                         | Derwent Entertainment Centre, Hobart Zuschauer: 4340 Schiedsrichter: C. Reid, K. Widgeon, E. Green | Network 10 |

| 30. Dezember 2024 19:30 Uhr | boxscore report | Sydney Kings 96, Adelaide 36ers 111                   | Sydney Kings 96, Adelaide 36ers 111 | Sydney Kings 96, Adelaide 36ers 111                    | Sydney SuperDome, Sydney Zuschauer: 11.765 Schiedsrichter: V. Mayberry, N. Fernandes, R. Woolcock | ESPN Australia |
| 30. Dezember 2024 19:30 Uhr | boxscore report | Punkte pro Viertel: 12:32, 31:30, 25:28, 28:21        |                                     |                                                        | Sydney SuperDome, Sydney Zuschauer: 11.765 Schiedsrichter: V. Mayberry, N. Fernandes, R. Woolcock | ESPN Australia |
| 30. Dezember 2024 19:30 Uhr | boxscore report | Punkte: Adams 41 Rebounds: Cooks 15 Assists: Le'afa 3 |                                     | Punkte: Davis 30 Rebounds: Harrell 10 Assists: Davis 9 | Sydney SuperDome, Sydney Zuschauer: 11.765 Schiedsrichter: V. Mayberry, N. Fernandes, R. Woolcock | ESPN Australia |
| 30. Dezember 2024 19:30 Uhr | boxscore report |                                                       |                                     |                                                        | Sydney SuperDome, Sydney Zuschauer: 11.765 Schiedsrichter: V. Mayberry, N. Fernandes, R. Woolcock | ESPN Australia |

| 31. Dezember 2024 17:30 Uhr | boxscore report | Illawarra Hawks 105, S.E. Melbourne Phoenix 110          | Illawarra Hawks 105, S.E. Melbourne Phoenix 110 | Illawarra Hawks 105, S.E. Melbourne Phoenix 110          | Wollongong Entertainment Centre, Wollongong Schiedsrichter: N. Fernandes, J. Griguol, J. Dover | ESPN Australia |
| 31. Dezember 2024 17:30 Uhr | boxscore report | Punkte pro Viertel: 25:30, 34:30, 25:24, 21:26           |                                                 |                                                          | Wollongong Entertainment Centre, Wollongong Schiedsrichter: N. Fernandes, J. Griguol, J. Dover | ESPN Australia |
| 31. Dezember 2024 17:30 Uhr | boxscore report | Punkte: Harvey 20 Rebounds: Froling 10 Assists: Hickey 4 |                                                 | Punkte: Sobey 25 Rebounds: Wieskamp 6 Assists: Walton 11 | Wollongong Entertainment Centre, Wollongong Schiedsrichter: N. Fernandes, J. Griguol, J. Dover | ESPN Australia |
| 31. Dezember 2024 17:30 Uhr | boxscore report |                                                          |                                                 |                                                          | Wollongong Entertainment Centre, Wollongong Schiedsrichter: N. Fernandes, J. Griguol, J. Dover | ESPN Australia |

| 31. Dezember 2024 18:30 Uhr | boxscore report | Cairns Taipans 68, New Zealand Breakers 92                | Cairns Taipans 68, New Zealand Breakers 92 | Cairns Taipans 68, New Zealand Breakers 92             | Cairns Convention Centre, Cairns Zuschauer: 4870 Schiedsrichter: K. Widgeon, M. Mill, A. Mcewan | ESPN Australia |
| 31. Dezember 2024 18:30 Uhr | boxscore report | Punkte pro Viertel: 15:21, 22:26, 17:25, 14:20            |                                            |                                                        | Cairns Convention Centre, Cairns Zuschauer: 4870 Schiedsrichter: K. Widgeon, M. Mill, A. Mcewan | ESPN Australia |
| 31. Dezember 2024 18:30 Uhr | boxscore report | Punkte: Groves 21 Rebounds: Groves 8 Assists: Armstrong 5 |                                            | Punkte: Mooney 23 Rebounds: Fall 12 Assists: Mooney 10 | Cairns Convention Centre, Cairns Zuschauer: 4870 Schiedsrichter: K. Widgeon, M. Mill, A. Mcewan | ESPN Australia |
| 31. Dezember 2024 18:30 Uhr | boxscore report |                                                           |                                            |                                                        | Cairns Convention Centre, Cairns Zuschauer: 4870 Schiedsrichter: K. Widgeon, M. Mill, A. Mcewan | ESPN Australia |

### 15. Spieltag
| 2. Januar 2025 19:30 Uhr | boxscore report | Sydney Kings 110, S.E. Melbourne Phoenix 101         | Sydney Kings 110, S.E. Melbourne Phoenix 101 | Sydney Kings 110, S.E. Melbourne Phoenix 101                | Sydney SuperDome, Sydney Zuschauer: 9139 Schiedsrichter: C. Reid, N. Fernandes, E. Green | ESPN Australia |
| 2. Januar 2025 19:30 Uhr | boxscore report | Punkte pro Viertel: 28:30, 19:30, 25:25, 38:16       |                                              |                                                             | Sydney SuperDome, Sydney Zuschauer: 9139 Schiedsrichter: C. Reid, N. Fernandes, E. Green | ESPN Australia |
| 2. Januar 2025 19:30 Uhr | boxscore report | Punkte: Adams 32 Rebounds: Cooks 10 Assists: Adams 9 |                                              | Punkte: Sobey 23 Rebounds: Hurt 11 Assists: Sobey, Walton 4 | Sydney SuperDome, Sydney Zuschauer: 9139 Schiedsrichter: C. Reid, N. Fernandes, E. Green | ESPN Australia |
| 2. Januar 2025 19:30 Uhr | boxscore report |                                                      |                                              |                                                             | Sydney SuperDome, Sydney Zuschauer: 9139 Schiedsrichter: C. Reid, N. Fernandes, E. Green | ESPN Australia |

| 3. Januar 2025 19:30 Uhr | boxscore report | Illawarra Hawks 105, Cairns Taipans 108                    | Illawarra Hawks 105, Cairns Taipans 108 | Illawarra Hawks 105, Cairns Taipans 108                                            | Wollongong Entertainment Centre, Wollongong Zuschauer: 5087 Schiedsrichter: K. Widgeon, R. Woolcock, J. Dover | ESPN Australia |
| 3. Januar 2025 19:30 Uhr | boxscore report | Punkte pro Viertel: 24:19, 32:26, 21:40, 28:23             |                                         |                                                                                    | Wollongong Entertainment Centre, Wollongong Zuschauer: 5087 Schiedsrichter: K. Widgeon, R. Woolcock, J. Dover | ESPN Australia |
| 3. Januar 2025 19:30 Uhr | boxscore report | Punkte: Harvey 23 Rebounds: Kell 9 Assists: Kell, Hickey 6 |                                         | Punkte: Armstrong, Edwards 28 Rebounds: Bradshaw, Groves 9 Assists: drei Spieler 3 | Wollongong Entertainment Centre, Wollongong Zuschauer: 5087 Schiedsrichter: K. Widgeon, R. Woolcock, J. Dover | ESPN Australia |
| 3. Januar 2025 19:30 Uhr | boxscore report |                                                            |                                         |                                                                                    | Wollongong Entertainment Centre, Wollongong Zuschauer: 5087 Schiedsrichter: K. Widgeon, R. Woolcock, J. Dover | ESPN Australia |

| 4. Januar 2025 17:00 Uhr | boxscore report | Adelaide 36ers 100, Melbourne United 81                         | Adelaide 36ers 100, Melbourne United 81 | Adelaide 36ers 100, Melbourne United 81                     | Adelaide Entertainment Centre, Adelaide Zuschauer: 9588 Schiedsrichter: V. Mayberry, J. Griguol, M. Grist | ESPN Australia |
| 4. Januar 2025 17:00 Uhr | boxscore report | Punkte pro Viertel: 27:17, 28:25, 22:20, 23:19                  |                                         |                                                             | Adelaide Entertainment Centre, Adelaide Zuschauer: 9588 Schiedsrichter: V. Mayberry, J. Griguol, M. Grist | ESPN Australia |
| 4. Januar 2025 17:00 Uhr | boxscore report | Punkte: Davis, Harrell 28 Rebounds: Harrell 9 Assists: Davis 11 |                                         | Punkte: Goulding 18 Rebounds: Loe 12 Assists: Dellavedova 9 | Adelaide Entertainment Centre, Adelaide Zuschauer: 9588 Schiedsrichter: V. Mayberry, J. Griguol, M. Grist | ESPN Australia |
| 4. Januar 2025 17:00 Uhr | boxscore report |                                                                 |                                         |                                                             | Adelaide Entertainment Centre, Adelaide Zuschauer: 9588 Schiedsrichter: V. Mayberry, J. Griguol, M. Grist | ESPN Australia |

| 4. Januar 2025 19:00 Uhr | boxscore report | Brisbane Bullets 86, Sydney Kings 91                     | Brisbane Bullets 86, Sydney Kings 91 | Brisbane Bullets 86, Sydney Kings 91                 | Brisbane Entertainment Centre, Brisbane Zuschauer: 7,028 Schiedsrichter: J. Boyer, M. Mill, A. Mcewan | ESPN Australia |
| 4. Januar 2025 19:00 Uhr | boxscore report | Punkte pro Viertel: 29:28, 19:17, 23:24, 15:22           |                                      |                                                      | Brisbane Entertainment Centre, Brisbane Zuschauer: 7,028 Schiedsrichter: J. Boyer, M. Mill, A. Mcewan | ESPN Australia |
| 4. Januar 2025 19:00 Uhr | boxscore report | Punkte: Prather 18 Rebounds: Harrison 14 Assists: Cook 5 |                                      | Punkte: Adams 21 Rebounds: Oliver 9 Assists: Adams 8 | Brisbane Entertainment Centre, Brisbane Zuschauer: 7,028 Schiedsrichter: J. Boyer, M. Mill, A. Mcewan | ESPN Australia |
| 4. Januar 2025 19:00 Uhr | boxscore report |                                                          |                                      |                                                      | Brisbane Entertainment Centre, Brisbane Zuschauer: 7,028 Schiedsrichter: J. Boyer, M. Mill, A. Mcewan | ESPN Australia |

| 5. Januar 2025 16:30 Uhr | boxscore report | New Zealand Breakers 86, Perth Wildcats 96                 | New Zealand Breakers 86, Perth Wildcats 96 | New Zealand Breakers 86, Perth Wildcats 96              | Spark Arena, Auckland Zuschauer: 4781 Schiedsrichter: C. Reid, D. Lyons, J. Durand | Network 10 |
| 5. Januar 2025 16:30 Uhr | boxscore report | Punkte pro Viertel: 24:30, 20:25, 28:19, 14:22             |                                            |                                                         | Spark Arena, Auckland Zuschauer: 4781 Schiedsrichter: C. Reid, D. Lyons, J. Durand | Network 10 |
| 5. Januar 2025 16:30 Uhr | boxscore report | Punkte: Fall, Mooney 28 Rebounds: Fall 9 Assists: Mooney 6 |                                            | Punkte: Cotton 41 Rebounds: Windler 7 Assists: Cotton 5 | Spark Arena, Auckland Zuschauer: 4781 Schiedsrichter: C. Reid, D. Lyons, J. Durand | Network 10 |
| 5. Januar 2025 16:30 Uhr | boxscore report |                                                            |                                            |                                                         | Spark Arena, Auckland Zuschauer: 4781 Schiedsrichter: C. Reid, D. Lyons, J. Durand | Network 10 |

| 5. Januar 2025 16:30 Uhr | boxscore report | Tasmania JackJumpers 91, S.E. Melbourne Phoenix 105               | Tasmania JackJumpers 91, S.E. Melbourne Phoenix 105 | Tasmania JackJumpers 91, S.E. Melbourne Phoenix 105  | Derwent Entertainment Centre, Hobart Zuschauer: 4340 Schiedsrichter: N. Fernandes, K. Widgeon, R. Woolcock | 10 Bold |
| 5. Januar 2025 16:30 Uhr | boxscore report | Punkte pro Viertel: 16:26, 33:30, 23:28, 19:21                    |                                                     |                                                      | Derwent Entertainment Centre, Hobart Zuschauer: 4340 Schiedsrichter: N. Fernandes, K. Widgeon, R. Woolcock | 10 Bold |
| 5. Januar 2025 16:30 Uhr | boxscore report | Punkte: Crawford 16 Rebounds: vier Spieler 4 Assists: Macdonald 7 |                                                     | Punkte: Hurt 20 Rebounds: Hunter 8 Assists: Walton 6 | Derwent Entertainment Centre, Hobart Zuschauer: 4340 Schiedsrichter: N. Fernandes, K. Widgeon, R. Woolcock | 10 Bold |
| 5. Januar 2025 16:30 Uhr | boxscore report |                                                                   |                                                     |                                                      | Derwent Entertainment Centre, Hobart Zuschauer: 4340 Schiedsrichter: N. Fernandes, K. Widgeon, R. Woolcock | 10 Bold |

| 7. Januar 2025 19:30 Uhr | boxscore report | Illawarra Hawks 89, Tasmania JackJumpers 84              | Illawarra Hawks 89, Tasmania JackJumpers 84 | Illawarra Hawks 89, Tasmania JackJumpers 84                        | Wollongong Entertainment Centre, Wollongong Zuschauer: 4551 Schiedsrichter: V. Mayberry, J. Griguol, S. Jennings | ESPN Australia |
| 7. Januar 2025 19:30 Uhr | boxscore report | Punkte pro Viertel: 20:18, 29:18, 14:22, 26:26           |                                             |                                                                    | Wollongong Entertainment Centre, Wollongong Zuschauer: 4551 Schiedsrichter: V. Mayberry, J. Griguol, S. Jennings | ESPN Australia |
| 7. Januar 2025 19:30 Uhr | boxscore report | Punkte: Kell 19 Rebounds: Kell 7 Assists: drei Spieler 4 |                                             | Punkte: Macdonald 19 Rebounds: Doyle, Krslovic 10 Assists: Doyle 7 | Wollongong Entertainment Centre, Wollongong Zuschauer: 4551 Schiedsrichter: V. Mayberry, J. Griguol, S. Jennings | ESPN Australia |
| 7. Januar 2025 19:30 Uhr | boxscore report |                                                          |                                             |                                                                    | Wollongong Entertainment Centre, Wollongong Zuschauer: 4551 Schiedsrichter: V. Mayberry, J. Griguol, S. Jennings | ESPN Australia |

| 8. Januar 2025 18:30 Uhr | boxscore report | Brisbane Bullets 83, New Zealand Breakers 74               | Brisbane Bullets 83, New Zealand Breakers 74 | Brisbane Bullets 83, New Zealand Breakers 74                       | Brisbane Entertainment Centre, Brisbane Zuschauer: 5341 Schiedsrichter: K. Widgeon, A. Mcewan, T. Stewart | ESPN Australia |
| 8. Januar 2025 18:30 Uhr | boxscore report | Punkte pro Viertel: 15:17, 23:18, 20:15, 25:24             |                                              |                                                                    | Brisbane Entertainment Centre, Brisbane Zuschauer: 5341 Schiedsrichter: K. Widgeon, A. Mcewan, T. Stewart | ESPN Australia |
| 8. Januar 2025 18:30 Uhr | boxscore report | Punkte: Prather 31 Rebounds: Prather 10 Assists: Prather 6 |                                              | Punkte: Mooney 21 Rebounds: Mennenga 9 Assists: Bolden, McCarron 2 | Brisbane Entertainment Centre, Brisbane Zuschauer: 5341 Schiedsrichter: K. Widgeon, A. Mcewan, T. Stewart | ESPN Australia |
| 8. Januar 2025 18:30 Uhr | boxscore report |                                                            |                                              |                                                                    | Brisbane Entertainment Centre, Brisbane Zuschauer: 5341 Schiedsrichter: K. Widgeon, A. Mcewan, T. Stewart | ESPN Australia |

### 16. Spieltag
| 9. Januar 2025 19:30 Uhr | boxscore report | Sydney Kings 88, Melbourne United 90                 | Sydney Kings 88, Melbourne United 90 | Sydney Kings 88, Melbourne United 90                       | Sydney SuperDome, Sydney Zuschauer: 10.328 Schiedsrichter: C. Reid, N. Fernandes, J. Boyer | ESPN Australia |
| 9. Januar 2025 19:30 Uhr | boxscore report | Punkte pro Viertel: 16:32, 25:25, 23:13, 24:20       |                                      |                                                            | Sydney SuperDome, Sydney Zuschauer: 10.328 Schiedsrichter: C. Reid, N. Fernandes, J. Boyer | ESPN Australia |
| 9. Januar 2025 19:30 Uhr | boxscore report | Punkte: Cooks 21 Rebounds: Cooks 10 Assists: Cooks 5 |                                      | Punkte: White 23 Rebounds: White 10 Assists: Dellavedova 8 | Sydney SuperDome, Sydney Zuschauer: 10.328 Schiedsrichter: C. Reid, N. Fernandes, J. Boyer | ESPN Australia |
| 9. Januar 2025 19:30 Uhr | boxscore report |                                                      |                                      |                                                            | Sydney SuperDome, Sydney Zuschauer: 10.328 Schiedsrichter: C. Reid, N. Fernandes, J. Boyer | ESPN Australia |

| 10. Januar 2025 19:30 Uhr | boxscore report | Tasmania JackJumpers 104, Adelaide 36ers 103                    | Tasmania JackJumpers 104, Adelaide 36ers 103 | Tasmania JackJumpers 104, Adelaide 36ers 103                      | Derwent Entertainment Centre, Hobart Zuschauer: 4340 Schiedsrichter: V. Mayberry, D. Lyons, B. Henshaw | ESPN Australia |
| 10. Januar 2025 19:30 Uhr | boxscore report | Punkte pro Viertel: 30:22, 11:31, 24:21, 30:21. Overtime/s: 9:8 |                                              |                                                                   | Derwent Entertainment Centre, Hobart Zuschauer: 4340 Schiedsrichter: V. Mayberry, D. Lyons, B. Henshaw | ESPN Australia |
| 10. Januar 2025 19:30 Uhr | boxscore report | Punkte: Deng 26 Rebounds: Deng 8 Assists: Doyle 9               |                                              | Punkte: Davis 39 Rebounds: Humphries 10 Assists: Davis, Harrell 7 | Derwent Entertainment Centre, Hobart Zuschauer: 4340 Schiedsrichter: V. Mayberry, D. Lyons, B. Henshaw | ESPN Australia |
| 10. Januar 2025 19:30 Uhr | boxscore report |                                                                 |                                              |                                                                   | Derwent Entertainment Centre, Hobart Zuschauer: 4340 Schiedsrichter: V. Mayberry, D. Lyons, B. Henshaw | ESPN Australia |

| 11. Januar 2025 17:30 Uhr | boxscore report | Illawarra Hawks 108, New Zealand Breakers 100               | Illawarra Hawks 108, New Zealand Breakers 100 | Illawarra Hawks 108, New Zealand Breakers 100        | Wollongong Entertainment Centre, Wollongong Zuschauer: 5562 Schiedsrichter: N. Fernandes, R. Woolcock, M. Grist | ESPN Australia |
| 11. Januar 2025 17:30 Uhr | boxscore report | Punkte pro Viertel: 35:28, 34:20, 19:22, 20:30              |                                               |                                                      | Wollongong Entertainment Centre, Wollongong Zuschauer: 5562 Schiedsrichter: N. Fernandes, R. Woolcock, M. Grist | ESPN Australia |
| 11. Januar 2025 17:30 Uhr | boxscore report | Punkte: Kell 31 Rebounds: drei Spieler 6 Assists: Olbrich 6 |                                               | Punkte: Mooney 33 Rebounds: Fall 5 Assists: Mooney 8 | Wollongong Entertainment Centre, Wollongong Zuschauer: 5562 Schiedsrichter: N. Fernandes, R. Woolcock, M. Grist | ESPN Australia |
| 11. Januar 2025 17:30 Uhr | boxscore report |                                                             |                                               |                                                      | Wollongong Entertainment Centre, Wollongong Zuschauer: 5562 Schiedsrichter: N. Fernandes, R. Woolcock, M. Grist | ESPN Australia |

| 11. Januar 2025 20:00 Uhr | boxscore report | S.E. Melbourne Phoenix 105, Brisbane Bullets 86    | S.E. Melbourne Phoenix 105, Brisbane Bullets 86 | S.E. Melbourne Phoenix 105, Brisbane Bullets 86           | Gippsland Indoor Stadium, Traralgon Zuschauer: 3082 Schiedsrichter: K. Widgeon, A. Mcewan, E. Green | ESPN Australia |
| 11. Januar 2025 20:00 Uhr | boxscore report | Punkte pro Viertel: 17:21, 30:33, 22:14, 36:18     |                                                 |                                                           | Gippsland Indoor Stadium, Traralgon Zuschauer: 3082 Schiedsrichter: K. Widgeon, A. Mcewan, E. Green | ESPN Australia |
| 11. Januar 2025 20:00 Uhr | boxscore report | Punkte: Hurt 32 Rebounds: Hurt 12 Assists: Sobey 7 |                                                 | Punkte: Bannan 23 Rebounds: Prather 11 Assists: Prather 2 | Gippsland Indoor Stadium, Traralgon Zuschauer: 3082 Schiedsrichter: K. Widgeon, A. Mcewan, E. Green | ESPN Australia |
| 11. Januar 2025 20:00 Uhr | boxscore report |                                                    |                                                 |                                                           | Gippsland Indoor Stadium, Traralgon Zuschauer: 3082 Schiedsrichter: K. Widgeon, A. Mcewan, E. Green | ESPN Australia |

| 12. Januar 2025 14:30 Uhr | boxscore report | Tasmania JackJumpers 73, Perth Wildcats 105             | Tasmania JackJumpers 73, Perth Wildcats 105 | Tasmania JackJumpers 73, Perth Wildcats 105              | Derwent Entertainment Centre, Hobart Zuschauer: 4340 Schiedsrichter: C. Reid, D. Lyons, H. Starkey | Network 10 |
| 12. Januar 2025 14:30 Uhr | boxscore report | Punkte pro Viertel: 22:29, 20:35, 18:28, 13:13          |                                             |                                                          | Derwent Entertainment Centre, Hobart Zuschauer: 4340 Schiedsrichter: C. Reid, D. Lyons, H. Starkey | Network 10 |
| 12. Januar 2025 14:30 Uhr | boxscore report | Punkte: Crawford 16 Rebounds: Hummer 8 Assists: Doyle 4 |                                             | Punkte: Cotton 32 Rebounds: Windler 11 Assists: Cotton 9 | Derwent Entertainment Centre, Hobart Zuschauer: 4340 Schiedsrichter: C. Reid, D. Lyons, H. Starkey | Network 10 |
| 12. Januar 2025 14:30 Uhr | boxscore report |                                                         |                                             |                                                          | Derwent Entertainment Centre, Hobart Zuschauer: 4340 Schiedsrichter: C. Reid, D. Lyons, H. Starkey | Network 10 |

| 12. Januar 2025 16:30 Uhr | boxscore report | Sydney Kings 91, Cairns Taipans 87                  | Sydney Kings 91, Cairns Taipans 87 | Sydney Kings 91, Cairns Taipans 87                            | Sydney SuperDome, Sydney Zuschauer: 10.224 Schiedsrichter: J. Griguol, J. Boyer, M. Mill | 10 Bold |
| 12. Januar 2025 16:30 Uhr | boxscore report | Punkte pro Viertel: 17:19, 22:19, 25:24, 27:25      |                                    |                                                               | Sydney SuperDome, Sydney Zuschauer: 10.224 Schiedsrichter: J. Griguol, J. Boyer, M. Mill | 10 Bold |
| 12. Januar 2025 16:30 Uhr | boxscore report | Punkte: Noi 27 Rebounds: Oliver 17 Assists: Adams 5 |                                    | Punkte: Edwards 25 Rebounds: Edwards 7 Assists: Waardenburg 4 | Sydney SuperDome, Sydney Zuschauer: 10.224 Schiedsrichter: J. Griguol, J. Boyer, M. Mill | 10 Bold |
| 12. Januar 2025 16:30 Uhr | boxscore report |                                                     |                                    |                                                               | Sydney SuperDome, Sydney Zuschauer: 10.224 Schiedsrichter: J. Griguol, J. Boyer, M. Mill | 10 Bold |

| 13. Januar 2025 19:30 Uhr | boxscore report | New Zealand Breakers 89, Melbourne United 91        | New Zealand Breakers 89, Melbourne United 91 | New Zealand Breakers 89, Melbourne United 91                  | TSB Stadium, New Plymouth Zuschauer: 2110 Schiedsrichter: K. Widgeon, A. Mcewan, R. Woolcock | ESPN Australia |
| 13. Januar 2025 19:30 Uhr | boxscore report | Punkte pro Viertel: 26:25, 16:16, 29:21, 18:19      |                                              |                                                               | TSB Stadium, New Plymouth Zuschauer: 2110 Schiedsrichter: K. Widgeon, A. Mcewan, R. Woolcock | ESPN Australia |
| 13. Januar 2025 19:30 Uhr | boxscore report | Punkte: López 19 Rebounds: Fall 9 Assists: Mooney 8 |                                              | Punkte: Goulding 42 Rebounds: White 13 Assists: Dellavedova 6 | TSB Stadium, New Plymouth Zuschauer: 2110 Schiedsrichter: K. Widgeon, A. Mcewan, R. Woolcock | ESPN Australia |
| 13. Januar 2025 19:30 Uhr | boxscore report |                                                     |                                              |                                                               | TSB Stadium, New Plymouth Zuschauer: 2110 Schiedsrichter: K. Widgeon, A. Mcewan, R. Woolcock | ESPN Australia |

| 13. Januar 2025 19:00 Uhr | boxscore report | Adelaide 36ers 91, Illawarra Hawks 88                  | Adelaide 36ers 91, Illawarra Hawks 88 | Adelaide 36ers 91, Illawarra Hawks 88                     | Adelaide Entertainment Centre, Adelaide Zuschauer: 9475 Schiedsrichter: V. Mayberry, M. Grist, T. Stewart | ESPN Australia |
| 13. Januar 2025 19:00 Uhr | boxscore report | Punkte pro Viertel: 33:25, 30:18, 12:19, 16:26         |                                       |                                                           | Adelaide Entertainment Centre, Adelaide Zuschauer: 9475 Schiedsrichter: V. Mayberry, M. Grist, T. Stewart | ESPN Australia |
| 13. Januar 2025 19:00 Uhr | boxscore report | Punkte: Harrell 26 Rebounds: Martin 9 Assists: Davis 7 |                                       | Punkte: Froling 35 Rebounds: Froling 13 Assists: Harvey 6 | Adelaide Entertainment Centre, Adelaide Zuschauer: 9475 Schiedsrichter: V. Mayberry, M. Grist, T. Stewart | ESPN Australia |
| 13. Januar 2025 19:00 Uhr | boxscore report |                                                        |                                       |                                                           | Adelaide Entertainment Centre, Adelaide Zuschauer: 9475 Schiedsrichter: V. Mayberry, M. Grist, T. Stewart | ESPN Australia |

| 14. Januar 2025 18:30 Uhr | boxscore report | Cairns Taipans 102, S.E. Melbourne Phoenix 113                 | Cairns Taipans 102, S.E. Melbourne Phoenix 113 | Cairns Taipans 102, S.E. Melbourne Phoenix 113         | Cairns Convention Centre, Cairns Zuschauer: 3779 Schiedsrichter: J. Grigoul, J. Dover, M. Mill | ESPN Australia |
| 14. Januar 2025 18:30 Uhr | boxscore report | Punkte pro Viertel: 28:33, 31:25, 19:24, 24:31                 |                                                |                                                        | Cairns Convention Centre, Cairns Zuschauer: 3779 Schiedsrichter: J. Grigoul, J. Dover, M. Mill | ESPN Australia |
| 14. Januar 2025 18:30 Uhr | boxscore report | Punkte: Waardenburg 22 Rebounds: Groves 7 Assists: Armstrong 6 |                                                | Punkte: Hurt 33 Rebounds: Hunter 18 Assists: Foxwell 5 | Cairns Convention Centre, Cairns Zuschauer: 3779 Schiedsrichter: J. Grigoul, J. Dover, M. Mill | ESPN Australia |
| 14. Januar 2025 18:30 Uhr | boxscore report |                                                                |                                                |                                                        | Cairns Convention Centre, Cairns Zuschauer: 3779 Schiedsrichter: J. Grigoul, J. Dover, M. Mill | ESPN Australia |

| 15. Januar 2025 18:30 Uhr | boxscore report | Brisbane Bullets 85, Perth Wildcats 112                         | Brisbane Bullets 85, Perth Wildcats 112 | Brisbane Bullets 85, Perth Wildcats 112                            | Brisbane Entertainment Centre, Brisbane Zuschauer: 4491 Schiedsrichter: N. Fernandes, K. Widgeon, E. Green | ESPN Australia |
| 15. Januar 2025 18:30 Uhr | boxscore report | Punkte pro Viertel: 27:27, 15:38, 24:20, 19:27                  |                                         |                                                                    | Brisbane Entertainment Centre, Brisbane Zuschauer: 4491 Schiedsrichter: N. Fernandes, K. Widgeon, E. Green | ESPN Australia |
| 15. Januar 2025 18:30 Uhr | boxscore report | Punkte: Prather 32 Rebounds: Bannan, Prather 11 Assists: Cook 5 |                                         | Punkte: Cotton 36 Rebounds: Pinder, Windler 6 Assists: Doolittle 4 | Brisbane Entertainment Centre, Brisbane Zuschauer: 4491 Schiedsrichter: N. Fernandes, K. Widgeon, E. Green | ESPN Australia |
| 15. Januar 2025 18:30 Uhr | boxscore report |                                                                 |                                         |                                                                    | Brisbane Entertainment Centre, Brisbane Zuschauer: 4491 Schiedsrichter: N. Fernandes, K. Widgeon, E. Green | ESPN Australia |

### 17. Spieltag
| 16. Januar 2025 19:30 Uhr | boxscore report | New Zealand Breakers 85, Tasmania JackJumpers 75            | New Zealand Breakers 85, Tasmania JackJumpers 75 | New Zealand Breakers 85, Tasmania JackJumpers 75       | Spark Arena, Auckland Zuschauer: 4818 Schiedsrichter: C. Reid, D. Lyons, R. Woolcock | ESPN Australia |
| 16. Januar 2025 19:30 Uhr | boxscore report | Punkte pro Viertel: 19:8, 20:37, 22:17, 24:13               |                                                  |                                                        | Spark Arena, Auckland Zuschauer: 4818 Schiedsrichter: C. Reid, D. Lyons, R. Woolcock | ESPN Australia |
| 16. Januar 2025 19:30 Uhr | boxscore report | Punkte: Mennenga 29 Rebounds: Mennenga 9 Assists: Mooney 11 |                                                  | Punkte: Crawford 26 Rebounds: Drmic 7 Assists: Doyle 5 | Spark Arena, Auckland Zuschauer: 4818 Schiedsrichter: C. Reid, D. Lyons, R. Woolcock | ESPN Australia |
| 16. Januar 2025 19:30 Uhr | boxscore report |                                                             |                                                  |                                                        | Spark Arena, Auckland Zuschauer: 4818 Schiedsrichter: C. Reid, D. Lyons, R. Woolcock | ESPN Australia |

| 17. Januar 2025 18:30 Uhr | boxscore report | Brisbane Bullets 80, Cairns Taipans 111                         | Brisbane Bullets 80, Cairns Taipans 111 | Brisbane Bullets 80, Cairns Taipans 111                | Brisbane Entertainment Centre, Brisbane Zuschauer: 5587 Schiedsrichter: N. Fernandes, A. Mcewan, M. Mill | ESPN Australia |
| 17. Januar 2025 18:30 Uhr | boxscore report | Punkte pro Viertel: 24:31, 21:31, 20:20, 15:29                  |                                         |                                                        | Brisbane Entertainment Centre, Brisbane Zuschauer: 5587 Schiedsrichter: N. Fernandes, A. Mcewan, M. Mill | ESPN Australia |
| 17. Januar 2025 18:30 Uhr | boxscore report | Punkte: Prather 22 Rebounds: Bannan 12 Assists: Adams, Norton 3 |                                         | Punkte: Edwards 35 Rebounds: Groves 8 Assists: Adnam 6 | Brisbane Entertainment Centre, Brisbane Zuschauer: 5587 Schiedsrichter: N. Fernandes, A. Mcewan, M. Mill | ESPN Australia |
| 17. Januar 2025 18:30 Uhr | boxscore report |                                                                 |                                         |                                                        | Brisbane Entertainment Centre, Brisbane Zuschauer: 5587 Schiedsrichter: N. Fernandes, A. Mcewan, M. Mill | ESPN Australia |

| 17. Januar 2025 18:30 Uhr | boxscore report | Perth Wildcats 110, Adelaide 36ers 103                        | Perth Wildcats 110, Adelaide 36ers 103 | Perth Wildcats 110, Adelaide 36ers 103                 | Perth Arena, Perth Zuschauer: 13.570 Schiedsrichter: V. Mayberry, M. Grist, T. Stewart | ESPN Australia |
| 17. Januar 2025 18:30 Uhr | boxscore report | Punkte pro Viertel: 22:24, 30:17, 24:32, 34:30                |                                        |                                                        | Perth Arena, Perth Zuschauer: 13.570 Schiedsrichter: V. Mayberry, M. Grist, T. Stewart | ESPN Australia |
| 17. Januar 2025 18:30 Uhr | boxscore report | Punkte: Doolittle 27 Rebounds: Doolittle 10 Assists: Cotton 7 |                                        | Punkte: Davis 31 Rebounds: Harrell 9 Assists: Davis 10 | Perth Arena, Perth Zuschauer: 13.570 Schiedsrichter: V. Mayberry, M. Grist, T. Stewart | ESPN Australia |
| 17. Januar 2025 18:30 Uhr | boxscore report |                                                               |                                        |                                                        | Perth Arena, Perth Zuschauer: 13.570 Schiedsrichter: V. Mayberry, M. Grist, T. Stewart | ESPN Australia |

| 18. Januar 2025 18:30 Uhr | boxscore report | S.E. Melbourne Phoenix 102, New Zealand Breakers 89  | S.E. Melbourne Phoenix 102, New Zealand Breakers 89 | S.E. Melbourne Phoenix 102, New Zealand Breakers 89                        | State Basketball Centre, Melbourne Zuschauer: 3422 Schiedsrichter: K. Widgeon, R. Woolcock, B. Henshaw | ESPN Australia |
| 18. Januar 2025 18:30 Uhr | boxscore report | Punkte pro Viertel: 30:17, 19:27, 27:21, 26:24       |                                                     |                                                                            | State Basketball Centre, Melbourne Zuschauer: 3422 Schiedsrichter: K. Widgeon, R. Woolcock, B. Henshaw | ESPN Australia |
| 18. Januar 2025 18:30 Uhr | boxscore report | Punkte: Sobey 28 Rebounds: Hunter 9 Assists: Sobey 9 |                                                     | Punkte: López, Mooney 20 Rebounds: Bolden 10 Assists: Jackson-Cartwright 6 | State Basketball Centre, Melbourne Zuschauer: 3422 Schiedsrichter: K. Widgeon, R. Woolcock, B. Henshaw | ESPN Australia |
| 18. Januar 2025 18:30 Uhr | boxscore report |                                                      |                                                     |                                                                            | State Basketball Centre, Melbourne Zuschauer: 3422 Schiedsrichter: K. Widgeon, R. Woolcock, B. Henshaw | ESPN Australia |

| 18. Januar 2025 20:00 Uhr | boxscore report | Illawarra Hawks 117, Melbourne United 95               | Illawarra Hawks 117, Melbourne United 95 | Illawarra Hawks 117, Melbourne United 95              | Wollongong Entertainment Centre, Wollongong Zuschauer: 5021 Schiedsrichter: C. Reid, J. Griguol, J. Dover | ESPN Australia |
| 18. Januar 2025 20:00 Uhr | boxscore report | Punkte pro Viertel: 29:25, 29:21, 27:20, 32:29         |                                          |                                                       | Wollongong Entertainment Centre, Wollongong Zuschauer: 5021 Schiedsrichter: C. Reid, J. Griguol, J. Dover | ESPN Australia |
| 18. Januar 2025 20:00 Uhr | boxscore report | Punkte: Kell 23 Rebounds: Froling 10 Assists: Harvey 9 |                                          | Punkte: Ili 20 Rebounds: Loe 9 Assists: Dellavedova 8 | Wollongong Entertainment Centre, Wollongong Zuschauer: 5021 Schiedsrichter: C. Reid, J. Griguol, J. Dover | ESPN Australia |
| 18. Januar 2025 20:00 Uhr | boxscore report |                                                        |                                          |                                                       | Wollongong Entertainment Centre, Wollongong Zuschauer: 5021 Schiedsrichter: C. Reid, J. Griguol, J. Dover | ESPN Australia |

| 19. Januar 2025 14:30 Uhr | boxscore report | Sydney Kings 88, Tasmania JackJumpers 77          | Sydney Kings 88, Tasmania JackJumpers 77 | Sydney Kings 88, Tasmania JackJumpers 77                      | Sydney SuperDome, Sydney Zuschauer: 16.705 Schiedsrichter: V. Mayberry, J. Boyer, A. Mcewan | Network 10 |
| 19. Januar 2025 14:30 Uhr | boxscore report | Punkte pro Viertel: 16:15, 22:19, 18:21, 32:22    |                                          |                                                               | Sydney SuperDome, Sydney Zuschauer: 16.705 Schiedsrichter: V. Mayberry, J. Boyer, A. Mcewan | Network 10 |
| 19. Januar 2025 14:30 Uhr | boxscore report | Punkte: Noi 32 Rebounds: Cooks 9 Assists: Adams 6 |                                          | Punkte: Doyle 21 Rebounds: Doyle 7 Assists: Crawford, Doyle 4 | Sydney SuperDome, Sydney Zuschauer: 16.705 Schiedsrichter: V. Mayberry, J. Boyer, A. Mcewan | Network 10 |
| 19. Januar 2025 14:30 Uhr | boxscore report |                                                   |                                          |                                                               | Sydney SuperDome, Sydney Zuschauer: 16.705 Schiedsrichter: V. Mayberry, J. Boyer, A. Mcewan | Network 10 |

| 19. Januar 2025 15:30 Uhr | boxscore report | Cairns Taipans 75, Adelaide 36ers 99                    | Cairns Taipans 75, Adelaide 36ers 99 | Cairns Taipans 75, Adelaide 36ers 99                        | Cairns Convention Centre, Cairns Zuschauer: 4109 Schiedsrichter: N. Fernandes, D. Lyons, M. Mill | 10 Bold |
| 19. Januar 2025 15:30 Uhr | boxscore report | Punkte pro Viertel: 12:38, 25:22, 21:22, 17:17          |                                      |                                                             | Cairns Convention Centre, Cairns Zuschauer: 4109 Schiedsrichter: N. Fernandes, D. Lyons, M. Mill | 10 Bold |
| 19. Januar 2025 15:30 Uhr | boxscore report | Punkte: Groves 23 Rebounds: Gak 10 Assists: Armstrong 5 |                                      | Punkte: Vasiljevic 32 Rebounds: Harrell 15 Assists: Davis 9 | Cairns Convention Centre, Cairns Zuschauer: 4109 Schiedsrichter: N. Fernandes, D. Lyons, M. Mill | 10 Bold |
| 19. Januar 2025 15:30 Uhr | boxscore report |                                                         |                                      |                                                             | Cairns Convention Centre, Cairns Zuschauer: 4109 Schiedsrichter: N. Fernandes, D. Lyons, M. Mill | 10 Bold |

| 20. Januar 2025 19:30 Uhr | boxscore report | Illawarra Hawks 121, Brisbane Bullets 87                     | Illawarra Hawks 121, Brisbane Bullets 87 | Illawarra Hawks 121, Brisbane Bullets 87           | Wollongong Entertainment Centre, Wollongong Zuschauer: 4358 Schiedsrichter: K. Widgeon, R. Woolcock, H. Starkey | ESPN Australia |
| 20. Januar 2025 19:30 Uhr | boxscore report | Punkte pro Viertel: 35:20, 21:21, 35:19, 30:27               |                                          |                                                    | Wollongong Entertainment Centre, Wollongong Zuschauer: 4358 Schiedsrichter: K. Widgeon, R. Woolcock, H. Starkey | ESPN Australia |
| 20. Januar 2025 19:30 Uhr | boxscore report | Punkte: Froling 17 Rebounds: drei Spieler 7 Assists: Kell 11 |                                          | Punkte: Cook 19 Rebounds: Cook 8 Assists: Bannan 5 | Wollongong Entertainment Centre, Wollongong Zuschauer: 4358 Schiedsrichter: K. Widgeon, R. Woolcock, H. Starkey | ESPN Australia |
| 20. Januar 2025 19:30 Uhr | boxscore report |                                                              |                                          |                                                    | Wollongong Entertainment Centre, Wollongong Zuschauer: 4358 Schiedsrichter: K. Widgeon, R. Woolcock, H. Starkey | ESPN Australia |

| 22. Januar 2025 19:30 Uhr | boxscore report | S.E. Melbourne Phoenix 92, Sydney Kings 103                 | S.E. Melbourne Phoenix 92, Sydney Kings 103 | S.E. Melbourne Phoenix 92, Sydney Kings 103        | State Basketball Centre, Melbourne Zuschauer: 3422 Schiedsrichter: C. Reid, N. Fernandes, J. Boyer | ESPN Australia |
| 22. Januar 2025 19:30 Uhr | boxscore report | Punkte pro Viertel: 22:26, 23:36, 23:17, 24:24              |                                             |                                                    | State Basketball Centre, Melbourne Zuschauer: 3422 Schiedsrichter: C. Reid, N. Fernandes, J. Boyer | ESPN Australia |
| 22. Januar 2025 19:30 Uhr | boxscore report | Punkte: Sobey 28 Rebounds: Hurt 10 Assists: Glover, Sobey 4 |                                             | Punkte: Noi 24 Rebounds: Oliver 7 Assists: Adams 9 | State Basketball Centre, Melbourne Zuschauer: 3422 Schiedsrichter: C. Reid, N. Fernandes, J. Boyer | ESPN Australia |
| 22. Januar 2025 19:30 Uhr | boxscore report |                                                             |                                             |                                                    | State Basketball Centre, Melbourne Zuschauer: 3422 Schiedsrichter: C. Reid, N. Fernandes, J. Boyer | ESPN Australia |

| 22. Januar 2025 18:30 Uhr | boxscore report | Perth Wildcats 93, Melbourne United 99                               | Perth Wildcats 93, Melbourne United 99 | Perth Wildcats 93, Melbourne United 99                     | Perth Arena, Perth Zuschauer: 12.505 Schiedsrichter: V. Mayberry, J. Griguol, M. Grist | ESPN Australia |
| 22. Januar 2025 18:30 Uhr | boxscore report | Punkte pro Viertel: 23:21, 20:25, 25:25, 25:28                       |                                        |                                                            | Perth Arena, Perth Zuschauer: 12.505 Schiedsrichter: V. Mayberry, J. Griguol, M. Grist | ESPN Australia |
| 22. Januar 2025 18:30 Uhr | boxscore report | Punkte: Doolittle 33 Rebounds: Doolittle, Pinder 7 Assists: Cotton 5 |                                        | Punkte: White 26 Rebounds: White 16 Assists: Dellavedova 7 | Perth Arena, Perth Zuschauer: 12.505 Schiedsrichter: V. Mayberry, J. Griguol, M. Grist | ESPN Australia |
| 22. Januar 2025 18:30 Uhr | boxscore report |                                                                      |                                        |                                                            | Perth Arena, Perth Zuschauer: 12.505 Schiedsrichter: V. Mayberry, J. Griguol, M. Grist | ESPN Australia |

### 18. Spieltag
| 23. Januar 2025 18:30 | boxscore report | Cairns Taipans 100, Illawarra Hawks 94                    | Cairns Taipans 100, Illawarra Hawks 94 | Cairns Taipans 100, Illawarra Hawks 94                              | Cairns Convention Centre, Cairns Zuschauer: 3845 Schiedsrichter: K. Widgeon, D. Lyons, A. Mcewan | ESPN Australia |
| 23. Januar 2025 18:30 | boxscore report | Punkte pro Viertel: 31:17, 23:20, 17:27, 29:30            |                                        |                                                                     | Cairns Convention Centre, Cairns Zuschauer: 3845 Schiedsrichter: K. Widgeon, D. Lyons, A. Mcewan | ESPN Australia |
| 23. Januar 2025 18:30 | boxscore report | Punkte: Edwards 22 Rebounds: Groves 9 Assists: Bradshaw 5 |                                        | Punkte: Blanchfield, Harvey 17 Rebounds: Hickey 8 Assists: Hickey 5 | Cairns Convention Centre, Cairns Zuschauer: 3845 Schiedsrichter: K. Widgeon, D. Lyons, A. Mcewan | ESPN Australia |
| 23. Januar 2025 18:30 | boxscore report |                                                           |                                        |                                                                     | Cairns Convention Centre, Cairns Zuschauer: 3845 Schiedsrichter: K. Widgeon, D. Lyons, A. Mcewan | ESPN Australia |

| 24. Januar 2025 19:30 Uhr | boxscore report | New Zealand Breakers 87, Brisbane Bullets 93                       | New Zealand Breakers 87, Brisbane Bullets 93 | New Zealand Breakers 87, Brisbane Bullets 93        | Wolfbrook Arena, Christchurch Zuschauer: 4196 Schiedsrichter: C. Reid, R. Woolcock, M. Davison | ESPN Australia |
| 24. Januar 2025 19:30 Uhr | boxscore report | Punkte pro Viertel: 19:21, 21:25, 23:20, 24:27                     |                                              |                                                     | Wolfbrook Arena, Christchurch Zuschauer: 4196 Schiedsrichter: C. Reid, R. Woolcock, M. Davison | ESPN Australia |
| 24. Januar 2025 19:30 Uhr | boxscore report | Punkte: Mooney 24 Rebounds: Bolden 8 Assists: Jackson-Cartwright 9 |                                              | Punkte: Cook 26 Rebounds: Prather 8 Assists: Cook 6 | Wolfbrook Arena, Christchurch Zuschauer: 4196 Schiedsrichter: C. Reid, R. Woolcock, M. Davison | ESPN Australia |
| 24. Januar 2025 19:30 Uhr | boxscore report |                                                                    |                                              |                                                     | Wolfbrook Arena, Christchurch Zuschauer: 4196 Schiedsrichter: C. Reid, R. Woolcock, M. Davison | ESPN Australia |

| 24. Januar 2025 19:30 Uhr | boxscore report | Sydney Kings 96, Adelaide 36ers 105                   | Sydney Kings 96, Adelaide 36ers 105 | Sydney Kings 96, Adelaide 36ers 105                    | Sydney SuperDome, Sydney Zuschauer: 10.356 Schiedsrichter: V. Mayberry, J. Griguol, H. Starkey | ESPN Australia |
| 24. Januar 2025 19:30 Uhr | boxscore report | Punkte pro Viertel: 23:34, 32:18, 18:26, 23:27        |                                     |                                                        | Sydney SuperDome, Sydney Zuschauer: 10.356 Schiedsrichter: V. Mayberry, J. Griguol, H. Starkey | ESPN Australia |
| 24. Januar 2025 19:30 Uhr | boxscore report | Punkte: Adams 43 Rebounds: Oliver 14 Assists: Adams 7 |                                     | Punkte: Davis 30 Rebounds: Harrell 11 Assists: Davis 6 | Sydney SuperDome, Sydney Zuschauer: 10.356 Schiedsrichter: V. Mayberry, J. Griguol, H. Starkey | ESPN Australia |
| 24. Januar 2025 19:30 Uhr | boxscore report |                                                       |                                     |                                                        | Sydney SuperDome, Sydney Zuschauer: 10.356 Schiedsrichter: V. Mayberry, J. Griguol, H. Starkey | ESPN Australia |

| 25. Januar 2025 17:30 Uhr | boxscore report | S.E. Melbourne Phoenix 116, Tasmania JackJumpers 80    | S.E. Melbourne Phoenix 116, Tasmania JackJumpers 80 | S.E. Melbourne Phoenix 116, Tasmania JackJumpers 80          | State Basketball Centre, Melbourne Zuschauer: 3422 Schiedsrichter: M. Aylen, A. Mcewan, J. Boyer | ESPN Australia |
| 25. Januar 2025 17:30 Uhr | boxscore report | Punkte pro Viertel: 19:23, 27:22, 29:17, 41:18         |                                                     |                                                              | State Basketball Centre, Melbourne Zuschauer: 3422 Schiedsrichter: M. Aylen, A. Mcewan, J. Boyer | ESPN Australia |
| 25. Januar 2025 17:30 Uhr | boxscore report | Punkte: Hurt 29 Rebounds: Wieskamp 9 Assists: Sobey 10 |                                                     | Punkte: Crawford 18 Rebounds: Krslovic 8 Assists: Crawford 5 | State Basketball Centre, Melbourne Zuschauer: 3422 Schiedsrichter: M. Aylen, A. Mcewan, J. Boyer | ESPN Australia |
| 25. Januar 2025 17:30 Uhr | boxscore report |                                                        |                                                     |                                                              | State Basketball Centre, Melbourne Zuschauer: 3422 Schiedsrichter: M. Aylen, A. Mcewan, J. Boyer | ESPN Australia |

| 25. Januar 2025 17:00 Uhr | boxscore report | Perth Wildcats 116, Cairns Taipans 125                                  | Perth Wildcats 116, Cairns Taipans 125 | Perth Wildcats 116, Cairns Taipans 125                          | Perth Arena, Perth Zuschauer: 13.269 Schiedsrichter: N. Fernandes, K. Widgeon, M. Grist | ESPN Australia |
| 25. Januar 2025 17:00 Uhr | boxscore report | Punkte pro Viertel: 18:22, 29:34, 35:17, 18:27. Overtime/s: 10:10, 6:15 |                                        |                                                                 | Perth Arena, Perth Zuschauer: 13.269 Schiedsrichter: N. Fernandes, K. Widgeon, M. Grist | ESPN Australia |
| 25. Januar 2025 17:00 Uhr | boxscore report | Punkte: Cotton 38 Rebounds: Pinder 11 Assists: Doolittle 4              |                                        | Punkte: Edwards 30 Rebounds: Bradshaw 13 Assists: Waardenburg 9 | Perth Arena, Perth Zuschauer: 13.269 Schiedsrichter: N. Fernandes, K. Widgeon, M. Grist | ESPN Australia |
| 25. Januar 2025 17:00 Uhr | boxscore report |                                                                         |                                        |                                                                 | Perth Arena, Perth Zuschauer: 13.269 Schiedsrichter: N. Fernandes, K. Widgeon, M. Grist | ESPN Australia |

| 26. Januar 2025 13:30 Uhr | boxscore report | Brisbane Bullets 88, Melbourne United 115                  | Brisbane Bullets 88, Melbourne United 115 | Brisbane Bullets 88, Melbourne United 115       | Brisbane Entertainment Centre, Brisbane Zuschauer: 7229 Schiedsrichter: C. Reid, R. Woolcock, J. Dover | Network 10 |
| 26. Januar 2025 13:30 Uhr | boxscore report | Punkte pro Viertel: 26:26, 14:35, 21:26, 27:28             |                                           |                                                 | Brisbane Entertainment Centre, Brisbane Zuschauer: 7229 Schiedsrichter: C. Reid, R. Woolcock, J. Dover | Network 10 |
| 26. Januar 2025 13:30 Uhr | boxscore report | Punkte: Adams 23 Rebounds: Smith-Milner 8 Assists: Adams 4 |                                           | Punkte: Clark 24 Rebounds: Loe 8 Assists: Ili 8 | Brisbane Entertainment Centre, Brisbane Zuschauer: 7229 Schiedsrichter: C. Reid, R. Woolcock, J. Dover | Network 10 |
| 26. Januar 2025 13:30 Uhr | boxscore report |                                                            |                                           |                                                 | Brisbane Entertainment Centre, Brisbane Zuschauer: 7229 Schiedsrichter: C. Reid, R. Woolcock, J. Dover | Network 10 |

| 26. Januar 2025 16:00 Uhr | boxscore report | Adelaide 36ers 94, New Zealand Breakers 78               | Adelaide 36ers 94, New Zealand Breakers 78 | Adelaide 36ers 94, New Zealand Breakers 78           | Adelaide Entertainment Centre, Adelaide Zuschauer: 9505 Schiedsrichter: V. Mayberry, J. Griguol, T. Stewart | 10 Bold |
| 26. Januar 2025 16:00 Uhr | boxscore report | Punkte pro Viertel: 27:15, 30:20, 22:23, 15:20           |                                            |                                                      | Adelaide Entertainment Centre, Adelaide Zuschauer: 9505 Schiedsrichter: V. Mayberry, J. Griguol, T. Stewart | 10 Bold |
| 26. Januar 2025 16:00 Uhr | boxscore report | Punkte: Harrell 26 Rebounds: Harrell 8 Assists: Davis 13 |                                            | Punkte: King 20 Rebounds: López 11 Assists: Mooney 9 | Adelaide Entertainment Centre, Adelaide Zuschauer: 9505 Schiedsrichter: V. Mayberry, J. Griguol, T. Stewart | 10 Bold |
| 26. Januar 2025 16:00 Uhr | boxscore report |                                                          |                                            |                                                      | Adelaide Entertainment Centre, Adelaide Zuschauer: 9505 Schiedsrichter: V. Mayberry, J. Griguol, T. Stewart | 10 Bold |

### 19. Spieltag
| 30. Januar 2025 19:30 Uhr | boxscore report | Tasmania JackJumpers 78, Illawarra Hawks 102              | Tasmania JackJumpers 78, Illawarra Hawks 102 | Tasmania JackJumpers 78, Illawarra Hawks 102             | Derwent Entertainment Centre, Hobart Zuschauer: 4340 Schiedsrichter: C. Reid, J. Griguol, R. Woolcock | ESPN Australia |
| 30. Januar 2025 19:30 Uhr | boxscore report | Punkte pro Viertel: 13:21, 21:31, 25:25, 19:25            |                                              |                                                          | Derwent Entertainment Centre, Hobart Zuschauer: 4340 Schiedsrichter: C. Reid, J. Griguol, R. Woolcock | ESPN Australia |
| 30. Januar 2025 19:30 Uhr | boxscore report | Punkte: Doyle 17 Rebounds: Krslovic 9 Assists: Crawford 7 |                                              | Punkte: Froling 18 Rebounds: Froling 7 Assists: Harvey 5 | Derwent Entertainment Centre, Hobart Zuschauer: 4340 Schiedsrichter: C. Reid, J. Griguol, R. Woolcock | ESPN Australia |
| 30. Januar 2025 19:30 Uhr | boxscore report |                                                           |                                              |                                                          | Derwent Entertainment Centre, Hobart Zuschauer: 4340 Schiedsrichter: C. Reid, J. Griguol, R. Woolcock | ESPN Australia |

| 31. Januar 2025 19:00 Uhr | boxscore report | Adelaide 36ers 89, Brisbane Bullets 92                              | Adelaide 36ers 89, Brisbane Bullets 92 | Adelaide 36ers 89, Brisbane Bullets 92                               | Adelaide Entertainment Centre, Adelaide Zuschauer: 9521 Schiedsrichter: M. Aylen, K. Widgeon, A. Mcewan | ESPN Australia |
| 31. Januar 2025 19:00 Uhr | boxscore report | Punkte pro Viertel: 21:22, 24:20, 18:26, 26:24                      |                                        |                                                                      | Adelaide Entertainment Centre, Adelaide Zuschauer: 9521 Schiedsrichter: M. Aylen, K. Widgeon, A. Mcewan | ESPN Australia |
| 31. Januar 2025 19:00 Uhr | boxscore report | Punkte: Davis 24 Rebounds: Harrell, Vasiljevic 10 Assists: Davis 10 |                                        | Punkte: Prather 26 Rebounds: Smith-Milner 10 Assists: drei Spieler 4 | Adelaide Entertainment Centre, Adelaide Zuschauer: 9521 Schiedsrichter: M. Aylen, K. Widgeon, A. Mcewan | ESPN Australia |
| 31. Januar 2025 19:00 Uhr | boxscore report |                                                                     |                                        |                                                                      | Adelaide Entertainment Centre, Adelaide Zuschauer: 9521 Schiedsrichter: M. Aylen, K. Widgeon, A. Mcewan | ESPN Australia |

| 31. Januar 2025 18:30 Uhr | boxscore report | Perth Wildcats 100, S.E. Melbourne Phoenix 99                         | Perth Wildcats 100, S.E. Melbourne Phoenix 99 | Perth Wildcats 100, S.E. Melbourne Phoenix 99               | Perth Arena, Perth Zuschauer: 13.156 Schiedsrichter: V. Mayberry, N. Fernandes, T. Stewart | ESPN Australia |
| 31. Januar 2025 18:30 Uhr | boxscore report | Punkte pro Viertel: 27:26, 22:23, 17:28, 34:22                        |                                               |                                                             | Perth Arena, Perth Zuschauer: 13.156 Schiedsrichter: V. Mayberry, N. Fernandes, T. Stewart | ESPN Australia |
| 31. Januar 2025 18:30 Uhr | boxscore report | Punkte: Cotton 29 Rebounds: Doolittle 13 Assists: Cotton, Doolittle 6 |                                               | Punkte: Hurt 19 Rebounds: Hunter 13 Assists: drei Spieler 3 | Perth Arena, Perth Zuschauer: 13.156 Schiedsrichter: V. Mayberry, N. Fernandes, T. Stewart | ESPN Australia |
| 31. Januar 2025 18:30 Uhr | boxscore report |                                                                       |                                               |                                                             | Perth Arena, Perth Zuschauer: 13.156 Schiedsrichter: V. Mayberry, N. Fernandes, T. Stewart | ESPN Australia |

| 1. Februar 2025 19:30 Uhr | boxscore report | New Zealand Breakers 99, Cairns Taipans 92                   | New Zealand Breakers 99, Cairns Taipans 92 | New Zealand Breakers 99, Cairns Taipans 92                                    | Spark Arena, Auckland Zuschauer: 5625 Schiedsrichter: J. Boyer, D. Lyons, R. Woolcock | ESPN Australia |
| 1. Februar 2025 19:30 Uhr | boxscore report | Punkte pro Viertel: 26:28, 28:21, 25:15, 20:28               |                                            |                                                                               | Spark Arena, Auckland Zuschauer: 5625 Schiedsrichter: J. Boyer, D. Lyons, R. Woolcock | ESPN Australia |
| 1. Februar 2025 19:30 Uhr | boxscore report | Punkte: Mooney 24 Rebounds: Bolden, Fall 9 Assists: Mooney 8 |                                            | Punkte: Bradshaw, Waardenburg 16 Rebounds: Waardenburg 6 Assists: Armstrong 8 | Spark Arena, Auckland Zuschauer: 5625 Schiedsrichter: J. Boyer, D. Lyons, R. Woolcock | ESPN Australia |
| 1. Februar 2025 19:30 Uhr | boxscore report |                                                              |                                            |                                                                               | Spark Arena, Auckland Zuschauer: 5625 Schiedsrichter: J. Boyer, D. Lyons, R. Woolcock | ESPN Australia |

| 1. Februar 2025 20:00 Uhr | boxscore report | Melbourne United 94, Tasmania JackJumpers 92           | Melbourne United 94, Tasmania JackJumpers 92 | Melbourne United 94, Tasmania JackJumpers 92              | John Cain Arena, Melbourne Zuschauer: 10.175 Schiedsrichter: J. Griguol, C. Reid, M. Mill | ESPN Australia |
| 1. Februar 2025 20:00 Uhr | boxscore report | Punkte pro Viertel: 21:32, 30:29, 17:16, 26:15         |                                              |                                                           | John Cain Arena, Melbourne Zuschauer: 10.175 Schiedsrichter: J. Griguol, C. Reid, M. Mill | ESPN Australia |
| 1. Februar 2025 20:00 Uhr | boxscore report | Punkte: Ili 18 Rebounds: Lee 10 Assists: Dellavedova 8 |                                              | Punkte: Crawford 20 Rebounds: Krslovic 6 Assists: Doyle 7 | John Cain Arena, Melbourne Zuschauer: 10.175 Schiedsrichter: J. Griguol, C. Reid, M. Mill | ESPN Australia |
| 1. Februar 2025 20:00 Uhr | boxscore report |                                                        |                                              |                                                           | John Cain Arena, Melbourne Zuschauer: 10.175 Schiedsrichter: J. Griguol, C. Reid, M. Mill | ESPN Australia |

| 2. Februar 2025 14:30 Uhr | boxscore report | Sydney Kings 97, Perth Wildcats 104                  | Sydney Kings 97, Perth Wildcats 104 | Sydney Kings 97, Perth Wildcats 104                     | Sydney SuperDome, Sydney Zuschauer: 14.112 Schiedsrichter: V. Mayberry, N. Fernandes, A. Mcewan | Network 10 |
| 2. Februar 2025 14:30 Uhr | boxscore report | Punkte pro Viertel: 21:32, 27:24, 26:29, 23:19       |                                     |                                                         | Sydney SuperDome, Sydney Zuschauer: 14.112 Schiedsrichter: V. Mayberry, N. Fernandes, A. Mcewan | Network 10 |
| 2. Februar 2025 14:30 Uhr | boxscore report | Punkte: Noi 24 Rebounds: Cooks 12 Assists: Maluach 5 |                                     | Punkte: Cotton 30 Rebounds: Pinder 10 Assists: Cotton 4 | Sydney SuperDome, Sydney Zuschauer: 14.112 Schiedsrichter: V. Mayberry, N. Fernandes, A. Mcewan | Network 10 |
| 2. Februar 2025 14:30 Uhr | boxscore report |                                                      |                                     |                                                         | Sydney SuperDome, Sydney Zuschauer: 14.112 Schiedsrichter: V. Mayberry, N. Fernandes, A. Mcewan | Network 10 |

| 2. Februar 2025 16:30 Uhr | boxscore report | S.E. Melbourne Phoenix 105, Adelaide 36ers 99       | S.E. Melbourne Phoenix 105, Adelaide 36ers 99 | S.E. Melbourne Phoenix 105, Adelaide 36ers 99            | John Cain Arena, Melbourne Zuschauer: 8230 Schiedsrichter: K. Widgeon, M. Aylen, M. Grist | 10 Bold |
| 2. Februar 2025 16:30 Uhr | boxscore report | Punkte pro Viertel: 30:23, 31:20, 18:34, 26:22      |                                               |                                                          | John Cain Arena, Melbourne Zuschauer: 8230 Schiedsrichter: K. Widgeon, M. Aylen, M. Grist | 10 Bold |
| 2. Februar 2025 16:30 Uhr | boxscore report | Punkte: Sobey 26 Rebounds: Hurt 10 Assists: Sobey 8 |                                               | Punkte: Harrell 25 Rebounds: Harrell 11 Assists: Davis 7 | John Cain Arena, Melbourne Zuschauer: 8230 Schiedsrichter: K. Widgeon, M. Aylen, M. Grist | 10 Bold |
| 2. Februar 2025 16:30 Uhr | boxscore report |                                                     |                                               |                                                          | John Cain Arena, Melbourne Zuschauer: 8230 Schiedsrichter: K. Widgeon, M. Aylen, M. Grist | 10 Bold |

### 20. Spieltag
| 5. Februar 2025 19:30 Uhr | boxscore report | New Zealand Breakers 82, Illawarra Hawks 96                     | New Zealand Breakers 82, Illawarra Hawks 96 | New Zealand Breakers 82, Illawarra Hawks 96              | Spark Arena, Auckland Zuschauer: 6223 Schiedsrichter: N. Fernandes, K. Widgeon, M. Davison | ESPN Australia |
| 5. Februar 2025 19:30 Uhr | boxscore report | Punkte pro Viertel: 17:27, 23:22, 19:33, 23:14                  |                                             |                                                          | Spark Arena, Auckland Zuschauer: 6223 Schiedsrichter: N. Fernandes, K. Widgeon, M. Davison | ESPN Australia |
| 5. Februar 2025 19:30 Uhr | boxscore report | Punkte: Fall 16 Rebounds: López, Mennenga 6 Assists: McCarron 5 |                                             | Punkte: Harvey 29 Rebounds: Peatling 7 Assists: Hickey 9 | Spark Arena, Auckland Zuschauer: 6223 Schiedsrichter: N. Fernandes, K. Widgeon, M. Davison | ESPN Australia |
| 5. Februar 2025 19:30 Uhr | boxscore report |                                                                 |                                             |                                                          | Spark Arena, Auckland Zuschauer: 6223 Schiedsrichter: N. Fernandes, K. Widgeon, M. Davison | ESPN Australia |

| 6. Februar 2025 18:30 Uhr | boxscore report | Cairns Taipans 100, Brisbane Bullets 88                           | Cairns Taipans 100, Brisbane Bullets 88 | Cairns Taipans 100, Brisbane Bullets 88                        | Cairns Convention Centre, Cairns Zuschauer: 4145 Schiedsrichter: J. Grigoul, D. Lyons, S. Jennings | ESPN Australia |
| 6. Februar 2025 18:30 Uhr | boxscore report | Punkte pro Viertel: 32:26, 16:22, 25:23, 27:17                    |                                         |                                                                | Cairns Convention Centre, Cairns Zuschauer: 4145 Schiedsrichter: J. Grigoul, D. Lyons, S. Jennings | ESPN Australia |
| 6. Februar 2025 18:30 Uhr | boxscore report | Punkte: Armstrong 28 Rebounds: Armstrong 10 Assists: Armstrong 10 |                                         | Punkte: Cook 28 Rebounds: Cook, Smith-Milner 7 Assists: Cook 6 | Cairns Convention Centre, Cairns Zuschauer: 4145 Schiedsrichter: J. Grigoul, D. Lyons, S. Jennings | ESPN Australia |
| 6. Februar 2025 18:30 Uhr | boxscore report |                                                                   |                                         |                                                                | Cairns Convention Centre, Cairns Zuschauer: 4145 Schiedsrichter: J. Grigoul, D. Lyons, S. Jennings | ESPN Australia |

| 7. Februar 2025 19:30 Uhr | boxscore report | Illawarra Hawks 95, Sydney Kings 75                           | Illawarra Hawks 95, Sydney Kings 75 | Illawarra Hawks 95, Sydney Kings 75                       | Wollongong Entertainment Centre, Wollongong Zuschauer: 5460 Schiedsrichter: C. Reid, N. Fernandes, T. Stewart | ESPN Australia |
| 7. Februar 2025 19:30 Uhr | boxscore report | Punkte pro Viertel: 29:24, 21:15, 15:22, 30:14                |                                     |                                                           | Wollongong Entertainment Centre, Wollongong Zuschauer: 5460 Schiedsrichter: C. Reid, N. Fernandes, T. Stewart | ESPN Australia |
| 7. Februar 2025 19:30 Uhr | boxscore report | Punkte: Harvey, Lee 15 Rebounds: Froling 11 Assists: Hickey 8 |                                     | Punkte: Adams, Noi 14 Rebounds: Toohey 9 Assists: Adams 4 | Wollongong Entertainment Centre, Wollongong Zuschauer: 5460 Schiedsrichter: C. Reid, N. Fernandes, T. Stewart | ESPN Australia |
| 7. Februar 2025 19:30 Uhr | boxscore report |                                                               |                                     |                                                           | Wollongong Entertainment Centre, Wollongong Zuschauer: 5460 Schiedsrichter: C. Reid, N. Fernandes, T. Stewart | ESPN Australia |

| 7. Februar 2025 18:30 Uhr | boxscore report | Perth Wildcats 112, Adelaide 36ers 104                     | Perth Wildcats 112, Adelaide 36ers 104 | Perth Wildcats 112, Adelaide 36ers 104                      | Perth Arena, Perth Zuschauer: 13.599 Schiedsrichter: M. Aylen, R. Woolcock, A. Mcewan | ESPN Australia |
| 7. Februar 2025 18:30 Uhr | boxscore report | Punkte pro Viertel: 20:27, 29:29, 32:22, 31:26             |                                        |                                                             | Perth Arena, Perth Zuschauer: 13.599 Schiedsrichter: M. Aylen, R. Woolcock, A. Mcewan | ESPN Australia |
| 7. Februar 2025 18:30 Uhr | boxscore report | Punkte: Cotton 49 Rebounds: Winder 12 Assists: Doolittle 9 |                                        | Punkte: Davis 34 Rebounds: Dech, Harrell 6 Assists: Davis 8 | Perth Arena, Perth Zuschauer: 13.599 Schiedsrichter: M. Aylen, R. Woolcock, A. Mcewan | ESPN Australia |
| 7. Februar 2025 18:30 Uhr | boxscore report |                                                            |                                        |                                                             | Perth Arena, Perth Zuschauer: 13.599 Schiedsrichter: M. Aylen, R. Woolcock, A. Mcewan | ESPN Australia |

| 8. Februar 2025 17:30 Uhr | boxscore report | Tasmania JackJumpers 90, Cairns Taipans 83               | Tasmania JackJumpers 90, Cairns Taipans 83 | Tasmania JackJumpers 90, Cairns Taipans 83                          | Derwent Entertainment Centre, Hobart Zuschauer: 4340 Schiedsrichter: K. Widgeon, J. Boyer, H. Starkey | ESPN Australia |
| 8. Februar 2025 17:30 Uhr | boxscore report | Punkte pro Viertel: 26:20, 23:21, 16:19, 25:23           |                                            |                                                                     | Derwent Entertainment Centre, Hobart Zuschauer: 4340 Schiedsrichter: K. Widgeon, J. Boyer, H. Starkey | ESPN Australia |
| 8. Februar 2025 17:30 Uhr | boxscore report | Punkte: Deng 21 Rebounds: Deng 7 Assists: drei Spieler 4 |                                            | Punkte: Groves 17 Rebounds: Groves 8 Assists: Armstrong, Bradshaw 4 | Derwent Entertainment Centre, Hobart Zuschauer: 4340 Schiedsrichter: K. Widgeon, J. Boyer, H. Starkey | ESPN Australia |
| 8. Februar 2025 17:30 Uhr | boxscore report |                                                          |                                            |                                                                     | Derwent Entertainment Centre, Hobart Zuschauer: 4340 Schiedsrichter: K. Widgeon, J. Boyer, H. Starkey | ESPN Australia |

| 8. Februar 2025 20:00 Uhr | boxscore report | Melbourne United 103, S.E. Melbourne Phoenix 93        | Melbourne United 103, S.E. Melbourne Phoenix 93 | Melbourne United 103, S.E. Melbourne Phoenix 93            | John Cain Arena, Melbourne Zuschauer: 10.175 Schiedsrichter: V. Mayberry, J. Griguol, B. Henshaw | ESPN Australia |
| 8. Februar 2025 20:00 Uhr | boxscore report | Punkte pro Viertel: 30:26, 16:28, 30:22, 27:17         |                                                 |                                                            | John Cain Arena, Melbourne Zuschauer: 10.175 Schiedsrichter: V. Mayberry, J. Griguol, B. Henshaw | ESPN Australia |
| 8. Februar 2025 20:00 Uhr | boxscore report | Punkte: Ili 18 Rebounds: Loe 10 Assists: Dellavedova 6 |                                                 | Punkte: Ayre 15 Rebounds: Hurt, Lewis 7 Assists: Foxwell 4 | John Cain Arena, Melbourne Zuschauer: 10.175 Schiedsrichter: V. Mayberry, J. Griguol, B. Henshaw | ESPN Australia |
| 8. Februar 2025 20:00 Uhr | boxscore report |                                                        |                                                 |                                                            | John Cain Arena, Melbourne Zuschauer: 10.175 Schiedsrichter: V. Mayberry, J. Griguol, B. Henshaw | ESPN Australia |

## Tabelle
- Für das Play-off Halbfinale qualifiziert
- Für das Play-off Viertelfinale qualifiziert

| Pl.  | Team                   | Spiele | Siege | Niederlagen | Siegquote | Punkte+ | Punkte- | Punktedifferenz | Heimbilanz | Auswärtsbilanz |
| ---- | ---------------------- | ------ | ----- | ----------- | --------- | ------- | ------- | --------------- | ---------- | -------------- |
| 01.  | Illawarra Hawks        | 29     | 20    | 9           | 68,97 %   | 2941    | 2645    | +296            | 10:4       | 10:5           |
| 02.  | Melbourne United       | 29     | 19    | 10          | 65,52 %   | 2771    | 2652    | +119            | 9:6        | 10:4           |
| 03.  | Perth Wildcats         | 29     | 18    | 11          | 62,07 %   | 2903    | 2811    | +96             | 10:5       | 8:6            |
| 04.  | S.E. Melbourne Phoenix | 29     | 16    | 13          | 55,17 %   | 2787    | 2656    | +131            | 10:4       | 6:9            |
| 05.  | Sydney Kings           | 29     | 16    | 13          | 55,17 %   | 2630    | 2557    | +73             | 7:7        | 9:6            |
| 06.  | Adelaide 36ers         | 29     | 13    | 16          | 44,83 %   | 2736    | 2796    | −60             | 9:6        | 4:10           |
| 07.  | Tasmania JackJumpers   | 29     | 13    | 16          | 44,83 %   | 2435    | 2553    | −118            | 9:5        | 4:11           |
| 08.  | Brisbane Bullets       | 29     | 12    | 17          | 41,38 %   | 2678    | 2838    | −160            | 6:8        | 6:9            |
| 09.  | New Zealand Breakers   | 29     | 10    | 19          | 34,48 %   | 2485    | 2650    | −165            | 6:9        | 10:5           |
| 010. | Cairns Taipans         | 29     | 8     | 21          | 27,59 %   | 2561    | 2769    | −208            | 4:11       | 4:10           |

## Tabellenverlauf
- Tabellenführer
- Für die Play-offs qualifiziert

|                         | 1  | 2  | 3  | 4  | 5  | 6  | 7  | 8  | 9  | 10 | 11 | 12 | 13 | 14 | 15 | 16 | 17 | 18 | 19 | 20 |
| ----------------------- | -- | -- | -- | -- | -- | -- | -- | -- | -- | -- | -- | -- | -- | -- | -- | -- | -- | -- | -- | -- |
| Adelaide 36ers          | 8  | 8  | 6  | 5  | 5  | 4  | 4  | 4  | 4  | 6  | 9  | 8  | 8  | 8  | 8  | 7  | 7  | 6  | 6  | 6  |
| Brisbane Bullets        | 6  | 10 | 9  | 9  | 7  | 8  | 7  | 8  | 7  | 9  | 8  | 7  | 5  | 7  | 7  | 8  | 8  | 8  | 8  | 8  |
| Cairns Taipans          | 10 | 7  | 4  | 6  | 6  | 9  | 10 | 10 | 10 | 10 | 10 | 10 | 10 | 10 | 10 | 10 | 10 | 10 | 10 | 10 |
| Illawarra Hawks         | 1  | 1  | 2  | 2  | 1  | 1  | 2  | 3  | 3  | 2  | 2  | 1  | 1  | 1  | 1  | 1  | 1  | 1  | 1  | 1  |
| Melbourne United        | 2  | 3  | 5  | 3  | 4  | 2  | 3  | 1  | 1  | 1  | 1  | 2  | 2  | 2  | 2  | 2  | 3  | 2  | 2  | 2  |
| New Zealand Breakers    | 5  | 2  | 1  | 1  | 2  | 3  | 1  | 2  | 2  | 3  | 5  | 9  | 9  | 9  | 9  | 9  | 9  | 9  | 9  | 9  |
| Perth Wildcats          | 4  | 5  | 8  | 7  | 8  | 6  | 6  | 6  | 6  | 5  | 4  | 4  | 6  | 5  | 4  | 3  | 4  | 5  | 3  | 3  |
| S. E. Melbourne Phoenix | 7  | 9  | 10 | 10 | 10 | 10 | 8  | 7  | 8  | 7  | 6  | 6  | 7  | 6  | 5  | 5  | 5  | 4  | 4  | 4  |
| Sydney Kings            | 3  | 4  | 3  | 4  | 3  | 5  | 5  | 5  | 5  | 4  | 3  | 3  | 3  | 4  | 3  | 4  | 2  | 3  | 5  | 5  |
| Tasmania JackJumpers    | 9  | 6  | 7  | 8  | 9  | 7  | 9  | 9  | 9  | 8  | 7  | 5  | 4  | 3  | 6  | 6  | 6  | 7  | 7  | 7  |

## Tabelle der Siege und Niederlagen
- Sieg
- Niederlage

|                         | 1 | 2 | 3 | 4 | 5 | 6 | 7 | 8 | 9 | 10 | 11 | 12 | 13 | 14 | 15 | 16 | 17 | 18 | 19 | 20 | 21 | 22 | 23 | 24 | 25 | 26 | 27 | 28 | 29 |
| ----------------------- | - | - | - | - | - | - | - | - | - | -- | -- | -- | -- | -- | -- | -- | -- | -- | -- | -- | -- | -- | -- | -- | -- | -- | -- | -- | -- |
| Adelaide 36ers          | N | N | S | S | S | N | S | S | N | S  | N  | N  | N  | N  | S  | N  | N  | N  | S  | S  | N  | S  | N  | S  | S  | S  | N  | N  | N  |
| Brisbane Bullets        | N | N | N | S | S | N | S | N | N | S  | N  | S  | S  | S  | N  | S  | S  | N  | N  | N  | S  | N  | N  | N  | N  | S  | N  | S  | N  |
| Cairns Taipans          | N | S | S | S | N | N | N | N | N | N  | N  | N  | N  | N  | N  | N  | N  | N  | N  | S  | N  | N  | S  | N  | S  | S  | N  | S  | N  |
| Illawarra Hawks         | S | S | S | N | S | S | N | S | N | N  | S  | S  | N  | S  | S  | S  | S  | S  | N  | N  | S  | S  | N  | S  | S  | N  | S  | S  | S  |
| Melbourne United        | S | S | N | S | N | S | N | S | S | S  | N  | S  | S  | S  | S  | S  | N  | N  | N  | N  | S  | N  | S  | S  | N  | S  | S  | S  | S  |
| New Zealand Breakers    | S | S | N | S | N | S | S | S | N | S  | N  | N  | N  | N  | N  | N  | N  | N  | S  | N  | N  | N  | N  | S  | N  | N  | N  | S  | N  |
| Perth Wildcats          | S | N | N | N | S | N | S | S | N | S  | N  | S  | N  | S  | S  | N  | S  | S  | N  | S  | S  | S  | S  | S  | N  | N  | S  | S  | S  |
| S. E. Melbourne Phoenix | N | N | N | N | N | S | S | N | S | S  | N  | S  | N  | S  | S  | N  | S  | S  | S  | N  | S  | S  | S  | S  | N  | S  | N  | S  | N  |
| Sydney Kings            | S | S | N | S | N | S | S | N | N | N  | S  | S  | N  | S  | N  | S  | S  | S  | N  | N  | S  | S  | N  | S  | S  | S  | N  | N  | N  |
| Tasmania JackJumpers    | N | S | N | S | N | N | N | S | N | N  | N  | S  | S  | S  | S  | S  | S  | S  | S  | N  | N  | S  | N  | N  | N  | N  | N  | N  | S  |

## Playoffs

### Modus
Die auf den ersten sechs Plätzen der Abschlusstabelle der regulären Saison platzierten Mannschaften qualifizieren sich für die Play-offs. Die beiden Erstplatzierten qualifizieren sich dabei direkt für das Play-off Halbfinale, während das drittbeste Team auf das viertbeste Team trifft. Der Sieger trifft im Halbfinale auf das an Position 2 gesetzte Team. Der Verlierer trifft auf den Sieger des Duells zwischen dem fünft- und dem sechstplatzierten Team. Der Sieger dieses Spiels tritt dann im Halbfinale gegen das beste Team der regulären Saison an. Das Halbfinale wird im Best-of-Three-Modus und das Finale im Best-of-five Modus entschieden.

### Spiele
|  | Qualifikation fürs Halbfinale Runde 1 | Qualifikation fürs Halbfinale Runde 1 | Qualifikation fürs Halbfinale Runde 1 |    |                        | Qualifikation fürs Halbfinale Runde 2 | Qualifikation fürs Halbfinale Runde 2 | Qualifikation fürs Halbfinale Runde 2 |                        |   | Qualifiziert fürs Halbfinale | Qualifiziert fürs Halbfinale | Qualifiziert fürs Halbfinale |
|  |                                       |                                       |                                       |    |                        |                                       |                                       |                                       |                        |   |                              |                              |                              |
|  | 3                                     | Perth Wildcats                        | 122                                   |    |                        |                                       |                                       |                                       |                        |   |                              |                              |                              |
|  | 4                                     | S.E. Melbourne Phoenix                | 105                                   |    |                        |                                       |                                       |                                       |                        | 3 | Perth Wildcats               |                              |                              |
|  | 4                                     | S.E. Melbourne Phoenix                | 105                                   | 4  | S.E. Melbourne Phoenix | 85                                    |                                       |                                       |                        | 3 | Perth Wildcats               |                              |                              |
|  |                                       |                                       |                                       | 4  | S.E. Melbourne Phoenix | 85                                    |                                       | 4                                     | S.E. Melbourne Phoenix |   |                              |                              |                              |
|  |                                       | 6                                     | Adelaide 36ers                        | 75 |                        |                                       |                                       | 4                                     | S.E. Melbourne Phoenix |   |                              |                              |                              |
|  | 5                                     | 6                                     | Adelaide 36ers                        | 75 | Sydney Kings           | 88                                    |                                       |                                       |                        |   |                              |                              |                              |
|  | 5                                     |                                       |                                       |    | Sydney Kings           | 88                                    |                                       |                                       |                        |   |                              |                              |                              |
|  | 6                                     | Adelaide 36ers                        | 95                                    |    |                        |                                       |                                       |                                       |                        |   |                              |                              |                              |

|  | Halbfinale | Halbfinale             | Halbfinale       | Halbfinale | Halbfinale |    |                 | Finale | Finale | Finale | Finale | Finale | Finale | Finale |
|  |            |                        |                  |            |            |    |                 |        |        |        |        |        |        |        |
|  | 1          | Illawarra Hawks        | 101              | 94         | 126        |    |                 |        |        |        |        |        |        |        |
|  | 4          | S.E. Melbourne Phoenix | 94               | 101        | 96         |    |                 |        |        |        |        |        |        |        |
|  | 4          | S.E. Melbourne Phoenix | 94               | 101        | 96         |    | Illawarra Hawks | 88     | 102    | 77     | 80     | 114    |        |        |
|  |            |                        |                  |            |            |    | Illawarra Hawks | 88     | 102    | 77     | 80     | 114    |        |        |
|  |            |                        | Melbourne United | 96         | 100        | 83 | 71              | 104    |        |        |        |        |        |        |
|  | 2          | Melbourne United       | Melbourne United | 96         | 100        | 83 | 71              | 104    | 105    | 89     | 113    |        |        |        |
|  | 2          | Melbourne United       |                  |            |            |    |                 |        |        | 89     | 113    |        |        |        |
|  | 3          | Perth Wildcats         | 93               | 96         | 112        |    |                 |        |        |        |        |        |        |        |

### Spielstatistiken
Qualifikation fürs Halbfinale Runde 1
| 11. Februar 2025 18:30 Uhr | boxscore report | Perth Wildcats 122, S.E. Melbourne Wildcats 105            | Perth Wildcats 122, S.E. Melbourne Wildcats 105 | Perth Wildcats 122, S.E. Melbourne Wildcats 105       | Perth HPC, Perth Zuschauer: 2975 Schiedsrichter: M. Aylen, J. Griguol, K. Widgeon | ESPN Australia |
| 11. Februar 2025 18:30 Uhr | boxscore report | Punkte pro Viertel: 29:28, 33:39, 34:23, 26:15             |                                                 |                                                       | Perth HPC, Perth Zuschauer: 2975 Schiedsrichter: M. Aylen, J. Griguol, K. Widgeon | ESPN Australia |
| 11. Februar 2025 18:30 Uhr | boxscore report | Punkte: Pinder 35 Rebounds: Pinder 11 Assists: Doolittle 5 |                                                 | Punkte: Glover 25 Rebounds: Hunter 6 Assists: Sobey 8 | Perth HPC, Perth Zuschauer: 2975 Schiedsrichter: M. Aylen, J. Griguol, K. Widgeon | ESPN Australia |
| 11. Februar 2025 18:30 Uhr | boxscore report |                                                            |                                                 |                                                       | Perth HPC, Perth Zuschauer: 2975 Schiedsrichter: M. Aylen, J. Griguol, K. Widgeon | ESPN Australia |

| 13. Februar 2025 19:30 Uhr | boxscore report | Sydney Kings 88, Adelaide 36ers 95                     | Sydney Kings 88, Adelaide 36ers 95 | Sydney Kings 88, Adelaide 36ers 95                           | Sydney SuperDome, Sydney Zuschauer: 7321 Schiedsrichter: V. Mayberry, C. Reid, N. Fernandes | ESPN Australia |
| 13. Februar 2025 19:30 Uhr | boxscore report | Punkte pro Viertel: 22:23, 19:28, 30:18, 17:26         |                                    |                                                              | Sydney SuperDome, Sydney Zuschauer: 7321 Schiedsrichter: V. Mayberry, C. Reid, N. Fernandes | ESPN Australia |
| 13. Februar 2025 19:30 Uhr | boxscore report | Punkte: Adams 30 Rebounds: Oliver 12 Assists: Adams 10 |                                    | Punkte: Vasiljevic 25 Rebounds: Harrell 8 Assists: Harrell 7 | Sydney SuperDome, Sydney Zuschauer: 7321 Schiedsrichter: V. Mayberry, C. Reid, N. Fernandes | ESPN Australia |
| 13. Februar 2025 19:30 Uhr | boxscore report |                                                        |                                    |                                                              | Sydney SuperDome, Sydney Zuschauer: 7321 Schiedsrichter: V. Mayberry, C. Reid, N. Fernandes | ESPN Australia |

Qualifikation fürs Halbfinale Runde 2
| 16. Februar 2025 14:30 Uhr | boxscore report | S.E. Melbourne Phoenix 85, Adelaide 36ers 75        | S.E. Melbourne Phoenix 85, Adelaide 36ers 75 | S.E. Melbourne Phoenix 85, Adelaide 36ers 75           | John Cain Arena, Melbourne Zuschauer: 6118 Schiedsrichter: V. Mayberry, C. Reid, N. Fernandes | ESPN Australia |
| 16. Februar 2025 14:30 Uhr | boxscore report | Punkte pro Viertel: 15:16, 11:29, 28:15, 31:15      |                                              |                                                        | John Cain Arena, Melbourne Zuschauer: 6118 Schiedsrichter: V. Mayberry, C. Reid, N. Fernandes | ESPN Australia |
| 16. Februar 2025 14:30 Uhr | boxscore report | Punkte: Hurt 25 Rebounds: Hurt 9 Assists: Foxwell 6 |                                              | Punkte: Davis 26 Rebounds: Harrell 14 Assists: Davis 5 | John Cain Arena, Melbourne Zuschauer: 6118 Schiedsrichter: V. Mayberry, C. Reid, N. Fernandes | ESPN Australia |
| 16. Februar 2025 14:30 Uhr | boxscore report |                                                     |                                              |                                                        | John Cain Arena, Melbourne Zuschauer: 6118 Schiedsrichter: V. Mayberry, C. Reid, N. Fernandes | ESPN Australia |

Halbfinale
| 28. Februar 2025 19:30 Uhr | boxscore report | Illawarra Hawks 101, S.E. Melbourne Phoenix 94              | Illawarra Hawks 101, S.E. Melbourne Phoenix 94 | Illawarra Hawks 101, S.E. Melbourne Phoenix 94           | Wollongong Entertainment Centre, Wollongong Zuschauer: 5491 Schiedsrichter: V. Mayberry, J. Griguol, K. Widgeon | ESPN Australia |
| 28. Februar 2025 19:30 Uhr | boxscore report | Punkte pro Viertel: 31:27, 23:34, 32:12, 15:21              |                                                |                                                          | Wollongong Entertainment Centre, Wollongong Zuschauer: 5491 Schiedsrichter: V. Mayberry, J. Griguol, K. Widgeon | ESPN Australia |
| 28. Februar 2025 19:30 Uhr | boxscore report | Punkte: Harvey, Kell 24 Rebounds: Kell 10 Assists: Hickey 7 |                                                | Punkte: Wieskamp 22 Rebounds: Sobey 9 Assists: Walton 11 | Wollongong Entertainment Centre, Wollongong Zuschauer: 5491 Schiedsrichter: V. Mayberry, J. Griguol, K. Widgeon | ESPN Australia |
| 28. Februar 2025 19:30 Uhr | boxscore report | Illawarra führt mit 1:0                                     |                                                |                                                          | Wollongong Entertainment Centre, Wollongong Zuschauer: 5491 Schiedsrichter: V. Mayberry, J. Griguol, K. Widgeon | ESPN Australia |

| 2. März 2025 14:30 Uhr | boxscore report | S.E. Melbourne Phoenix 101, Illawarra Hawks 94       | S.E. Melbourne Phoenix 101, Illawarra Hawks 94 | S.E. Melbourne Phoenix 101, Illawarra Hawks 94     | John Cain Arena, Melbourne Zuschauer: 8636 Schiedsrichter: V. Mayberry, J. Griguol, K. Widgeon | ESPN Australia |
| 2. März 2025 14:30 Uhr | boxscore report | Punkte pro Viertel: 24:24, 27:23, 15:21, 35:26       |                                                |                                                    | John Cain Arena, Melbourne Zuschauer: 8636 Schiedsrichter: V. Mayberry, J. Griguol, K. Widgeon | ESPN Australia |
| 2. März 2025 14:30 Uhr | boxscore report | Punkte: Hurt 30 Rebounds: Hunter 9 Assists: Glover 5 |                                                | Punkte: Hickey 19 Rebounds: Kell 8 Assists: Kell 6 | John Cain Arena, Melbourne Zuschauer: 8636 Schiedsrichter: V. Mayberry, J. Griguol, K. Widgeon | ESPN Australia |
| 2. März 2025 14:30 Uhr | boxscore report | Serie unentschieden 1:1                              |                                                |                                                    | John Cain Arena, Melbourne Zuschauer: 8636 Schiedsrichter: V. Mayberry, J. Griguol, K. Widgeon | ESPN Australia |

| 5. März 19:30 Uhr | boxscore report | Illawarra Hawks 126, S.E. Melbourne Phoenix 96         | Illawarra Hawks 126, S.E. Melbourne Phoenix 96 | Illawarra Hawks 126, S.E. Melbourne Phoenix 96                          | Wollongong Entertainment Centre, Wollongong Zuschauer: 5203 Schiedsrichter: V. Mayberry, J. Griguol, K. Widgeon | ESPN Australia |
| 5. März 19:30 Uhr | boxscore report | Punkte pro Viertel: 37:22, 33:22, 33:20, 23:32         |                                                |                                                                         | Wollongong Entertainment Centre, Wollongong Zuschauer: 5203 Schiedsrichter: V. Mayberry, J. Griguol, K. Widgeon | ESPN Australia |
| 5. März 19:30 Uhr | boxscore report | Punkte: Kell 30 Rebounds: Froling 12 Assists: Hickey 7 |                                                | Punkte: Wieskamp 25 Rebounds: Jordan Hunter, Sobey 6 Assists: Foxwell 3 | Wollongong Entertainment Centre, Wollongong Zuschauer: 5203 Schiedsrichter: V. Mayberry, J. Griguol, K. Widgeon | ESPN Australia |
| 5. März 19:30 Uhr | boxscore report | Illawarra gewinnt die Serie mit 2:1                    |                                                |                                                                         | Wollongong Entertainment Centre, Wollongong Zuschauer: 5203 Schiedsrichter: V. Mayberry, J. Griguol, K. Widgeon | ESPN Australia |

| 27. Februar 2024 19:30 Uhr | boxscore report | Melbourne United 105, Perth Wildcats 93                       | Melbourne United 105, Perth Wildcats 93 | Melbourne United 105, Perth Wildcats 93                 | John Cain Arena, Melbourne Zuschauer: 7473 Schiedsrichter: C. Reid, M. Aylen, N. Fernandes | ESPN Australia |
| 27. Februar 2024 19:30 Uhr | boxscore report | Punkte pro Viertel: 23:17, 26:33, 32:21, 24:22                |                                         |                                                         | John Cain Arena, Melbourne Zuschauer: 7473 Schiedsrichter: C. Reid, M. Aylen, N. Fernandes | ESPN Australia |
| 27. Februar 2024 19:30 Uhr | boxscore report | Punkte: Goulding 41 Rebounds: White 10 Assists: Dellavedova 9 |                                         | Punkte: Pinder 24 Rebounds: Pinder 11 Assists: Cotton 6 | John Cain Arena, Melbourne Zuschauer: 7473 Schiedsrichter: C. Reid, M. Aylen, N. Fernandes | ESPN Australia |
| 27. Februar 2024 19:30 Uhr | boxscore report | Melbourne führt mit 1:0                                       |                                         |                                                         | John Cain Arena, Melbourne Zuschauer: 7473 Schiedsrichter: C. Reid, M. Aylen, N. Fernandes | ESPN Australia |

| 1. März 17:00 Uhr | boxscore report | Perth Wildcats 96, Melbourne United 89                                  | Perth Wildcats 96, Melbourne United 89 | Perth Wildcats 96, Melbourne United 89                              | Perth Arena, Perth Zuschauer: 12.961 Schiedsrichter: C. Reid, M. Aylen, N. Fernandes | ESPN Australia |
| 1. März 17:00 Uhr | boxscore report | Punkte pro Viertel: 21:36, 20:19, 22:19, 33:15                          |                                        |                                                                     | Perth Arena, Perth Zuschauer: 12.961 Schiedsrichter: C. Reid, M. Aylen, N. Fernandes | ESPN Australia |
| 1. März 17:00 Uhr | boxscore report | Punkte: Windler 27 Rebounds: Doolittle, Windler 11 Assists: Doolittle 6 |                                        | Punkte: Goulding 15 Rebounds: Dellavedova 8 Assists: Dellavedova 12 | Perth Arena, Perth Zuschauer: 12.961 Schiedsrichter: C. Reid, M. Aylen, N. Fernandes | ESPN Australia |
| 1. März 17:00 Uhr | boxscore report | Serie unentschieden 1:1                                                 |                                        |                                                                     | Perth Arena, Perth Zuschauer: 12.961 Schiedsrichter: C. Reid, M. Aylen, N. Fernandes | ESPN Australia |

| 4. März 19:30 Uhr | boxscore report | Melbourne United 113, Perth Wildcats 112                   | Melbourne United 113, Perth Wildcats 112 | Melbourne United 113, Perth Wildcats 112                      | John Cain Arena, Melbourne Zuschauer: 5618 Schiedsrichter: C. Reid, M. Aylen, N. Fernandes | ESPN Australia |
| 4. März 19:30 Uhr | boxscore report | Punkte pro Viertel: 26:37, 32:25, 29:22, 26:28             |                                          |                                                               | John Cain Arena, Melbourne Zuschauer: 5618 Schiedsrichter: C. Reid, M. Aylen, N. Fernandes | ESPN Australia |
| 4. März 19:30 Uhr | boxscore report | Punkte: Clark 38 Rebounds: White 9 Assists: Dellavedova 11 |                                          | Punkte: Doolittle 37 Rebounds: Doolittle 10 Assists: Cotton 6 | John Cain Arena, Melbourne Zuschauer: 5618 Schiedsrichter: C. Reid, M. Aylen, N. Fernandes | ESPN Australia |
| 4. März 19:30 Uhr | boxscore report | Melbourne gewinnt die Serie mit 2:1                        |                                          |                                                               | John Cain Arena, Melbourne Zuschauer: 5618 Schiedsrichter: C. Reid, M. Aylen, N. Fernandes | ESPN Australia |

Finale
| 8. März 20:00 Uhr | boxscore | Illawarra Hawks 88, Melbourne United 96                 | Illawarra Hawks 88, Melbourne United 96 | Illawarra Hawks 88, Melbourne United 96                     | Wollongong Entertainment Centre, Wollongong Zuschauer: 5491 Schiedsrichter: C. Reid, M. Aylen, N. Fernandes | ESPN Australia |
| 8. März 20:00 Uhr | boxscore | Punkte pro Viertel: 29:26, 24:17, 14:21, 21:32          |                                         |                                                             | Wollongong Entertainment Centre, Wollongong Zuschauer: 5491 Schiedsrichter: C. Reid, M. Aylen, N. Fernandes | ESPN Australia |
| 8. März 20:00 Uhr | boxscore | Punkte: Froling 16 Rebounds: Hickey 7 Assists: Hickey 8 |                                         | Punkte: Dellavedova 18 Rebounds: Lee 15 Assists: Goulding 4 | Wollongong Entertainment Centre, Wollongong Zuschauer: 5491 Schiedsrichter: C. Reid, M. Aylen, N. Fernandes | ESPN Australia |
| 8. März 20:00 Uhr | boxscore | Melbourne führt 1:0                                     |                                         |                                                             | Wollongong Entertainment Centre, Wollongong Zuschauer: 5491 Schiedsrichter: C. Reid, M. Aylen, N. Fernandes | ESPN Australia |

| 12. März 19:30 Uhr | boxscore | Melbourne United 100, Illawarra Hawks 102                           | Melbourne United 100, Illawarra Hawks 102 | Melbourne United 100, Illawarra Hawks 102          | John Cain Arena, Melbourne Zuschauer: 9135 Schiedsrichter: V. Mayberry, C. Reid, N. Fernandes | ESPN Australia |
| 12. März 19:30 Uhr | boxscore | Punkte pro Viertel: 29:29, 20:22, 22:31, 29:20                      |                                           |                                                    | John Cain Arena, Melbourne Zuschauer: 9135 Schiedsrichter: V. Mayberry, C. Reid, N. Fernandes | ESPN Australia |
| 12. März 19:30 Uhr | boxscore | Punkte: Clark 31 Rebounds: Lee, White 6 Assists: Dellavedova, Lee 5 |                                           | Punkte: Harvey 24 Rebounds: Kell 8 Assists: Kell 6 | John Cain Arena, Melbourne Zuschauer: 9135 Schiedsrichter: V. Mayberry, C. Reid, N. Fernandes | ESPN Australia |
| 12. März 19:30 Uhr | boxscore | Serie unentschieden 1:1                                             |                                           |                                                    | John Cain Arena, Melbourne Zuschauer: 9135 Schiedsrichter: V. Mayberry, C. Reid, N. Fernandes | ESPN Australia |

| 16. März 17:30 Uhr | boxscore report | Illawarra Hawks 77, Melbourne United 83            | Illawarra Hawks 77, Melbourne United 83 | Illawarra Hawks 77, Melbourne United 83                  | Wollongong Entertainment Centre, Wollongong Zuschauer: 5512 Schiedsrichter: V. Mayberry, C. Reid, M. Aylen | 10 Bold |
| 16. März 17:30 Uhr | boxscore report | Punkte pro Viertel: 22:17, 20:24, 25:19, 10:23     |                                         |                                                          | Wollongong Entertainment Centre, Wollongong Zuschauer: 5512 Schiedsrichter: V. Mayberry, C. Reid, M. Aylen | 10 Bold |
| 16. März 17:30 Uhr | boxscore report | Punkte: Hickey 12 Rebounds: Kell 8 Assists: Kell 3 |                                         | Punkte: White 20 Rebounds: Lee 8 Assists: Dellavedova 11 | Wollongong Entertainment Centre, Wollongong Zuschauer: 5512 Schiedsrichter: V. Mayberry, C. Reid, M. Aylen | 10 Bold |
| 16. März 17:30 Uhr | boxscore report | Melbourne führt mit 2:1                            |                                         |                                                          | Wollongong Entertainment Centre, Wollongong Zuschauer: 5512 Schiedsrichter: V. Mayberry, C. Reid, M. Aylen | 10 Bold |

| 19. März 19:30 Uhr | boxscore report | Melbourne United 71, Illawarra Hawks 80                                         | Melbourne United 71, Illawarra Hawks 80 | Melbourne United 71, Illawarra Hawks 80               | John Cain Arena, Melbourne Zuschauer: 10.175 Schiedsrichter: V. Mayberry, M. Aylen, C. Reid | 10 Bold |
| 19. März 19:30 Uhr | boxscore report | Punkte pro Viertel: 12:15, 20:13, 16:23, 23:29                                  |                                         |                                                       | John Cain Arena, Melbourne Zuschauer: 10.175 Schiedsrichter: V. Mayberry, M. Aylen, C. Reid | 10 Bold |
| 19. März 19:30 Uhr | boxscore report | Punkte: Dellavedova, Goulding 17 Rebounds: Dellavedova 7 Assists: Dellavedova 6 |                                         | Punkte: Hickey 22 Rebounds: Days 11 Assists: Hickey 8 | John Cain Arena, Melbourne Zuschauer: 10.175 Schiedsrichter: V. Mayberry, M. Aylen, C. Reid | 10 Bold |
| 19. März 19:30 Uhr | boxscore report | Serie unentschieden 2:2                                                         |                                         |                                                       | John Cain Arena, Melbourne Zuschauer: 10.175 Schiedsrichter: V. Mayberry, M. Aylen, C. Reid | 10 Bold |

| 23. März 14:30 Uhr | boxscore report | Illawarra Hawks 114, Melbourne United 104           | Illawarra Hawks 114, Melbourne United 104 | Illawarra Hawks 114, Melbourne United 104                    | Wollongong Entertainment Centre, Wollongong Zuschauer: 5686 Schiedsrichter: V. Mayberry, M. Aylen, C. Reid | Network 10 |
| 23. März 14:30 Uhr | boxscore report | Punkte pro Viertel: 26:26, 34:24, 22:22, 32:32      |                                           |                                                              | Wollongong Entertainment Centre, Wollongong Zuschauer: 5686 Schiedsrichter: V. Mayberry, M. Aylen, C. Reid | Network 10 |
| 23. März 14:30 Uhr | boxscore report | Punkte: Kell 26 Rebounds: Kell 11 Assists: Hickey 8 |                                           | Punkte: Goulding 21 Rebounds: White 7 Assists: Dellavedova 7 | Wollongong Entertainment Centre, Wollongong Zuschauer: 5686 Schiedsrichter: V. Mayberry, M. Aylen, C. Reid | Network 10 |
| 23. März 14:30 Uhr | boxscore report | Illawarra gewinnt die Serie mit 3:2                 |                                           |                                                              | Wollongong Entertainment Centre, Wollongong Zuschauer: 5686 Schiedsrichter: V. Mayberry, M. Aylen, C. Reid | Network 10 |

### Meistermannschaft
| Nr. | Nat.               | Name                | Position       | Geburtsdatum | Größe  | Info |
| --- | ------------------ | ------------------- | -------------- | ------------ | ------ | ---- |
| 0   | Vereinigte Staaten | Darius Days         | Forward        | 20.10.1999   | 201 cm | I    |
| 1   | Vereinigte Staaten | Tyler Harvey        | Guard          | 17.07.1993   | 193 cm | I, C |
| 2   | Korea Sud          | Lee Hyun-jung       | Guard/Forward  | 23.10.2000   | 201 cm | SRP  |
| 3   | Syrien             | Trey Kell           | Guard          | 5.04.1996    | 193 cm | I    |
| 6   | Australien         | William Hickey      | Guard          | 18.01.1999   | 194 cm |      |
| 7   | Australien         | Zac Triplett        | Guard          | 19.10.2001   | 196 cm | DP   |
| 8   | Sudsudan           | Kuany Kuany         | Guard/Forward  | 27.03.2000   | 206 cm | NRP  |
| 9   | Australien         | Wani Swaka Lo Buluk | Guard/Forward  | 09.06.2001   | 198 cm |      |
| 10  | Australien         | Kobe McDowell-White | Guard          | 09.02.2004   | 183 cm | DP   |
| 11  | Australien         | Daniel Grida        | Guard/Forward  | 26.04.1998   | 197 cm |      |
| 13  | Australien         | Sam Froling         | Forward/Center | 10.02.2000   | 213 cm | C    |
| 19  | Australien         | Luca Yates          | Forward/Center | 29.01.2004   | 208 cm | DP   |
| 21  | Australien         | Todd Blanchfield    | Forward        | 07.11.1991   | 193 cm |      |
| 22  | Australien         | Mason Peatling      | Forward        | 31.03.1997   | 203 cm |      |
| 25  | Australien         | Bradley Ballinger   | Forward        | 25.06.2006   | 201 cm | DP   |
| 30  | Australien         | Lachlan Olbrich     | Forward/Center | 30.12.2003   | 208 cm |      |

| Nat.               | Name         | Position       |
| ------------------ | ------------ | -------------- |
| Vereinigte Staaten | Justin Tatum | Head Coach     |
| Australien         | Tom Cranney  | Assistenzcoach |
| Australien         | Matt Flinn   | Assistenzcoach |
| Australien         | Sam Gruggen  | Assistenzcoach |
| Australien         | Joel Khalu   | Assistenzcoach |

| Abk. | Bedeutung                    |
| ---- | ---------------------------- |
| Nr.  | Trikotnummer                 |
| Nat. | Nationalität                 |
| C    | Mannschaftskapitän           |
| DP   | Development Player           |
| I    | Import Player                |
| NRP  | Nominated Replacement Player |
| SRP  | Special Restricted Player    |
| TP   | Training Player              |

## Spielerstatistiken
Alle Statistiken beziehen sich auf die reguläre Saison + die Play-off-Spiele.
| Platz | Name             | Team                   | Spiele | Schnitt |
| ----- | ---------------- | ---------------------- | ------ | ------- |
| 1.    | Bryce Cotton     | Perth Wildcats         | 28     | 28,1    |
| 2.    | Kendrick Davis   | Adelaide 36ers         | 29     | 25,6    |
| 3.    | Casey Prather    | Brisbane Bullets       | 27     | 21,3    |
| 4.    | Montrezl Harrell | Adelaide 36ers         | 28     | 20,5    |
| 5.    | Matt Hurt        | S.E. Melbourne Phoenix | 34     | 19,9    |

| Platz | Name             | Team             | Spiele | Schnitt |
| ----- | ---------------- | ---------------- | ------ | ------- |
| 1.    | Tyrell Harrison  | Brisbane Bullets | 20     | 9,7     |
| 2.    | Montrezl Harrell | Adelaide 36ers   | 28     | 9,3     |
| 3.    | Jack White       | Melbourne United | 35     | 8,9     |
| 4.    | Xavier Cooks     | Sydney Kings     | 28     | 8,7     |
| 5.    | Josh Bannan      | Brisbane Bullets | 19     | 8,6     |

| Platz | Name                      | Team                 | Spiele | Schnitt |
| ----- | ------------------------- | -------------------- | ------ | ------- |
| 1.    | Kendrick Davis            | Adelaide 36ers       | 29     | 7,8     |
| 2.    | Matthew Dellavedova       | Melbourne United     | 35     | 7,3     |
| 3.    | Parker Jackson-Cartwright | New Zealand Breakers | 21     | 6,7     |
| 4.    | Jaylen Adams              | Sydney Kings         | 27     | 6,2     |
| 5.    | Taran Armstrong           | Cairns Taipans       | 19     | 4,7     |

| Platz | Name                      | Team                 | Spiele | Schnitt |
| ----- | ------------------------- | -------------------- | ------ | ------- |
| 1.    | Sam McDaniel              | Brisbane Bullets     | 1      | 2,0     |
| 2.    | Keandre Cook              | Brisbane Bullets     | 28     | 1,7     |
| 3.    | Matthew Mooney            | New Zealand Breakers | 31     | 1,7     |
| 4.    | Parker Jackson-Cartwright | New Zealand Breakers | 21     | 1,6     |
| 5.    | Jaylen Adams              | Sydney Kings         | 27     | 1,6     |

| Platz | Name              | Team                 | Spiele | Schnitt |
| ----- | ----------------- | -------------------- | ------ | ------- |
| 1.    | Freddie Gillespie | New Zealand Breakers | 9      | 1,8     |
| 2.    | Will Magnay       | Tasmanis JackJumpers | 13     | 1,6     |
| 3.    | Marcus Lee        | Melbourne United     | 34     | 1,6     |
| 4.    | Tacko Fall        | New Zealand Breakers | 18     | 1,6     |
| 5.    | Xavier Cooks      | Sydney Kings         | 28     | 1,3     |

## Individuelle Auszeichnungen
- Most Valuable Player der regulären Saison (Andrew Gaze Trophy): Bryce Cotton (Perth Wildcats)[12]
- Next Generation Award: Alex Toohey (Sydney Kings)
- Best Defensive Player (Damian Martin Trophy): Shea Ili (Melbourne United)
- Best Sixth Man: Kouat Noi (Sydney Kings)
- Most Improved Player: Tyrell Harrison (Brisbane Bullets)
- Fans MVP: Bryce Cotton (Perth Wildcats)
- Coach of the Year (Lindsay Gaze Trophy): Justin Tatum (Illawarra Hawks)
- Executive of the Year: Malcolm Watts (Brisbane Bullets)
- Referee of the Year: Vaughan Mayberry
- GameTime by Kmart: Majok Deng (Tasmania JackJumpers)
- All-NBL First Team:
  - Bryce Cotton (Perth Wildcats)
  - Kendric Davis (Adelaide 36ers)
  - Matthew Hurt (S.E. Melbourne Phoenix)
  - Trey Kell (Illawarra Hawks)
  - Tyler Harvey (Illawarra Hawks)
- All-NBL Second Team:
  - Casey Prather (Brisbane Bullets)
  - Chris Goulding (Melbourne United)
  - Montrezl Harrell (Adelaide 36ers)
  - Sam Froling (Illawarra Hawks)
  - Xavier Cooks (Sydney Kings)
- Grand Final Series MVP (Larry Sengstock Medal): Matthew Dellavedova (Melbourne United)